# Italienische populäre Musik

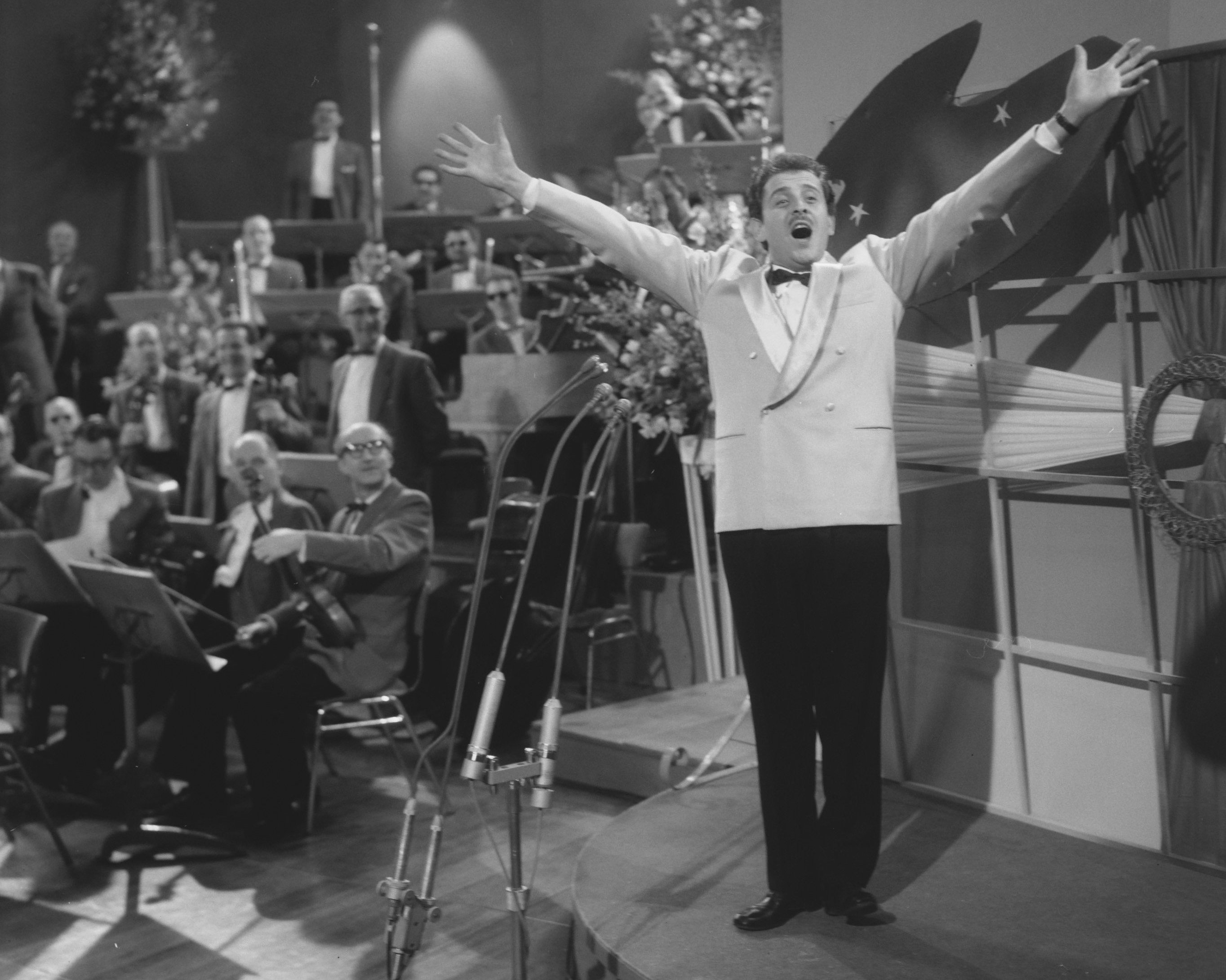
Erneuerer Domenico Modugno interpretiert Nel blu dipinto di blu, 1958

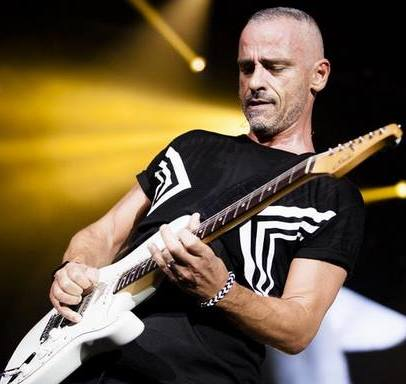
Popstar Eros Ramazzotti, 2015

Die italienische populäre Musik umfasst populärmusikalische Strömungen in Italien seit der Mitte des 19. Jahrhunderts.
Die strenge Trennung zwischen gehobener klassischer Musik und der dialektalen Volksmusik verhinderte in Italien lange die Entstehung einer nationalen populären Musik. Die neapolitanische Volksmusik konnte als erste die regionalen Grenzen überschreiten, die Entwicklung der ersten Aufnahmetechniken und die Verbreitung der caffè-concerti beeinflussten die Zirkulation von Musik um die Jahrhundertwende weiter. Ereignisse wie Massenemigration und Kolonialkriege sowie der Erste Weltkrieg lieferten neue Themen für Lieder und in der Zwischenkriegszeit erreichten amerikanische Einflüsse die italienische Musikszene, die mittlerweile auch im Radio ihr Publikum fand. Unter dem Faschismus erlebten populäre Lieder sowohl Zensur als auch Verwendung als Propaganda. Gleichzeitig brachten das Aufkommen des Tonfilms und die Entstehung von Rundfunkorchestern und Big Bands neue Kanäle zur Verbreitung der Musik mit sich.
Die Wiederbelebung des italienischen Musikmarktes nach dem Zweiten Weltkrieg erfolgte 1951 mit der ersten Ausgabe des Sanremo-Festivals, das fortan eine nicht zu unterschätzende Rolle in der Weiterentwicklung der italienischen populären Musik einnehmen sollte. Nach Domenico Modugnos Sanremo-Sieg 1958 mit Nel blu dipinto di blu löste man sich zunehmend von der Tradition: Die 1960er-Jahre brachten neue Stilrichtungen, neue Musikwettbewerbe und eine Vielzahl neuer „Stars“ hervor. Nach den politisch und musikalisch turbulenten 1970er-Jahren setzte sich in den 1980er-Jahren besonders durch das Debüt von Eros Ramazzotti eine moderne Popmusik durch. Daneben kamen die kurzlebige Italo Disco und erste Vorboten des italienischen Hip-Hops auf, der vor allem ab den 1990er-Jahren Zulauf erfuhr. Im neuen Jahrtausend reihten sich Castingshows neben dem Sanremo-Festival als Plattformen für neue Sänger ein, was auch das Festival nachhaltig prägte.
Die Außenwirkung der italienischen populären Musik erfolgte in der Vergangenheit zum einen durch die mediale Verbreitung des Sanremo-Festivals (und des eng damit zusammenhängenden Eurovision Song Contests), zum anderen (hauptsächlich beschränkt auf die 1960er-Jahre) durch Erfolge fremdsprachiger Coverversionen italienischer Lieder im Ausland. Ausgewanderte Italiener und deren Nachkommen konnten außerdem ihre Musik in fremde Kulturen einbringen, was vor allem in den USA spürbar war. Später schafften mit Italo Disco und als Italo Pop bezeichneter Musik nur noch wenige Vertreter den Sprung über die Landesgrenze; bedeutende Absatzmärkte waren und sind hierbei Osteuropa und Lateinamerika.

## Begriff
In Italien und generell im Italienischen gibt es keine allgemein anerkannte Bezeichnung oder Definition von populärer Musik. Als in den 1960er-Jahren englischsprachiger Pop Italien erreichte, wurde musica pop als eigenständiges, ausländisches Genre aufgefasst, womit keine italienische Entsprechung für notwendig empfunden wurde. Ab den 1970ern begann man, wohl unter dem Einfluss von Musikjournalismus und Musikwissenschaft aus dem englischsprachigen Raum, musica popolare als wörtliche Übersetzung von popular music zu verwenden, wobei auch die Definition übernommen wurde. Allerdings stieß diese Bezeichnung schnell an ihre Grenzen, da der Begriff musica popolare schon mindestens seit dem 19. Jahrhundert von Musikethnologen und Volkskundlern für Volksmusik (verstanden als mündlich überlieferte, traditionelle Musik) belegt war. Um Missverständnisse zu vermeiden, entwickelte man für die populäre Musik in der Folge den Begriff musica popolare contemporanea („zeitgenössische musica popolare“). Allerdings änderte das wenig an der Zweideutigkeit (genauso gut könnte damit „zeitgenössische“ Volksmusik gemeint sein), außerdem scheint durch die Beschränkung auf den zeitgenössischen Kontext ältere populäre Musik ausgeschlossen zu werden.
Unabhängig davon hatte es sich schon früh eingebürgert, von populärer Musik (mit möglicherweise nicht völliger Deckungsgleichheit der Definitionen) einfach pars pro toto als canzone („Lied“) zu sprechen. Der Begriff canzone in der Bedeutung eine Vokalkomposition geht auf Dante Alighieris De vulgari eloquentia (1303–1305) zurück, im Lauf der Geschichte wurde er sehr unterschiedlich verwendet (eine Kanzone kann auch ein Instrumentalstück sein). Im heutigen Sprachgebrauch sind canzone und der leicht abwertend verstandene Diminutiv canzonetta zwar fast allumfassend und damit durchaus als begriffliche Entsprechung der populären Musik geeignet, allerdings sind die Begriffe durch die im Faschismus erfolgte und teilweise noch heute präsente Ausgrenzung populärer Musik ausländischen (insbesondere afroamerikanischen) Ursprungs empfindlich eingeschränkt. Für rein italienische Musik ist der Begriff aber weit verbreitet, besonders deutlich im vollständigen Namen des Sanremo-Festivals, Festival della Canzone Italiana.
Ein weiterer verbreiteter Begriff ist musica leggera („leichte Musik“), der Ende des 19. Jahrhunderts aus einer konservativen Perspektive heraus geprägt wurde und Lieder, Tanzmusik sowie die Operette mit einschloss, analog zur deutschen Trivialmusik. Während des Faschismus etablierte das öffentliche Radio den Begriff, wobei jedoch die Operette aus der Definition heraus fiel. Problematisch an dem Begriff ist zum einen der stark abwertende Beigeschmack, zum anderen die Tatsache, dass viele Strömungen innerhalb der italienischen populären Musik (Urlatori, Cantautori oder Punkrocker) sich konkret gegen diese Bezeichnung stemmten und so gewissermaßen als Gegenbewegungen zur musica leggera wahrgenommen wurden. Daneben sind oder waren im akademischen Kontext auch musica d’uso (Gebrauchsmusik) und musica di consumo (Konsum-Musik) im Gebrauch. Bereits ab den 1980er-Jahren begann man aufgrund dieser begrifflichen Widersprüche, vereinzelt auf die englische Bezeichnung popular music zurückzugreifen. Diese konnte sich zwar mit der Zeit etablieren, ist aber doch nur bei einer Minderheit tatsächlich im Gebrauch. Parallel (und in Abgrenzung) dazu entstand auch der Begriff musica moderna („moderne Musik“).

## Geschichte
Die italienische populäre Musik hat ihre Anfänge nach allgemeiner Auffassung in der Mitte des 19. Jahrhunderts. Als Ausgangspunkt wird die Veröffentlichung des Liedes Santa Lucia von Teodoro Cottrau und Enrico Cossovich angesehen: Auch wenn es sich im Grunde um die Übersetzung einer Barkarole aus dem Neapolitanischen handelte, gilt das Lied als erster Versuch, die Tradition der „gehobenen“ Musik (musica colta) sowohl melodisch als auch textlich mit der Tradition der Volksmusik in Einklang zu bringen. Anders als etwa in Frankreich, wo die Wurzeln des Vaudeville im Chanson des 16. Jahrhunderts liegen, oder im deutschsprachigen Raum, wo Musik und Dichtung im Kunstlied zusammenfanden, bestand in Italien über viele Jahre eine deutliche Trennung zwischen Kompositionen der gehobenen Musik (etwa Romanzen oder Operetten) und den im Dialekt gehaltenen Liedern aus der Volksmusik. Dabei hatten es lokale Musiktraditionen sehr schwer, ihr eng begrenztes Verbreitungsgebiet zu verlassen; am ehesten gelang dies der neapolitanischen Volksmusik sowie teilweise der römischen und mailändischen. Erst um 1900, auch unter dem Einfluss des französischen Café-concert, löste sich diese strikte Trennung der Musikstile langsam auf, eine Entwicklung, die schließlich mit dem Ende des Ersten Weltkriegs als abgeschlossen betrachtet werden kann.

### Volksmusik vor der italienischen Einigung

Die italienischen Großregionen (Ober-, Mittel- und Süditalien mit Inseln)

Die Volksmusikforschung hat eine Reihe verschiedener Traditionen auf der Italienischen Halbinsel ausgemacht, die sich grob in zwei Gruppen einteilen lassen: zum einen die „gallisch-italische“ (gallo-italica) Tradition Oberitaliens, die deutlich unter französischem Einfluss steht und auf syllabischen Gesang sowie erzählerischen Texten aufbaut; zum anderen die Tradition Mittel- und Süditaliens, die durch melismatischen Gesang und lyrische, deskriptive Texte geprägt ist.
Das älteste erhaltene Volkslied aus Oberitalien ist La donna lombarda, das laut dem Historiker Costantino Nigra aus dem 5. Jahrhundert stammt und das wahrscheinlich mit der Langobardenkönigin Rosamunde zusammenhängt. Erste Spuren der mittel- und süditalienischen Tradition hingegen finden sich im 12. und 13. Jahrhundert einerseits mit La ienti de Sion, einer jüdisch-italienischen Elegie, die üblicherweise während des Fasttags Tischa beAv angestimmt wurde und die vermutlich aus den Marken stammt; andererseits mit Turiddu, chi si’ beddu, chi si’ duci, einer Stanze, die wahrscheinlich auf einen Bänkelsänger (cantastorie) zurückgeht und erstmals in Partinico nachgewiesen wurde.
Innerhalb der einzelnen Traditionen finden sich in Oberitalien der Trallalero Liguriens, die narrativen Gesänge aus dem Grenzgebiet zwischen Frankreich und dem Aostatal, die Lieder über einzelne historische Persönlichkeiten oder Ereignisse aus dem Piemont und der Lombardei, die sogenannten Villotte des Triveneto, oder die emilianischen Volkslieder aus den Überlieferungen der Po-Ebene. In Mittelitalien war Stegreifdichtung wie der Stornello von Bedeutung, der in verschiedenen Varianten in der Toskana (als rispetto), in Umbrien und in den Abruzzen (als canzune oder canzune suspette) vorkam, aber auch Gesänge in Stanzen, der Chorgesang il bei (aus der Gegend des Monte Amiata, mit Ähnlichkeit zum ligurischen Trallalero) und der mehrstimmige Vatocco der Marken, Umbriens und der Abruzzen. Im Süden schließlich kamen so verschiedene Traditionen wie der Tanz Saltarello aus dem unteren Latium, der zur Tarantella in Kampanien und Apulien und zur Pizzica im Salento überging, Bauerngesänge der Basilikata und Kalabriens, oder Gesänge der sizilianischen Fuhrmänner vor; bedeutend war auch die musikalische Vielfalt Sardiniens, die von den Tenores Barbagias über die Tasgia von Gallura zu den Muttos, den Muttettos und der Mattorina reichte.

#### Die neapolitanische Volksmusik

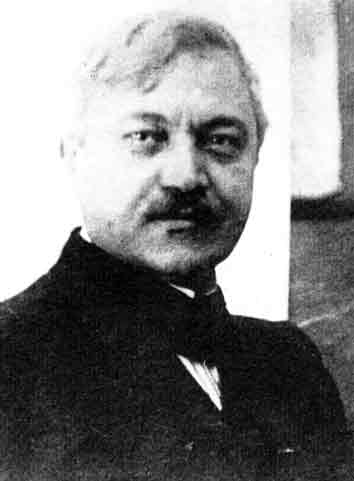
Salvatore Di Giacomo, einer der bedeutendsten Poeten des neapolitanischen Liedes

Eines der frühesten Beispiele für den traditionellen neapolitanischen Gesang ist der Canto delle lavandaie del Vomero, eine frühe Form der Villanelle (auch canto agreste, „ländlicher Gesang“) aus dem 13. Jahrhundert. Mit dieser polyphonen Kompositionsform befassten sich auch angesehene Komponisten wie Orlando di Lasso, Claudio Monteverdi und Giulio Caccini; erst später näherte sie sich der Volksmusik an, wobei sie formelle und stilistische Anleihen von der Opera buffa des 18. Jahrhunderts nahm und Blas- und Schlaginstrumente als Begleitung miteinbezog. Der andere prägende Einfluss der süditalienischen Musiktradition war die Tarantella, die wahrscheinlich Mitte des 17. Jahrhunderts in Apulien entstand und im 18. Jahrhundert vor allem in Neapel populär wurde.
Die neapolitanische Volksmusik in der heute bekannten Form entwickelte sich allerdings erst im 19. Jahrhundert, auch dank der Arbeit von Guglielmo Cottrau, der traditionelle Melodien sammelte und niederschrieb (darunter Michelemmà, Cicerenella oder ’O guarracino). Zwischen 1835 und 1839 vollzog sich die endgültige Entwicklung des neapolitanischen Liedes anhand von Te voglio bene assaje, mit einem Text von Raffaele Sacco und einer Gaetano Donizetti zugeschriebenen Musik: Es wurde ein Verkaufsschlager mit über 180.000 verkauften Notenblättern und erfuhr auch sonst große Verbreitung. Dieses Lied war auch der Anlass für die traditionelle Festa di Piedigrotta, ein Volksfest, bei dem fortan die neuen Lieder des Jahres präsentiert wurden. Das Fest entwickelte sich mit den Jahren zu einem Musikwettbewerb und lancierte, nach einer kurzen Pause von 1861 bis 1876, Erfolgstitel wie Funiculì, Funiculà, ’E spingule francese oder ’O sole mio, und gleichzeitig auch deren wichtigste Autoren und Komponisten wie Francesco Paolo Tosti, Salvatore Di Giacomo, Mario Pasquale Costa, Salvatore Gambardella, Libero Bovio, Ernesto Murolo, Giovanni Capurro und Eduardo Di Capua.

#### Die römische Volksmusik

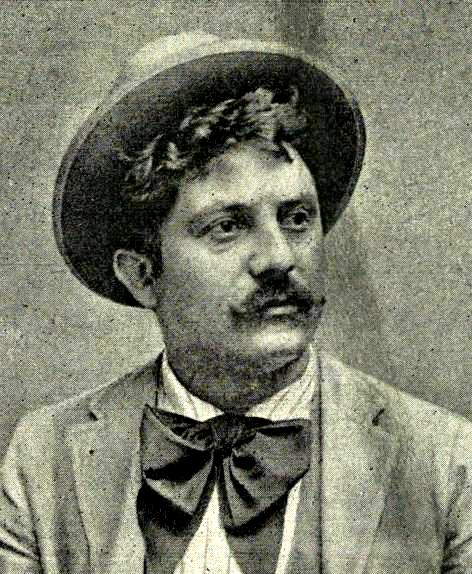
Giggi Zanazzo, der „Vater“ des römischen Liedes

Erste Spuren der römischen Volksmusik stammen aus dem 13. Jahrhundert, mit dem Lied Sonetto (auch bekannt als Bella quanno te fece mamma tua), das später im Volksmund namensgebend für die römische Musiktradition wurde. Die melodischen Charakteristika dieser Lieder blieben laut dem Komponisten Alessandro Parisotti im Lauf der Jahrhunderte praktisch unverändert.
Das Jahr 1890 gilt gemeinhin als Geburtsjahr des modernen römischen Liedes, mit der Veröffentlichung des Liedes Feste di maggio (mit einem Text von Giggi Zanazzo, dem „Vater“ des modernen römischen Liedes, und Musik von Antonio Cosattini), das für einen Schönheitswettbewerb in Rom anlässlich des 20-jährigen Jubiläums des Hauptstadtstatus geschrieben wurde. Der Erfolg des Titels weckte das Interesse der römischen Künstlerszene, woraufhin 1891 die Verleger Pietro Cristiano und Edoardo Perino die ersten Musikwettbewerbe für römische Lieder initiierten. Die Wettbewerbstradition fasste auch hier schnell Fuß und wurde mit den Feierlichkeiten zum Johannistag verbunden; sie hielt sich bis zum Ausbruch des Zweiten Weltkriegs.

### Vom 19. Jahrhundert bis zum Ersten Weltkrieg
Die Entwicklung des italienischen Liedes verlief im 19. Jahrhundert in unterschiedlichen Linien, sowohl in den gehobenen als auch in den dialektalen Formen der Volksmusik. Beispielsweise führte die große Popularität der Oper in nahezu allen Schichten der Bevölkerung dazu, dass die bekanntesten Arien (überwiegend in italienischer Sprache) sprichwörtlich in aller Munde waren. Aus dieser Mode heraus entstand die Romanze, eine musikalische Form aus der Oper, die auch rein solistisch gesungen werden konnte, und von Komponisten wie Francesco Paolo Tosti, Ruggero Leoncavallo, Salvatore Gambardella, Luigi Denza und Michele Costa geprägt wurde. Auch die Romanze war damit Zeuge für den zunehmenden Austausch zwischen gehobener und Volksmusik, bei dem die alte Volksmusiktradition eine Angleichung an Melodram und Romanze erfuhr. Der Erfolg einiger dieser Werke ist auch auf die Entwicklung der ersten Aufnahmetechniken zurückzuführen (zuerst über die Phonographenwalze und dann über die Schellackplatte), wodurch erst ein richtiger Musikmarkt entstehen konnte, mit Enrico Caruso als einem der ersten Stars.
Gleichzeitig verbreiteten sich, dem französischen Vorbild folgend, café-concerts oder café chantants in den wichtigsten Ballungszentren der Italienischen Halbinsel (Neapel, Rom, Triest, Turin und Mailand): Während im Norden der französische und österreichische Einfluss stark war, erlaubten die Musiklokale im Süden die Verbreitung der populärsten Volkslieder, insbesondere der neapolitanischen. Im Gegensatz zu den ausländischen Vorbildern, wo ein gewisses Gleichgewicht zwischen Unterhaltung und Geschmack aufrechterhalten wurde, stellten die Veranstaltungen in diesen Lokalen in Italien hauptsächlich freizügige, weibliche Schönheit, Doppeldeutigkeit und Provokation in den Mittelpunkt. In diesem Zusammenhang entstand in Neapel 1875 das Lied ’A cammesella, eine Verarbeitung eines alten neapolitanischen Kinderreims, in der es um eine sich keusch sträubende Ehefrau in der Hochzeitsnacht geht, gespickt mit Striptease-Elementen; wenige Jahre später prägten die Sängerinnen Maria Borsa und Maria Campi in Rom davon ausgehend die Mossa, eine obszöne Tanzbewegung.
Bedeutung für die Entwicklung und Verbreitung der italienischen Musik hatten auch die turbulenten politischen Ereignisse des 19. Jahrhunderts, von den Bewegungen des Risorgimento zu den späteren sozialistischen und anarchistischen sowie den nationalistischen Bewegungen. In der Musik blieb der Dualismus zwischen gehobenen Liedern, mit ausgewählten Texten, literarischen Bezügen und leicht melodramatischer Rhetorik, und dem populären Repertoire mit direktem und klarem Inhalt bestehen. Interessanterweise bedienten sich sowohl die nationalistisch-patriotischen, als auch die sozialistischen Gesänge eher bei ersterer Kategorie, mit dem Effekt, dass sie für breite Teile der Bevölkerung kaum verständlich waren. Größerer Erfolg war hingegen relativ einfachen Texten wie Garibaldi fu ferito oder La bella Gigogin (im Risorgimento) oder Bandiera rossa Ende des 19. Jahrhunderts beschieden.
In den Jahren ab der italienischen Einigung bis ins erste Jahrzehnt des 20. Jahrhunderts hinterließen zwei Ereignisse bleibende Spuren in der Entwicklung der populären Musik: Zum einen die Emigration von Millionen Italienern ins Ausland (insbesondere aus dem Triveneto nach Amerika), die ihren Niederschlag in Liedern wie Trenta giorni di nave a vapore und Mamma mia, dammi cento lire (che in America voglio andar) fand, mit Texten über den mit der Auswanderung verbundenen Schmerz; zum anderen die Kolonialkriege, die eine Reihe von den Krieg verherrlichenden oder gefallenen Soldaten gedenkenden Liedern hervorbrachten (Canto dei soldati italiani in Africa, La partenza per l’Africa, Ai caduti di Saati e Dogali). Besonders die Lieder über den Tripoliskrieg, am bekanntesten A Tripoli, erfreuten sich großer Popularität in den italienischen café-concerts.
Auch der Ausbruch des Ersten Weltkriegs änderte nichts an der bereits beschriebenen Dualität des Liedgutes: Während patriotische Lieder wie La canzone del Piave mit hitzigen Texten voller kunstvoll gewählter literarischer Verweise glänzten, wurden das Leben im Schützengraben und die Heimatferne der Soldaten in dialektalen Texten mit starker regionaler Prägung festgehalten, etwa ’O surdato ’nnammurato oder Regazzine, vi prego ascoltare. Im Verlauf des Krieges begann sich die italienische Sprache in den Liedern zu etablieren, wenn auch noch umgangssprachlich und dialektal durchsetzt: Beispiele sind das Lied der Alpini Quel mazzolin di fiori und La tradotta che parte da Torino (später bekannt als La tradotta che parte da Novara) oder Protestlieder gegen Krieg und Militärkommando wie O Gorizia, tu sei maledetta.

### Vom Kriegsende bis zum Ende der 1920er-Jahre

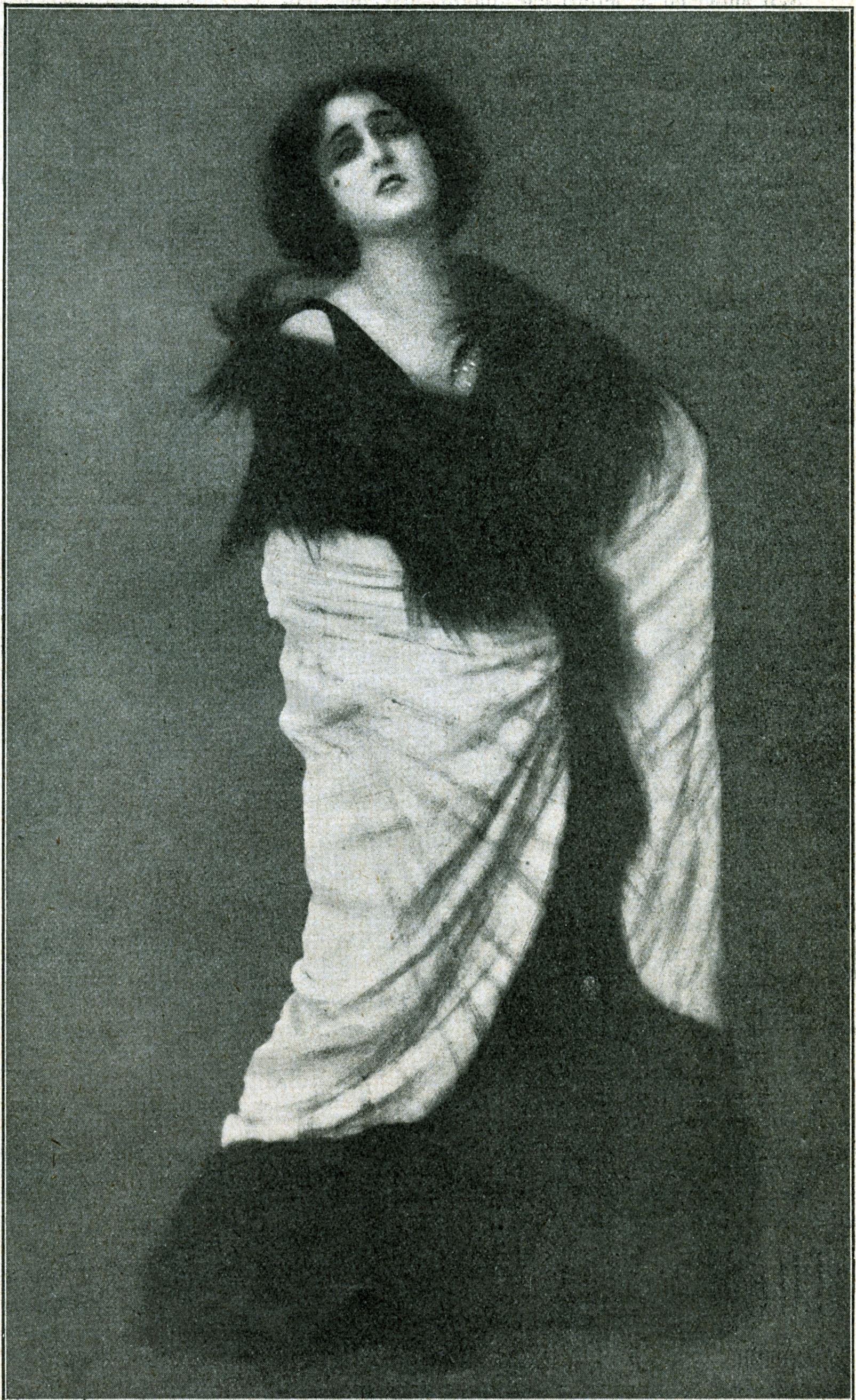
Anna Fougez

Schon vor dem Ersten Weltkrieg stieg die Beliebtheit des Tanzes und der Tabarin genannten Nachtlokale. Nach dem Krieg fand diese Mode rasante Verbreitung, trotz der intensiven Versuche der katholischen Kirche, solcherlei unzüchtige Verstöße gegen Sitte und Moral zu unterbinden. Mit Tango, Charleston, Foxtrott, Rumba, Ragtime und Jazz erreichten neue Klänge und Rhythmen Italien, auch in der Folge der Stationierung verbündeter amerikanischer Truppen, während sich in den ländlichen Gegenden der Liscio, ein Gesellschaftstanz zu leichter Tanzmusik aus der Romagna, von Carlo Brighi und später Secondo Casadei verbreitete.
Auf den Bühnen der Tabarins etablierten sich die ersten italienischen populären Sänger wie Armando Gill (mit Come pioveva), die femme fatale Anna Fougez, der „ironische Gentleman“ mit Frack, Zylinder und Baritonstimme Gino Franzi sowie dessen kleinbürgerliches Gegenstück, die canzone-feuilletton der Brüder Gabrè und Miscel. Gleichzeitig bildete sich in der neapolitanischen Volksmusik die Sceneggiata heraus, wobei von einem Lied ausgehend ganze Bühnenstücke inszeniert wurden. Damit erlebte die neapolitanische Volksmusik eine neue Blütezeit, die bis zum Ausbruch des Zweiten Weltkriegs andauern sollte, und auch das römische Lied erfuhr einen Aufschwung.
Etwa gleichzeitig mit dem Aufstieg des Faschismus fand in Italien das Radio Verbreitung. Am 6. Oktober 1924 ging das staatliche Radio Unione radiofonica italiana (später Ente Italiano per le Audizioni Radiofoniche, kurz EIAR) erstmals auf Sendung. Es wurde bald einer der wichtigsten Kanäle für populäre Musik, auch durch die Unterstützung des faschistischen Regimes. Allerdings waren die staatlichen Sendungen häufig von Zensur geprägt, wobei etwa ausländische Namen italianisiert (Louis Armstrong wurde zu Luigi Braccioforte oder Benny Goodman zu Beniamino Buonuomo) oder Lieder, die angeblich die öffentliche Ordnung verletzten oder politische oder religiöse Autoritäten angriffen, verboten wurden.
Musik, sei es opernhafte oder populäre, machte den Großteil der Radiosendungen aus, da das Regime ihre Bedeutung für das Transportieren massenwirksamer Botschaften erkannte: So wurden faschistische Hymnen und Lieder (Giovinezza, Inno degli studenti, Canto delle donne fasciste) gespielt, aber auch leichtere traditionelle Lieder mit volksnahen Texten (Mille lire al mese, I milioni della lotteria) oder unterschwelliger Propaganda für das durch das Regime forcierte Bevölkerungswachstum (Signorine, sposatevi; C’è una casetta piccola), die sich musikalisch nicht von der reinen Unterhaltungsmusik unterschieden.

### Die 1930er- und 1940er-Jahre
Im Jahr 1930 erschien der erste italienische Tonfilm La canzone dell’amore von Gennaro Righelli: Der Titelsong Solo per te Lucia war damit auch das erste Lied, das Eingang in einen italienischen Soundtrack fand. Im Lauf der 1930er- und 1940er-Jahre zeigten sich zwei Herangehensweisen an diese Verbindung von Film und Musik: Zum einen die traditionelle, meist mit Opernsängern, die sich als Schauspieler betätigten, zum anderen die modernere, wobei sich Filmstars als Sänger versuchten. Ein frühes Beispiel für letztere ist Vittorio De Sicas gesangliche Leistung in Gli uomini, che mascalzoni… von 1932, die sowohl ihm als auch dem interpretierten Lied Parlami d’amore Mariù zu großem Erfolg verhalf.

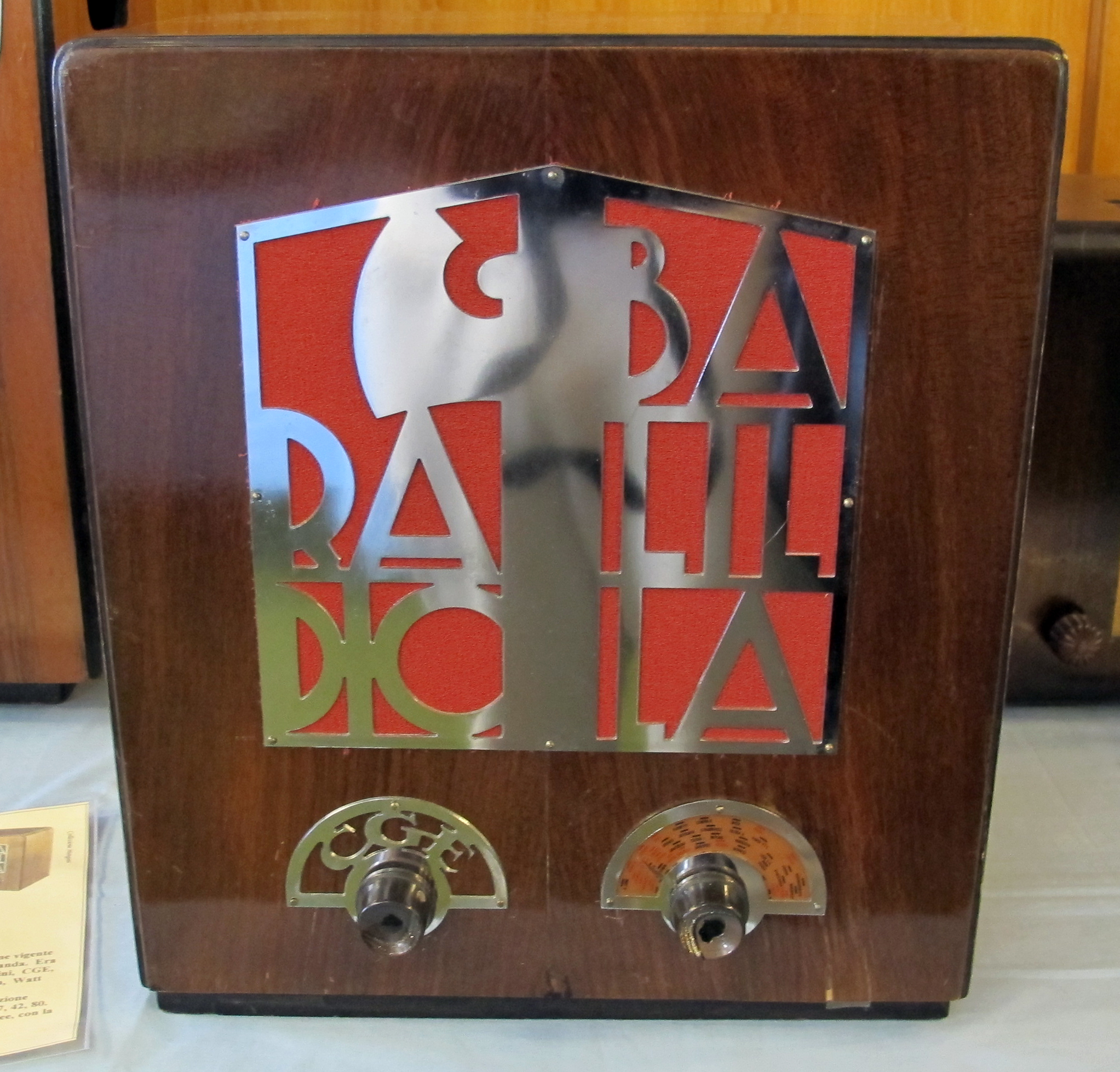
Das Radio (hier ein italienisches Telefunken-Modell von 1937) war ein wichtiger Kanal für die Verbreitung von Musik

Daneben entstanden in den 1930er-Jahren die großen Orchester und Big Bands, insbesondere das Rundfunkorchester der EIAR (1933), und der Swing hielt Einzug in die Radios und Tanzsäle, womit erstmals das traditionelle italienische Lied und die „moderne“ Musik aufeinanderprallten: Carlo Buti war der Hauptvertreter der traditionellen Richtung, die inhaltlich die Ruhe des Landlebens gegen die Hektik der Stadt ausspielte (Reginella campagnola, Se vuoi goder la vita); der Swing hingegen wurde von Natalino Otto (Mamma… voglio anch’io la fidanzata, Ho un sassolino nella scarpa), Alberto Rabagliati (Mattinata fiorentina, Ba-ba-baciami piccina), Luciana Dolliver (Bambina innamorata, Sono tre parole, Un’ora sola ti vorrei) und dem Trio Lescano (Arriva Tazio, Maramao perché sei morto?, Ma le gambe, Pippo non lo sa) aufgegriffen, wie auch von den Songwritern Alfredo Bracchi und Giovanni D’Anzi (Non dimenticar le mie parole, No, l’amore no) sowie Vittorio Mascheroni (Bombolo, Fiorin fiorello). Der Gegensatz war auch in den Orchestern spürbar, vor allem zwischen Pippo Barzizza, der auf Brassband-Musik setzte, und Cinico Angelini, der klassischeren Melodien nachging.
Wenn auch oft als harmlos und als Realitätsflucht abgetan, zeigte sich in der populären Musik, dass politische Lieder sich gegenüber gefühlsbetonten und humorvollen Liedern nicht behaupten konnten und selbst das faschistische Regime dem Massengeschmack ausgeliefert war, ohne die Kreativität der Songwriter oder der Interpreten maßgeblich beeinflussen zu können. Tatsächlich richteten sich einige dieser vermeintlich harmlosen Lieder unverhohlen gegen Teile des Regimes: Bombolo, eine wenig schmeichelhafte Bezeichnung für einen kleinen, rundlichen Mann, soll Guido Buffarini-Guidi gewidmet sein, der Refrain von Maramao perché sei morto? verunstaltete das für den verstorbenen Costanzo Ciano 1939 in Livorno errichtete Denkmal, und in Pippo non lo sa wurde eine Anspielung auf Achille Starace gesehen.
Ende der 1930er-Jahre entstanden außerdem weitere bedeutende dialektale Lieder der neapolitanischen (Signorinella, Napule ca se ne va), römischen (Quanto sei bella Roma, Chitarra romana) und mailändischen Volksmusik (La Balilla, Porta Romana), sowie Lieder, die sich mit dem Abessinienkrieg und dem faschistischen Kolonialismus beschäftigten, insbesondere das Kampflied Faccetta nera, dessen Text allerdings mehrmals auf Druck der Regierung geändert werden musste, da die ursprüngliche Fassung die Abessinier angeblich zu positiv dargestellt hatte. 1938 und 1939 fanden zwei erfolgreiche nationale Gesangswettbewerbe statt, für die sich über 2500 Teilnehmer im ersten und fast 3000 Teilnehmer im zweiten Jahr anmeldeten; die jeweils 14 Sieger erhielten Gelegenheit, mit dem Orchestra Cetra von Pippo Barzizza im öffentlichen Radio aufzutreten.

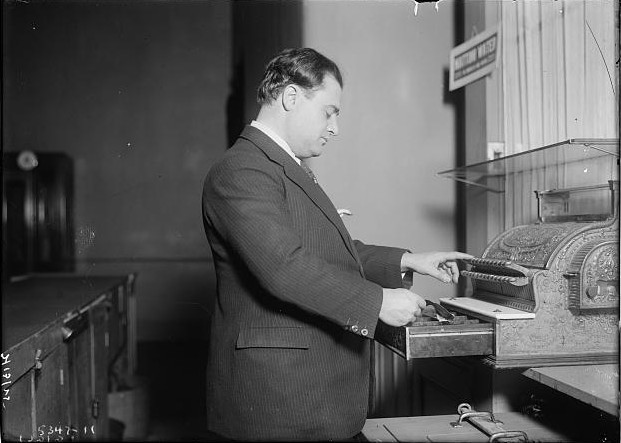
Der Tenor Beniamino Gigli

Mit dem Kriegseintritt Italiens nahmen die Einschränkungen und Verbote in Bezug auf Musik, Tanz und Revuetheater zu, insbesondere durch den Ausschluss jüdischer Songwriter (als Folge der italienischen Rassengesetze) und dem Totalverbot des Jazz und US-amerikanischer Musik insgesamt, was den Musikbetrieb im Land aber nicht zum Stillstand brachte. Ausgerechnet in den ersten Kriegsjahren erschienen zwei der größten Erfolge der 40er-Jahre: Mamma, das Beniamino Gigli 1941 im gleichnamigen Film sang, und Voglio vivere così, von Ferruccio Tagliavini 1942 im gleichnamigen Film von Mario Mattoli gesungen. 1940 wurde auch die Vokalgruppe Quartetto Cetra gegründet, die 1947 ihren großen Durchbruch hatte.
Nach dem Fall des Faschismus 1943 nahm die Resistenza den Gesang als traditionelle Kommunikationsform der sozial benachteiligten Klassen auf und die starke Verbindung zwischen Partisanengesängen und Liedern aus der Volksmusik wurde deutlich. Dies zeigte sich sowohl in den lokal begrenzten (Bella ciao, La daré d’ cola montagna, Il fiore di Teresina) als auch in den noch aus dem Risorgimento oder dem Ersten Weltkrieg stammenden Liedern (Sul ponte di Perati), in den Liedern der Arbeiterorganisationen und der Revolutionäre (Fischia il vento) wie auch in den aktuell erfolgreichen und in den Parodien auf faschistische Lieder (Badoglieide).
Das Kriegsende schließlich führte zu einer Invasion durch Jazz, Boogie-Woogie, Rumba, Samba, zu einem starken französischen Einfluss (durch Yves Montand, Édith Piaf, Juliette Gréco) sowie zu Materialmangel für die Herstellung von Schellackplatten. Damit kam die italienische Musikproduktion zu einem abrupten Ende. Trotz des großen Erfolgs von In cerca di te (1945), das die Lebensumstände vieler Italiener zum Kriegsende zusammenfasste, verschwand die populäre Musik vorerst aus dem nationalen Fokus und zog sich auf regionale Ebene zurück: Beispiele für Lieder aus jener Zeit sind Dove sta Zazà? von Raffaele Cutolo und Giuseppe Cioffi, Tammurriata nera von E. A. Mario und Edoardo Nicolardi, Munasterio ’e Santa Chiara von Michele Galdieri und Alberto Barberis oder Vecchia Roma von Mario Ruccione und Luciano Luigi Martelli (letzteres trug in den 1950er-Jahren zum Erfolg von Claudio Villa bei).

### Die 1950er-Jahre und die Entstehung der großen Festivals
Ab 1947 gab es erste Versuche, über Gesangswettbewerben neue Talente zu lancieren, um den angeschlagenen Musikmarkt wieder zu beleben, und am 29. Januar 1951 fiel der Startschuss für die italienischen Musikfestivals in der modernen Form: Im städtischen Kasino von Sanremo fand die erste Ausgabe des Festival della Canzone Italiana statt. Es wurde live im öffentlichen Radio übertragen, moderiert von Nunzio Filogamo, und hatte drei Teilnehmer (Nilla Pizzi, Achille Togliani und das Duo Fasano), die insgesamt 20 Lieder präsentierten. Siegerin war Nilla Pizzi mit Grazie dei fiori, ein Erfolg, den sie im Jahr darauf mit Vola colomba sogleich wiederholen konnte, einem Lied über die Situation der von den Alliierten besetzten Stadt Triest; außerdem belegte sie im zweiten Jahr auch den zweiten und dritten Platz mit Papaveri e papere bzw. Una donna prega. Das Sanremo-Festival hatte auch Vorbildwirkung für den 1956 in Lugano erstmals ausgetragenen Gran premio Eurovisione della Canzone Europea (Eurovision Song Contest).
Auch das Sanremo-Festival blieb nicht verschont vom Gegensatz zwischen der Rhetorik der traditionellen Musik, die sich im engen Themenkreis von Gott, Heimat und Familie bewegte (Vecchio scarpone, Sorrentinella, Berta filava, Il passerotto), und moderneren Liedern wie Canzone da due soldi (in der Version von Katyna Ranieri mit etwa 120.000 in wenigen Monaten verkauften Exemplaren einer der großen Erfolge der 1950er-Jahre) oder dem bereits erwähnten Papaveri e papere, dessen Text heute sowohl als Kritik an Politikern der Democrazia Cristiana als auch an der Benachteiligung der Frau zu jener Zeit verstanden wird.
Schon 1952 entstand in Neapel das Festival di Napoli (Sieger der ersten Ausgabe waren Franco Ricci und wiederum Nilla Pizzi), das jedoch nie an die Bekanntheit des Sanremo-Festivals heranreichen konnte und häufig von Skandalen und Polemiken überschattet war. Dennoch wurde die neapolitanische Liedtradition von verschiedenen Musikern weitergeführt: Einerseits von Altmeister Roberto Murolo (Anema e core, Luna caprese, ’Na voce, ’na chitarra e ’o ppoco ’e luna), der sich die Aufgabe der Bewahrung der Tradition mit Sergio Bruni (Vieneme ’n zuonno, Marechiaro marechiaro) teilte; andererseits vom „Entweiher“ (dissacratore) Renato Carosone und seiner Band (ursprünglich nur mit Gegè Di Giacomo am Schlagzeug und Peter Van Wood an der Gitarre, später ein Sextett). Carosone gelang in Zusammenarbeit mit Textdichter Nisa 1956 der Durchbruch mit Tu vuò fà l’americano, weitere seiner Erfolge waren Torero, ’O sarracino, Caravan petrol sowie Neuinterpretationen anderer Lieder wie Chella llà von Aurelio Fierro, welches das sogenannte „angeberische“ Lied (canzone smargiasse) einleitete, geprägt von Humor und musikalischer Leichtigkeit.

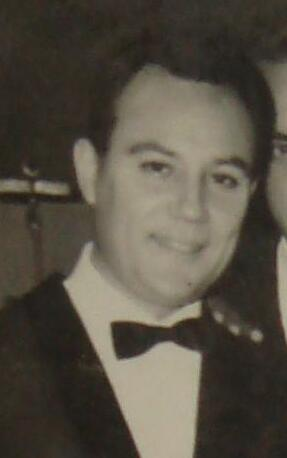
Claudio Villa, der „kleine König“ des italienischen Liedes

Die Brücke zwischen der regionalen neapolitanischen und der gesamtitalienischen Musik schlug hingegen Claudio Villa, dessen Karriere ungefähr 1952 ihren Anfang nahm: Bald als „kleiner König“ (reuccio) des italienischen Liedes bezeichnet, gewann er in kurzer Zeit viermal das Sanremo-Festival, einmal das Festival di Napoli, feierte große Verkaufserfolge, trat international auf und blieb auch in späteren Jahren Hauptvertreter des nach und nach veraltenden „melodiösen“ italienischen Liedes (canzone melodica). Villa machte auch häufig Negativschlagzeilen mit seinem in der Öffentlichkeit oft anmaßendem Auftreten, und musste zweimal regelrechte Schmutzkampagnen der Medien über sich ergehen lassen (wobei schließlich Pier Paolo Pasolini zu seiner Verteidigung schritt).
In den 1950er-Jahren etablierte sich auch die Musikkomödie, ausgehend von den Revuetheatern. Hauptvertreter waren in jener Zeit die Theaterautoren Garinei und Giovannini sowie die Komponisten Gorni Kramer und Armando Trovajoli, die neuen Schauspielern und Sängern wie Delia Scala, Isa Barzizza, Gianni Agus, Tina De Mola, Elena Giusti, Carlo Dapporto und Renato Rascel zum Erfolg verhalfen (besonders letzterer hatte als Sänger eine ganze Reihe von Erfolgen, darunter das Lied Arrivederci Roma).
Gleichzeitig mit dem Aufschwung des Theaters wurde auch das Interesse des Publikums an Nachtlokalen wieder größer. Dort wurden neue Sänger lanciert, die sich deutlich an Vorbildern aus Übersee orientierten: neben Renato Carosone etwa Peppino di Capri, der die Neuinterpretation der neapolitanischen Volksmusik mit Rockeinflüssen kombinierte (St. Tropez Twist, Nun è peccato), Fred Buscaglione, der übermäßige Amerikafreundlichkeit und vorherrschenden Machismus ironisierte und den Swing musikalisch wieder aufwertete (Che bambola!, Teresa non sparare, Eri piccola così) oder zwischen Jazz und Sentimentalität stehende Entertainer wie Nicola Arigliano, Bruno Martino oder Fred Bongusto.
Auch das frisch gestartete Fernsehen (1954 in Italien) trug neben den Schallplatten und den Jukeboxen zur Revolutionierung des Musikwesens bei: Ab 1955 ging das Sanremo-Festival zusätzlich zur Radioübertragung auch im Fernsehen live auf Sendung und 1957 gab es die erste eigentliche Musikshow des italienischen Fernsehens, Il Musichiere (die Titelmelodie Domenica è sempre domenica stammte von Garinei und Giovannini und Gorni Kramer). Nach dem Erfolg dieses ersten Versuchs ließ man eine lange Reihe von Musiksendungen folgen, darunter Studio Uno und Canzonissima.
Im Gegensatz zur Zwischenkriegszeit und trotz der Anstrengungen einiger Erneuerer blieben die 1950er-Jahre musikalisch melodiegeprägt: Der Wunsch der Menschen nach Ruhe und Sicherheit führte zu Musik, die frei von Ideologie und Rhetorik darauf ausgerichtet war, den Krieg vergessen zu lassen und den Wiederaufbau anzutreiben. Andererseits war die populäre Musik noch immer in den Händen des Staates, der den Markt über den öffentlichen Rundfunk und die staatliche Plattenfirma Cetra kontrollierte; außerhalb dieser vorgegebenen Strukturen konnten sich nur sehr wenige erfolgreich behaupten, etwa die Plattenfirmen Fonit (spezialisiert auf Natalino Ottos Jazz, bis es 1958 zur erzwungenen Fusion mit Cetra kam) und Compagnia Generale del Disco (gegründet von Teddy Reno; unter den Künstlern fand sich ein weiterer Jazzmusiker, Lelio Luttazzi). Auch im Sanremo-Festival war diese Situation spürbar, mit der Etablierung des Klischees der melodiösen und sentimentalen Lieder, das meist zum Ausscheiden von unkonventionelleren Beiträgen führte (wenn nicht zuvor bereits die Zensur eingriff, um „unmoralische“ Inhalte zu verhindern).

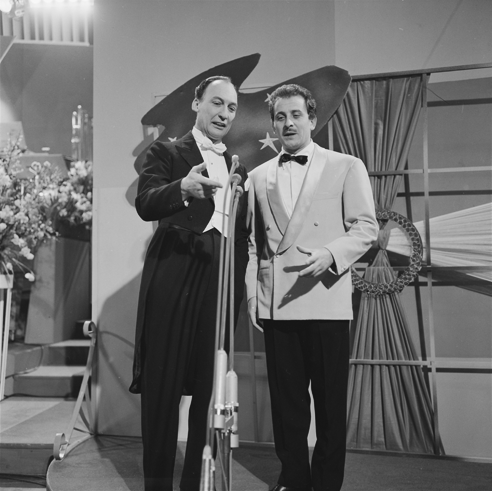
Domenico Modugno (rechts) beim Grand Prix Eurovision de la Chanson Européenne 1958 (mit Dirigent Alberto Semprini)

Erst gegen Ende des Jahrzehnts zeigten sich erste Zeichen eines musikalischen Umbruchs: Am 18. Mai 1957 wurde in Mailand das erste italienische Rock-’n’-Roll-Festival abgehalten, auf dem nicht nur erstmals Adriano Celentano öffentlich in Erscheinung trat, sondern auch eine ganze Reihe von Rockmusikern und sogenannten „Schreiern“ (urlatori), Tony Renis, Little Tony, Betty Curtis, Tony Dallara, Clem Sacco und Ghigo Agosti. Dallara veröffentlichte 1957 mit Come prima eine regelrechte Hymne der Urlatori und Urlatore Domenico Modugno gelang an der Seite von Johnny Dorelli der überwältigende Sieg beim Sanremo-Festival 1958 mit dem späteren Welterfolg Nel blu dipinto di blu (geschätzte 22 Millionen verkaufte Platten). 1958 entstand auch die Plattenfirma Dischi Ricordi, deren erste Veröffentlichung die Single Ciao ti dirò von Giorgio Gaber war und die neben der RCA Italiana eines der bedeutendsten Labels des italienischen Musikmarktes werden sollte. In der Fernsehsendung Lascia o raddoppia? erlangte 1959 außerdem Mina mit ihrem aggressiven musikalischen Stil Bekanntheit und konnte davon ausgehend eine Reihe von Erfolgen feiern, etwa Nessuno, Tintarella di luna oder Una zebra a pois.

### Die 1960er-Jahre zwischen Kontinuität und Revolution
Mit dem Aufkommen der Urlatori und der musikalischen Rebellen wandelte sich auch das Filmgenre des Musicarello (Musikkomödien, die sich zumeist um ein bestimmtes Lied drehen): Die ursprünglich durch und durch melodiösen Titelsongs (wie in den Filmen mit Claudio Villa und Luciano Tajoli oder in Carosello napoletano) machten eine musikalische Revolution durch und waren nun durch eine ungekannte Aggressivität geprägt, etwa in den drei Filmen I ragazzi del juke-box, Urlatori alla sbarra und I Teddy boys della canzone (aus den Jahren 1959 und 1960). Auch mit Seitenhieben auf Rai, Democrazia Cristiana und die Musikindustrie wurde nicht gespart, ebenso wenig wie mit expliziten sexuellen Anspielungen.
Während die Musikkomödien im Theater anhaltenden Erfolg hatten, zum Beispiel Rugantino (von Garinei und Giovannini und Armando Trovajoli; mit bekannten Interpreten wie Aldo Fabrizi, Nino Manfredi, Toni Ucci, Bice Valori und Lea Massari, die später durch Ornella Vanoni ersetzt wurde), Rinaldo in campo (mit Domenico Modugno als Protagonist und Komponist) oder Aggiungi un posto a tavola (mit Johnny Dorelli), erreichten die Musicarelli im Kino ihren Höhepunkt mit den Filmen von Ettore Maria Fizzarotti: In kürzester Zeit gedreht, mit äußerst geringem Budget und mit extrem simplen Handlungen, gelangen den Streifen überwältigende Einspielergebnisse. Der Erfolg war vor allem auf die Bekanntheit der Sänger, die die Protagonisten der Filme waren (Gianni Morandi, Bobby Solo, Caterina Caselli, Gigliola Cinquetti, Al Bano & Romina Power, Rocky Roberts), und deren Hits (meist auch titelgebend für die Filme) zurückzuführen.

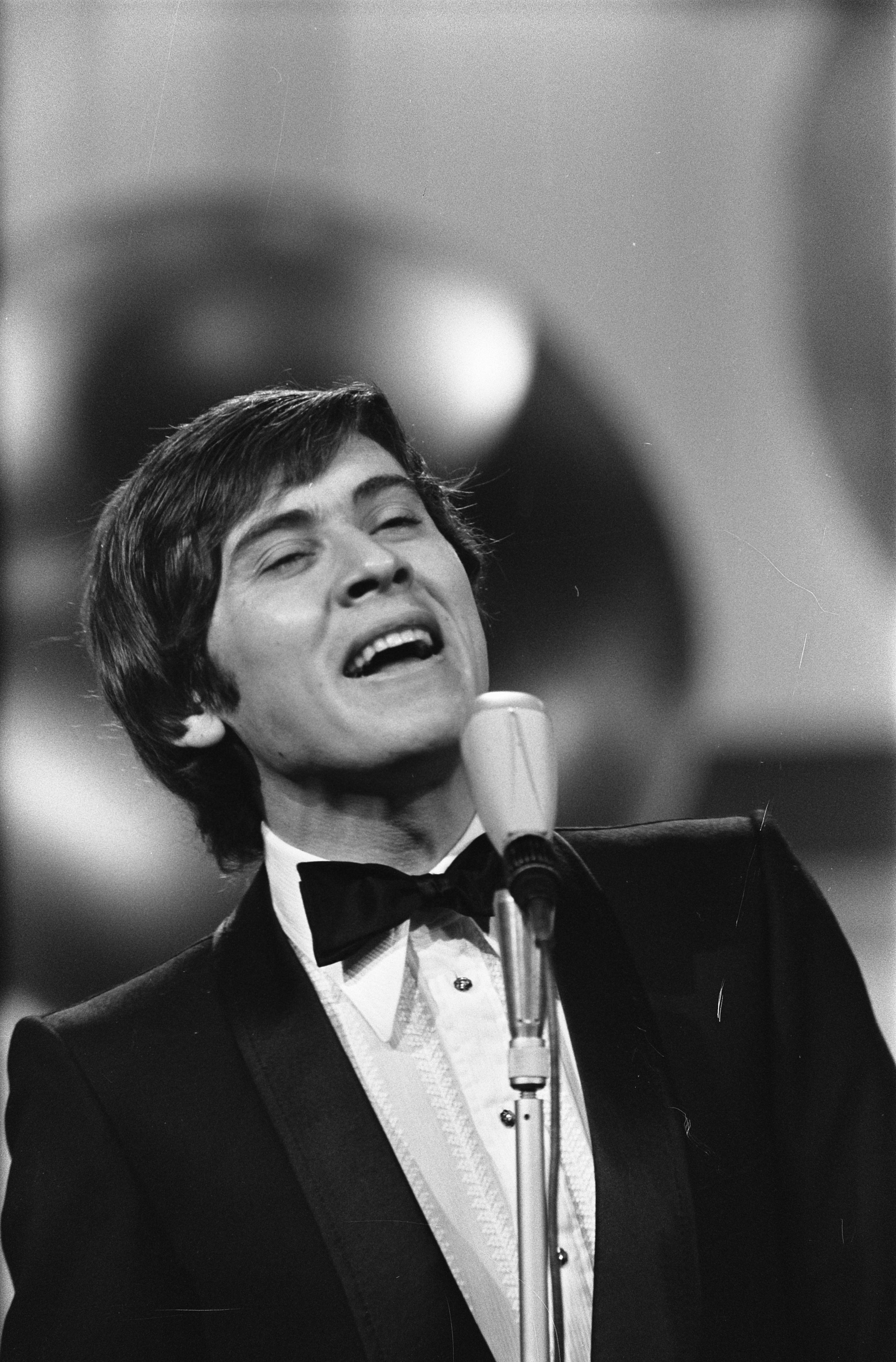
Gianni Morandi (hier beim Eurovisie Songfestival 1970)

Mitte der 1960er-Jahre wurde in der italienischen populären Musik ein neuer Gegensatz deutlich: der zwischen der Vielzahl neuer, junger Sänger, sei es eher beschwingt wie Gianni Morandi und Rita Pavone oder melodiebetont wie Gigliola Cinquetti, Al Bano, Orietta Berti und Massimo Ranieri, und der aus England herübergeschwappten Beatwelle, die sich zum einen in den „Mädchen des Piper Club“ in Rom, Caterina Caselli und Patty Pravo, manifestierte, zum anderen in den prägenden Musikgruppen der Zeit (Equipe 84, The Rokes, Camaleonti, I Corvi, Nomadi, I Giganti, Dik Dik, Alunni del Sole).
Neben den nun bereits etablierten Urlatori bildeten sich immer mehr Stilrichtungen heraus: Man begann, mit neuen Formaten zu experimentieren, und Künstlergruppen wie der Cantacronache und der Nuovo Canzoniere Italiano versuchten, den Realismus in der Musik zu finden, während andere sich an „intellektuellen“ Liedern versuchten (Versuche gab es von Pier Paolo Pasolini, Giorgio Strehler, Paolo Poli, Laura Betti, Mario Soldati, Ennio Flaiano, Alberto Moravia oder Alberto Arbasino). In der Genueser Schule der Cantautori (Liederdichter) sammelten sich nonkonformistische und existenzialistische Musiker wie Umberto Bindi, Gino Paoli, Bruno Lauzi, Luigi Tenco, Fabrizio De André und Sergio Endrigo, während in Mailand eine ironisch und surrealistisch geprägte Musikszene entstand, mit Dario Fo, Giorgio Gaber, Enzo Jannacci, I Gufi, Nanni Svampa und Cochi e Renato. Der Dichter Piero Ciampi fand ebenso sein Publikum wie die großen Sängerinnen Ornella Vanoni, Milva und Iva Zanicchi und Vertreter der römischen Schule wie Edoardo Vianello, Gianni Meccia und Nico Fidenco. 1966 debütierte die erfolgreiche Beatband Pooh, die 1968 mit Piccola Katy ihren Durchbruch hatte, und beim Gesangswettbewerb Cantagiro 1968 wurde die Band Ricchi e Poveri lanciert.
Der Wandel der Musikszene ließ auch die Radio- und Fernsehsendungen sowie die Musikwettbewerbe nicht unberührt: 1962 nahm der bereits erwähnte Cantagiro seinen Anfang, ein Wettbewerb, der durch das ganze Land zog und dabei die Teilnehmer den Entscheidungen der regional wechselnden Jurys unterwarf, und auch der 1957 initiierte Newcomerwettbewerb Festival di Castrocaro erfuhr eine Aufwertung. 1964 starteten Un disco per l’estate, aus dem besonders leicht bekömmliche Musik hervorging (etwa Mino Reitano, Los Marcellos Ferial oder Jimmy Fontana), sowie Festivalbar, bei dem das Publikum direkt abstimmen konnte. Zwischen 1965 und 1966 gingen auch die Musiksendungen von Renzo Arbore und Gianni Boncompagni im Radio auf Sendung, Bandiera gialla und Per voi giovani.

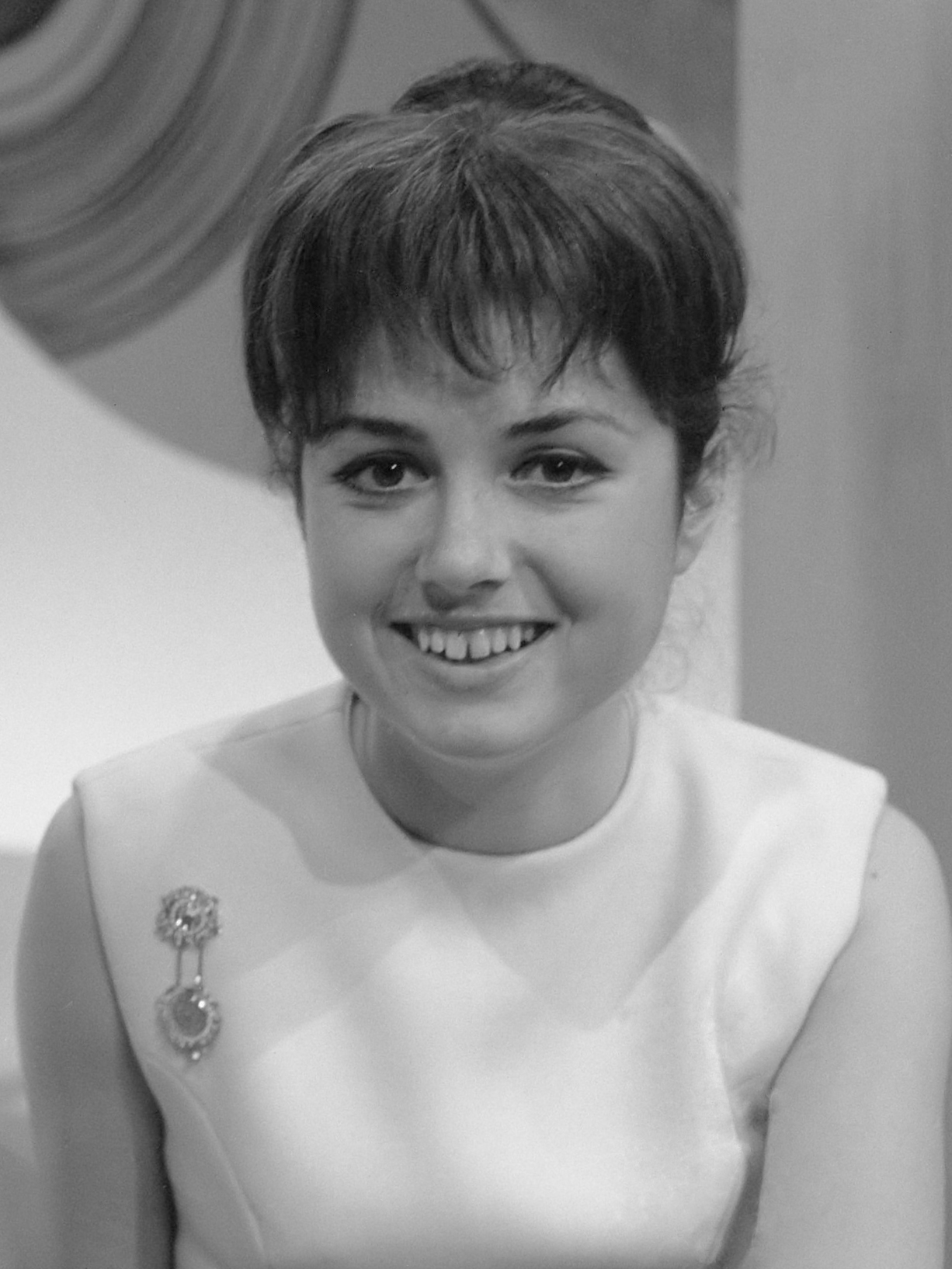
Gigliola Cinquetti 1966

Durch die große musikalische Vielfalt des Jahrzehnts erlebte das Sanremo-Festival in den 60er-Jahren eine Blütezeit, mit unzähligen bekannten ausländischen Gästen und Teilnehmern sowie großen Verkaufserfolgen sowohl der einzelnen Teilnehmerbeiträge als auch der jährlichen Festival-Kompilation. Auf der Bühne des Festivals konnten sich meistens melodiebetonte Lieder gegen aggressive, vom Rock beeinflusste durchsetzen: Paradebeispiele dafür sind die zwei Siege von Gigliola Cinquetti, die 1964 mit Non ho l’età gewann (ein Erfolg, den sie auch beim Grand Prix Eurovision wiederholen konnte) und 1966 mit Dio, come ti amo, zusammen mit Domenico Modugno – durchbrochen allerdings durch den Sieg des „italienischen Elvis“ Bobby Solo beim Festival 1965 mit Se piangi, se ridi. Auf dem Plattenmarkt konnten sich häufig schwungvollere Lieder wie Il ragazzo della via Gluck von Adriano Celentano oder Nessuno mi può giudicare von Caterina Caselli gegen die Siegerlieder des Festivals durchsetzen.
Das Jahr 1967 erwies sich als prägend für die italienische populäre Musik. Lucio Battisti und Mogol begannen ihre langjährige Zusammenarbeit, die ihren ersten Niederschlag in 29 settembre fand, erstmals interpretiert von Equipe 84. Die Ideen der Jugendbewegungen fanden ihren Weg auf die Bühne des Sanremo-Festivals, wenn auch nur in sehr harmloser Form: Gianni Pettenati verkündete in La rivoluzione eine Zukunft ohne Kriege, und auch I Giganti propagierten in Proposta pazifistische Ideale. Doch Aufsehen erregte beim Festival 1967 vor allem der Suizid von Luigi Tenco nach dem Ausscheiden seines Liedes Ciao amore, ciao aus dem Wettbewerb (vergleiche hierzu „Das ‚Trauma‘ Luigi Tenco“). Außerdem sahen sich Francesco Guccini und die Nomadi bei einem Protestkonzert gegen den Vietnamkrieg Beschimpfungen durch das Publikum ausgesetzt, da man ihnen vorwarf, Teil des Systems geworden zu sein.
Die musikalische Revolution der Beatwelle und die Euphorie des italienischen Wirtschaftswunders waren zu Ende: Nach dem Bombenanschlag auf der Piazza Fontana und dem Tod von Giuseppe Pinelli 1969 überließ die das vergangene Jahrzehnt musikalisch prägende Suche nach jugendlicher Sorglosigkeit das Feld einer deutlich düstereren Rockmusik, die Ausdruck der Ängste einer Generation werden sollte, die nicht aufhörte, kritische Fragen zu stellen.

### Die 1970er-Jahre
In den 1970er-Jahren wurde die Musikproduktion experimentierfreudiger und beschränkte sich nicht mehr auf die klassische Schallplatte und das Konzert auf der Bühne. Das Jahrzehnt war von den Auswirkungen der Jugendproteste, der 68er-Bewegung und den extremistischen Ausschreitungen während der bleiernen Jahre geprägt: Die den Studenten- und Arbeiterbewegungen nahestehenden Sänger wie Ivan Della Mea, Michele Straniero, Gualtiero Bertelli, Pino Masi, Giovanna Marini, Paolo Pietrangeli oder Sergio Liberovici (viele ehemals oder noch immer Teil der Gruppe des Nuovo Canzoniere Italiano) befeuerten den Protest gegen das System, während sich in den Campi Hobbit, kulturellen Veranstaltungen der Jugendorganisation des neofaschistischen Movimento Sociale Italiano, eine alternative Musik der politischen Rechten entstand, unter Einbeziehung von nordischer und keltischer Mythologie und geprägt von neofaschistischem Revisionismus: Vertreter waren Leo Valeriano, Massimo Morsello, die Amici del Vento und die Compagnia dell’Anello.
Durch die Verhärtung des politischen Diskurses sahen sich viele der Cantautori nun starker Ablehnung gegenüber: Die Vertreter der Genueser Schule, die nur wenige Jahre zuvor noch als Vorkämpfer einer Musik galten, die anders, edel und revolutionär war, wurden nun als zaghafte und bürgerliche chansonniers betrachtet, die den Mond besangen und dem Schlag der Herzens folgten. Auftritte in der Öffentlichkeit entwickelten sich für die meisten zu einer waghalsigen Unternehmung. Die Höhepunkte dieser Zusammenstöße ereigneten sich 1975, als die zwei Konzerte von Lou Reed in Rom und Mailand unterbrochen werden mussten, und am 2. April 1976, als Francesco De Gregori bei einem Konzert in Mailand von linken Demonstranten bedrängt wurde, die ihm seine hohe Gage und seine mangelnde finanzielle Unterstützung der Arbeiterbewegung vorwarfen.
Die einzigen bedeutenden Vertreter der Cantautori, die vor den Pfiffen des Publikums einigermaßen verschont blieben, waren Fabrizio De André und Lucio Battisti, der Dichter und der Musiker, der Intellektuelle und der bon sauvage, das „Orakel der Linken und die Identifikationsfigur der Rechten“. Die beiden waren allerdings grundverschieden, sei es in musikalischer Hinsicht (bei De André zunächst einfach, dann immer experimenteller und pompöser; bei Battisti zunächst aufwendig arrangiert, mit Gitarre, Bläsern, Cembalo und Streichern, dann immer minimalistischer), sei es hinsichtlich ihrer Konzerttätigkeit (Battisti gab ab 1970 keine Konzerte mehr, De André hingegen begann erst 1975 mit Konzerten). Daneben konnte sich auch Francesco Guccini mit seiner direkten und leidenschaftlichen Poesie behaupten, der sich zwar nie als „politischen“ Cantautore betrachtete, aber zweifellos stark von politischen Liedern und dem Cantacronache beeinflusst wurde (dies beweisen Lieder wie La locomotiva oder Primavera di Praga über den Prager Frühling 1968).
Erst ab der Mitte des Jahrzehnts konnten sich die Cantautori der Politisierung entziehen, wobei sie bisweilen harsche Kritik am Realsozialismus übten. Giorgio Gaber, der Anfang der 70er-Jahre das Image des „leichten“ Musikers abgelegt hatte und zusammen mit Sandro Luporini mit dem „Liedtheater“ (teatro canzone) experimentierte, beginnend 1970 bei Il signor G, attackierte die Bewegung unter Protesten des Publikums in den Theaterstücken Libertà obbligatoria und Polli d’allevamento (insbesondere mit dem Lied Quando è moda è moda). 1976 schrieb Roberto Vecchioni das Lied Vaudeville (ultimo mondo cannibale), in dem er den Vorfall mit De Gregori in Mailand thematisierte und die linken Demonstranten karikierte; Guccini legte 1974 in Canzone delle osterie di fuori porta und 1978 in Eskimo nach. Das Ganze stellte sich als Erwachen aus einem zum Albtraum gewordenen Traum für viele Künstler dar, die anfangs gutgläubig mit Politik und Protestbewegungen geliebäugelt hatten, sich dann aber davon bedrängt sahen.
Daneben bestand allerdings auch eine betont unpolitische Szene von Cantautori, darunter so unterschiedliche Namen wie Lucio Dalla, der nach jahrelangen Misserfolgen mit 4/3/1943 (1971) und Piazza Grande (1972) den Durchbruch schaffte und gegen Ende des Jahrzehnts eine sehr erfolgreiche Tournee gemeinsam mit Francesco De Gregori machte; der exzentrische, jazzige Pianist Paolo Conte; der vieltalentierte Musiker Ivano Fossati, der zunächst mit der Progressive-Rock-Band Delirium und später als Solist auftrat; oder der Sizilianer Franco Battiato, bekannt für seine Texte voller Metaphern und Querverweisen. Diesen vier unterschiedlichen Künstlern waren jedoch einige Dinge gemeinsam, etwa dass sie in die Musik quasi hineingeboren wurden, dass sie sich erst spät vom Interpreten zum Autor entwickelt hatten (Dalla, Conte, Fossati), außerdem die Leidenschaft für Reisen und Exotismus (Conte, Battiato, Fossati) und besonders die Fähigkeit, neue musikalische Talente zu entdecken und zu fördern (Dalla entdeckte Ron, Luca Carboni und Samuele Bersani, Battiato Alice und Giuni Russo, Fossati schrieb Lieder für Patty Pravo, Mia Martini, Loredana Bertè, Anna Oxa oder Fiorella Mannoia).
In den 1970er-Jahren entwickelte sich außerdem der italienische Progressive Rock: Als wichtigste Vertreter etablierten sich die polarisierenden Bands Premiata Forneria Marconi und Banco del Mutuo Soccorso, in deren Windschatten sich Gruppen wie New Trolls, Le Orme, I Califfi, Formula 3, Area, Stormy Six, Matia Bazar und, gegen Ende des Jahrzehnts, Gaznevada und Skiantos ausbreiteten. Irgendwo zwischen Prog-Rock und Cantautori ließen sich Eugenio Finardi, Ivan Graziani, und Gianna Nannini, die auf ihrem Debütalbum mit Themen wie Abtreibung und Masturbation für Aufregung sorgte, einordnen.

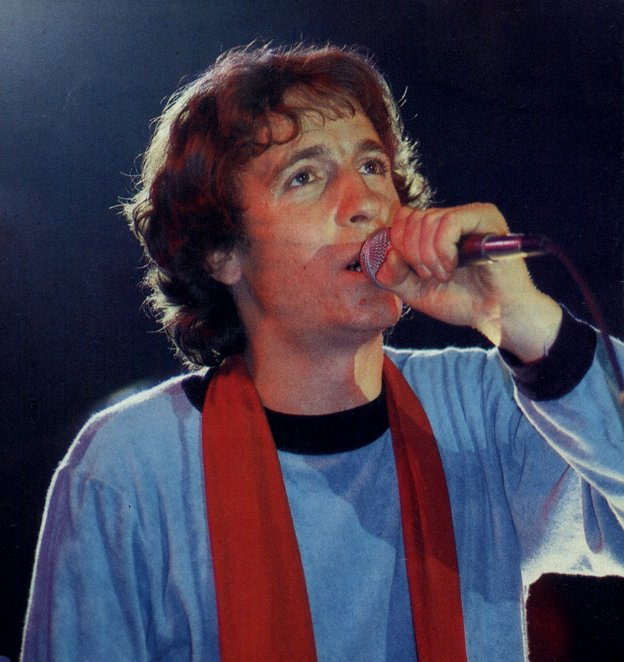
Rino Gaetano

In Rom war rund um das Lokal Folkstudio des Produzenten Giancarlo Cesaroni eine neue Musikszene mit dem bereits erwähnten Francesco De Gregori, Antonello Venditti, Ernesto Bassignano und Giorgio Lo Cascio entstanden, zu denen später auch Mimmo Locasciulli und Rino Gaetano dazustießen. Venditti und De Gregori brachten 1972 das gemeinsame Album Theorius Campus heraus, bevor sie ihre eigenen Wege gingen: Ersterer belebte mit Liedern über seine Heimatstadt Rom die römische Volksmusik neu (einen Beitrag dazu lieferte auch der junge Franco Califano); letzterer hingegen erlebte 1975 mit dem Album Rimmel seinen Durchbruch, womit er sich unter die großen Cantautori einreihen konnte. Bei RCA setzte man hingegen verstärkt auf eine neue „romantische“ Musik mit Claudio Baglioni (zwischen 1972 und 1975 erschienen Erfolge wie Questo piccolo grande amore, Amore bello, E tu… oder Sabato pomeriggio), Riccardo Cocciante, Gianni Togni und auch dem nonkonformistischen Renato Zero.
Eine Sonderstellung nahmen in den 1970er-Jahren zum einen die Schwestern Mia Martini und Loredana Bertè (erstere mit frühen Erfolgen wie Piccolo uomo und Minuetto, letztere Ende des Jahrzehnts mit E la luna bussò) sowie Nada ein, die nach dem Sieg beim Sanremo-Festival 1971 (mit Nicola Di Bari) mit dem Album Ho deciso che esisto anch’io überraschte und sich danach auch ins Theater wagte (Il diario di Anna Frank von Giulio Bosetti und L’opera dello sghignazzo von Dario Fo), zum anderen Roberto Vecchioni, ein Oberschullehrer für alte Sprachen, der mit Liedern wie Luci a San Siro oder L’uomo che si gioca il cielo a dadi (präsentiert beim Sanremo-Festival 1973) auf sich aufmerksam machte und sich 1977 mit dem Album Samarcanda profilieren konnte.

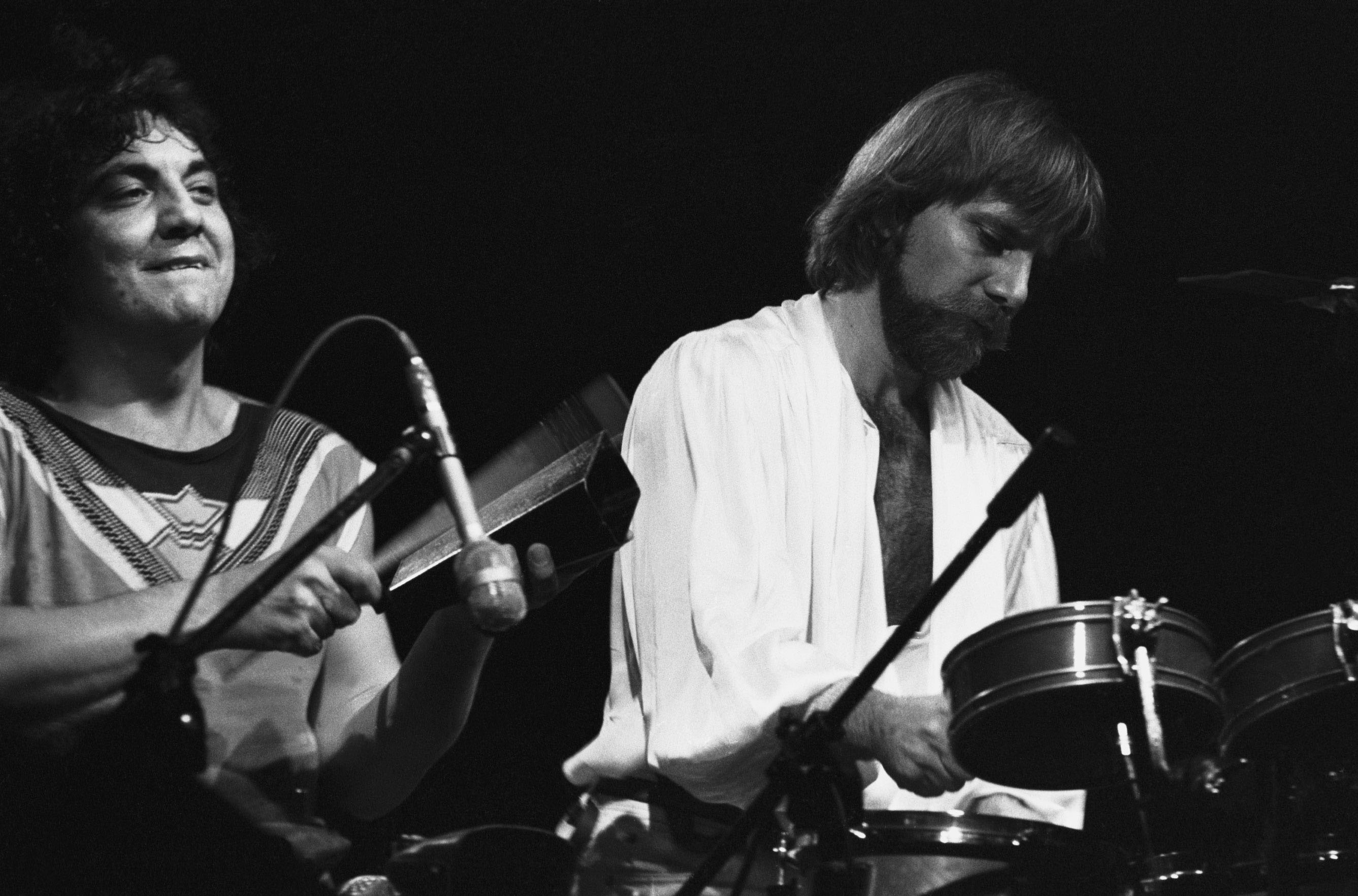
Perkussionist Tullio De Piscopo (links) mit seinem neapolitanischen Musikerkollegen Tony Esposito (1982)

Auch in die Szene der dialektalen Musik kam mit Angelo Branduardi, der Nuova Compagnia di Canto Popolare, dem Canzoniere del Lazio, Gabriella Ferri, Dino Sarti, Raoul Casadei und Maria Carta Bewegung. Unterdessen versuchte man sich in Neapel an neuen Klängen: mit dem Jazz von James Senese, dem R&B und Funk von Enzo Avitabile, der Perkussion von Tullio De Piscopo, der Fusion von Blues und Volksmusik bei Pino Daniele, der Mischung von Folk, Jazz und Rock bei Teresa De Sio, dem nonkonformistischen Rock von Eugenio Bennato, dem Prog-Rock von Osanna und Napoli Centrale, sowie der Wiederaufnahme der neapolitanischen Sceneggiata der 1920er-Jahre durch Pino Mauro, Mario Trevi und vor allem Mario Merola.

### Die 1980er-Jahre
1980 befanden sich sowohl die Discomusik als auch die Cantautori in einer Krise, wodurch der Plattenmarkt empfindliche Einbußen erlebte, die jedoch bald durch die wieder verstärkte Benutzung der Festivals (besonders Sanremo) als Vermarktungsplattformen und das Aufkommen des Walkman sowie neuer Tonträgerformate (zuerst die Musikkassette, dann die CD) ausgeglichen werden konnten.

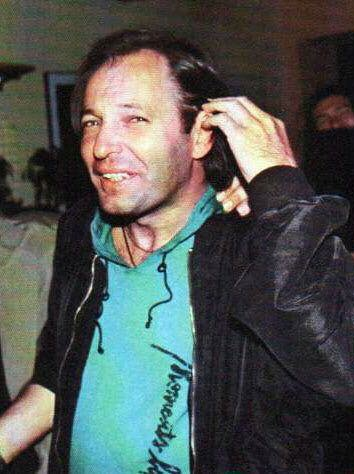
Vasco Rossi (1991)

Die 1980er-Jahre brachten die Rückkehr zweier Stars von früher mit sich, Gino Paoli und Gianni Morandi, sowie einen stilistischen Wandel bei den Cantautori, den Eugenio Finardi bereits vorgemacht hatte, stärker vom Rock geprägt und mit gröberen und spontaneren Texten, romantisch-kitschige Töne vermeidend. In diese Richtung gingen etwa Gianna Nannini (die ihren Erfolg mit Liedern wie Fotoromanza und Bello e impossibile fortsetzen konnte), Vasco Rossi (der mit Vita spericolata, erstmals präsentiert beim Sanremo-Festival 1983, den Durchbruch schaffte) und Zucchero (der zunächst Joe Cocker nachahmte und sich dann zum erfolgreichen Bluesmusiker entwickelte, erstmals zu hören in Zusammenarbeit mit Gino Paoli in Come il sole all’improvviso und dem Album Oro, incenso e birra). Daneben reihten sich die Punkszene mit Donatella Rettore (Splendido splendente, Kobra oder Donatella), Ivan Cattaneo (Polisex), Alberto Camerini (Rock ’n’ roll robot, Tanz bambolina), Decibel (Contessa), Kaos Rock und Kandeggina Gang sowie Vertreter der New-Wave-Bewegung wie Litfiba, Gang und CCCP – Fedeli alla linea ein. Mit Death SS entstand eine italienische Metal-Szene, im Untergrund kam mit Kirlian Camera auch Dark Wave auf.

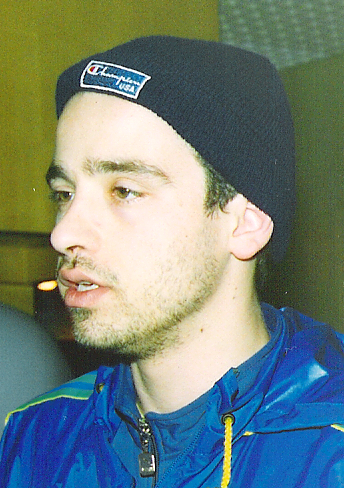
Eros Ramazzotti in jungen Jahren

In den 1980er-Jahren setzte sich auch die Popmusik im engeren Sinn durch, besonders durch den Erfolg von Eros Ramazzotti (Sieger in der Newcomer-Kategorie des Sanremo-Festivals 1984 mit Terra promessa und dann in der Hauptkategorie des Festivals 1986 mit Adesso tu), die Rückkehr von Mia Martini mit Almeno tu nell’universo, Fiorella Mannoia, die Solokarriere von Enrico Ruggeri sowie durch eine Vielzahl neuer „leichter“ Sänger wie Amedeo Minghi, Mietta, Paola Turci, Toto Cutugno, Pupo, Anna Oxa, Alice, Marcella Bella, Mango, Fausto Leali, Eduardo De Crescenzo, Marco Ferradini, Fabio Concato, Viola Valentino, Luca Barbarossa und Mariella Nava.
Besonders viel musikalische Aktivität gab es in diesem Jahrzehnt in Bologna, wo sich Ron (Una città per cantare), die Band Stadio (Chiedi chi erano i Beatles) und Luca Carboni (zunächst Songwriter für Ron und Stadio, Debüt als Solist 1984 mit …intanto Dustin Hoffman non sbaglia un film) profilieren konnten, sich folklastige Cantautori wie Pierangelo Bertoli und Claudio Lolli betätigten, und auch der „Wahl-Bologneser“ Biagio Antonacci sowie der junge Samuele Bersani auf sich aufmerksam machten.
Erfolge hatten auch kurzlebige Italo-Disco-Gruppen wie Righeira mit Vamos a la playa oder Gruppo Italiano mit Tropicana. Jovanotti brachte mit seinem ersten Album Jovanotti for President erstmals Rap in die italienische Musik und der Dance wurde von Gruppen wie 49ers und Black Box weiterentwickelt.

### Die 1990er-Jahre und die Vorherrschaft des Pop
Das Ende des 20. Jahrhunderts brachte eine Anpassung der italienischen Musik an den internationalen Pop mit sich, wodurch sich zum einen italienische Musiker vermehrt über die Landesgrenzen hinauswagten, zum anderen aber auch charakteristische Eigenschaften des italienischen Liedes internationalen Standards Platz machten; selbst die canzone d’autore war von dieser Anpassung nicht sicher und wurde zunehmend dem Pop angeglichen: Beispiele dafür waren die Erfolge von Attenti al lupo von Lucio Dalla, Benvenuti in Paradiso von Antonello Venditti und Viva la mamma von Edoardo Bennato. Die Singlecharts der frühen 90er-Jahre waren von melodiös-sentimentalen und vergnügten, unkritischen Liedern geprägt. Die Protagonisten dieser Szene waren Riccardo Cocciante, Amedeo Minghi, Mietta, Francesca Alotta, Aleandro Baldi, Marco Masini, Paolo Vallesi, Luca Carboni, Biagio Antonacci, Francesco Baccini und Ladri di Biciclette, aber auch die Schützlinge des DJs und Produzenten Claudio Cecchetto, nämlich Jovanotti und das Duo 883. Besonders letzteres (bestehend aus Max Pezzali und Mauro Repetto) stand für eine Weiterentwicklung italienischer Musik zum Pop, wenn es auch hauptsächlich bei einem jungen Publikum erfolgreich war.
Insbesondere einige Sängerinnen brachten es in den 1990er-Jahren zu herausragender Bedeutung, etwa Laura Pausini, die mit La solitudine die Newcomer-Kategorie des Sanremo-Festivals 1993 gewann, gefolgt von einem dritten Platz mit Strani amori in der Hauptkategorie des Festivals 1994, und deren folgende Karriere sie weit über Italiens Grenzen hinaus bekannt machte (vor allem in Lateinamerika), oder Giorgia, die 1995 mit Come saprei das Sanremo-Festival gewann, später mit einer Vielzahl bekannter Künstler zusammenarbeitete (Pino Daniele, Luciano Pavarotti, Lionel Richie, Herbie Hancock) und sich im neuen Jahrtausend auch in die Black Music vorwagte. Andere erfolgreiche Sängerinnen der 1990er-Jahre waren Irene Grandi, Marina Rei, Ivana Spagna, Tosca (an der Seite von Ron Siegerin des Sanremo-Festivals 1996) und auf der Seite der Cantautrici Cristina Donà und Ginevra Di Marco sowie Elisa, die ihre Karriere mit Liedern in englischer Sprache auf dem Album Pipes & Flowers begann, bis sie 2001 mit ihrem ersten italienischen Lied Luce (tramonti a nord est) in Sanremo gewann.
Ab Mitte des Jahrzehnts etablierte sich eine neue Generation von Cantautori, mit Massimo Di Cataldo, Alex Britti, Niccolò Fabi, Max Gazzè, Carmen Consoli, Vinicio Capossela, Samuele Bersani und Daniele Silvestri; daneben machte auch die Gruppe Avion Travel auf sich aufmerksam, zuerst mit dem Kritikerpreis beim Sanremo-Festival 1998 und dann mit dem Sieg beim Festival 2000 mit dem Lied Sentimento. Erwähnenswert sind auch Alex Baroni (bekannt durch seine Sanremo-Beiträge Cambiare und Sei tu o lei (Quello che voglio)), der Tenor Andrea Bocelli (Newcomer-Sieger beim Festival 1994 mit Il mare calmo della sera, gefolgt 1995 vom internationalen Erfolg Con te partirò) und Davide Van De Sfroos (mit einer Kombination aus Country und dialektaler Musik).

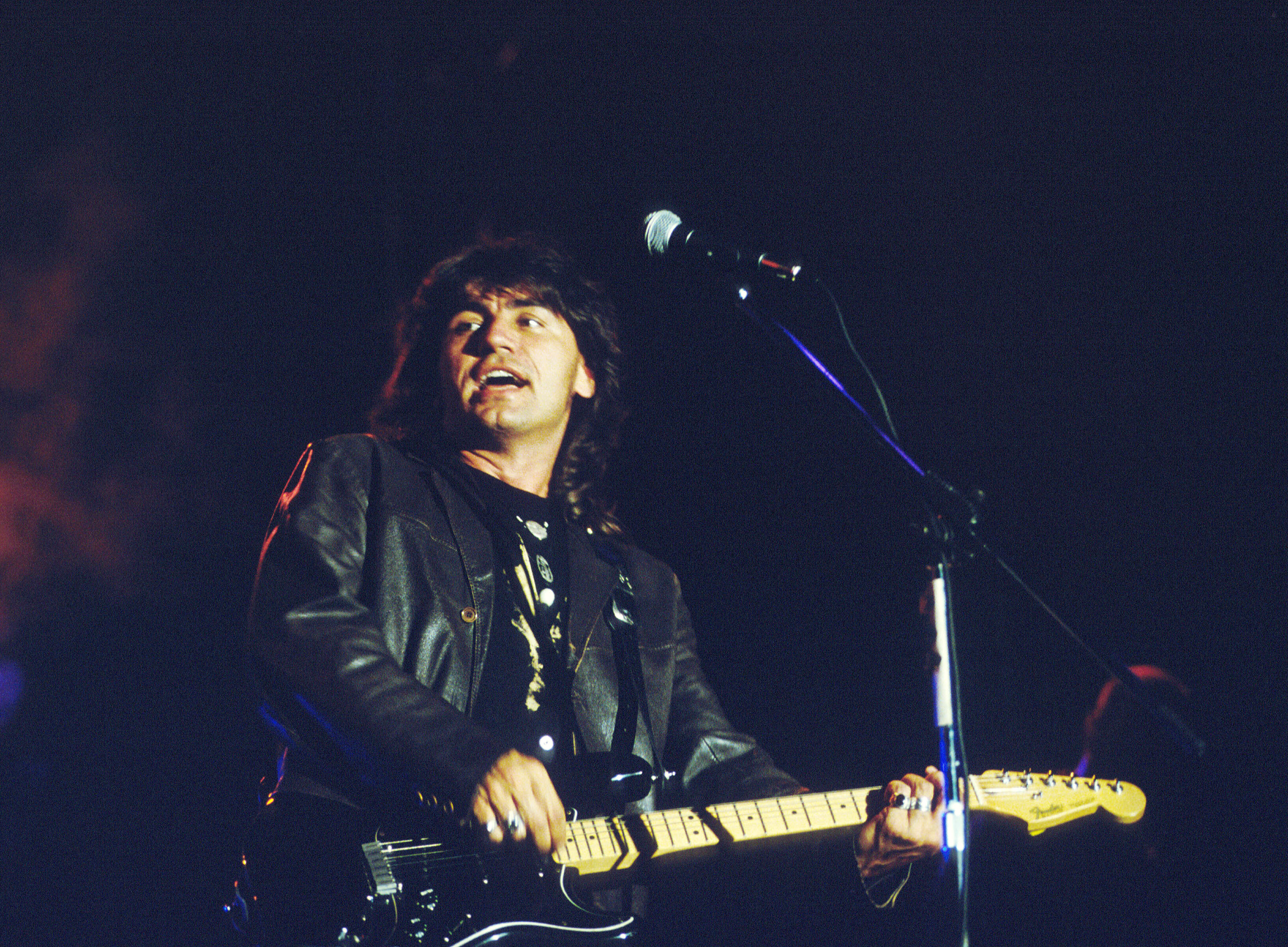
Luciano Ligabue bei einem Konzert (1991)

Auf der Seite der Rockmusik gelang Luciano Ligabue mit dem Album Buon compleanno Elvis der endgültige Durchbruch, während zu Litfiba und Consorzio Suonatori Indipendenti neue Bands wie Afterhours, Subsonica und Marlene Kuntz dazustießen. Die Rockszene erlebte viel Experimentierfreude und reichte von Alternative-Gruppen wie Negrita, Timoria und Üstmamò über Punkrock-Bands wie Prozac+ zu von den Cantautori geprägten Gruppen wie La Crus, Têtes de Bois, Bluvertigo, Marta sui Tubi und Tiromancino oder zu Folkrockbands wie Modena City Ramblers, Banda Bassotti, Bandabardò und Mau Mau. Im Untergrund entstanden auch Neofolk-Gruppen wie Ataraxia oder Camerata Mediolanense.
In den 1990er-Jahren entstand auch eine erste italienische Hip-Hop-Szene, eingeleitet insbesondere durch das Album Batti il tuo tempo der römischen Crew Onda Rossa Posse, dann vertreten durch Acts wie Frankie Hi-NRG MC, Articolo 31, Sottotono, 99 Posse, Almamegretta, Neffa und Er Piotta; ebenso etablierten sich Ska und Reggae mit Gruppen wie Bisca, Sud Sound System, 24 Grana, Pitura Freska und Africa Unite. Der italienische Dance fand Vertreter wie Robert Miles (mit seinen internationalen Hits Children, Fable und One and One) oder Alexia, die zunächst internationalen Projekten nachging (etwa mit Ice MC) und später eine erfolgreiche Solokarriere begann.

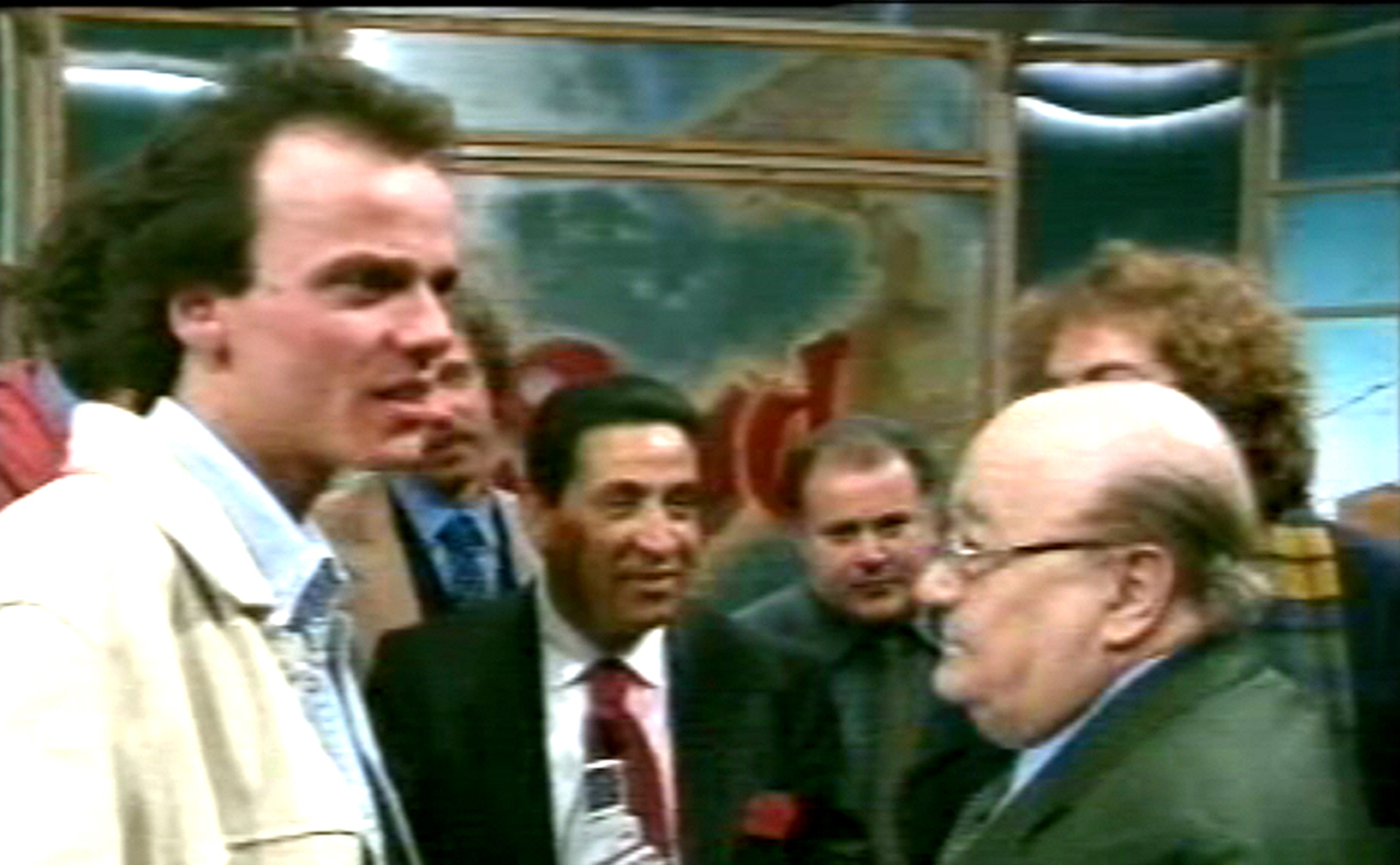
Gigi D’Alessio (links), bekanntester Vertreter der musica neomelodica

In der neapolitanischen Musikszene gelangte unterdessen Gigi D’Alessio mit dem Album Passo dopo passo und dem Film Annaré zu Bekanntheit und wurde zum bekanntesten Vertreter der neapolitanischen Neomelodici („Neomelodiker“). Großer Popularität erfreute sich in Italien daneben die sogenannte musica demenziale, satirische Musik, vertreten durch Francesco Salvi, Giorgio Faletti, David Riondino, Marco Carena, Dario Vergassola und vor allem von der durch das Sanremo-Festival bekannt gewordenen Band Elio e le Storie Tese.

### Das neue Jahrtausend
Mit dem neuen Jahrtausend erreichten eine Vielzahl von Neuerungen die italienische Musikszene: Zum einen erfuhren elektronische Musik, Jazz und auch klassische Musik eine Wiederentdeckung, zum anderen kamen neben dem Sanremo-Festival (insbesondere der Newcomer-Kategorie) die Castingshows (vor allem Amici di Maria De Filippi und X Factor) als Formate zur Entdeckung neuer Talente auf, nicht zuletzt ein Anzeichen für den „Sieg des Interpreten über den Autor“, wobei die Shows als eine Art „Lotterie“ für die teilnehmenden Sänger fungierten.

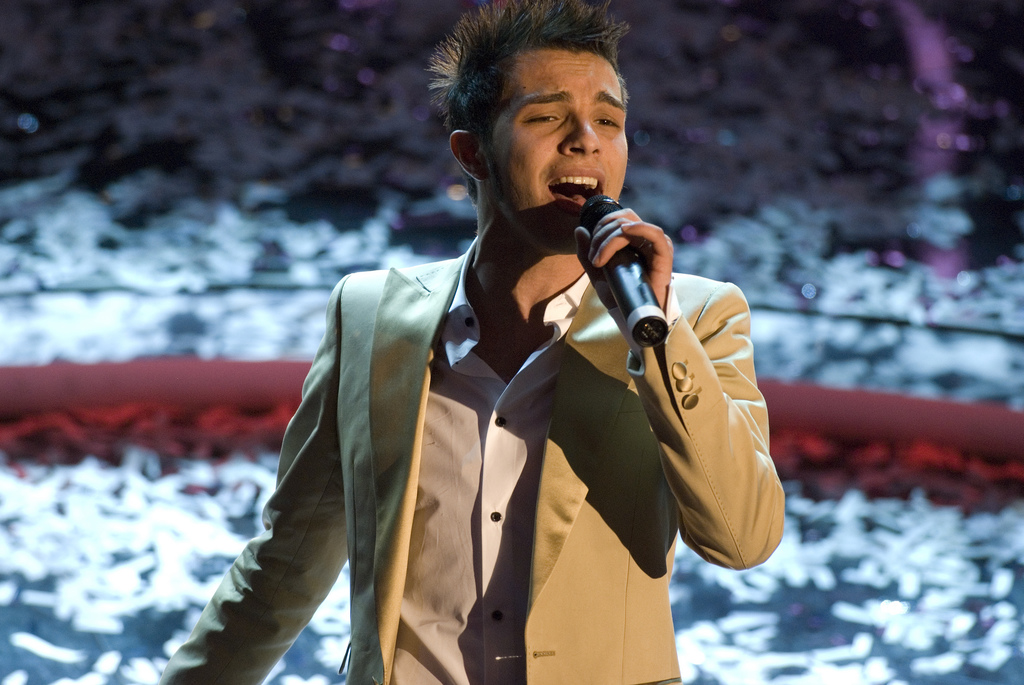
Amici-Sieger Marco Carta beim Sanremo-Festival 2009

Sanremo blieb auch in den 2000er-Jahren ein Sprungbrett für Musiker wie Dolcenera, Povia (Sieger 2006), Francesco Renga (ehemals Sänger von Timoria; Sieger 2005), Arisa (Siegerin 2014), Paolo Meneguzzi, Irene Fornaciari und Sonohra. Beim Sanremo-Festival 2009 wurde mit dem Sieg von Marco Carta (zuvor Sieger der siebten Staffel von Amici) die Überschneidung der neuen Bühnen mit dem traditionsbewussten Festival deutlich, was 2010 sogleich durch den Sieg von Valerio Scanu (Finalist der achten Amici-Staffel) bestätigt wurde; eine Entwicklung, die von vielen Seiten scharf kritisiert wurde. Auch insgesamt verzeichnete das Festival immer mehr Teilnahmen von Castingshow-Abgängern, etwa Karima (Amici-Finalistin 2007), Giusy Ferreri (X-Factor-Finalistin 2008), Noemi (X-Factor 2009), Marco Mengoni (X-Factor-Sieger 2010, dann Sieger des Festivals 2013), Emma Marrone (Amici-Siegerin 2010 und Sanremo-Siegerin 2012) oder Francesca Michielin (X-Factor-Siegerin 2012 und Platz zwei beim Festival 2016).
Dennoch gab es auch auf Seiten der Cantautori durchaus Aktivität. Davon zeugen zum Beispiel Sergio Cammariere (der 2003 nach dem Kritikerpreis beim Sanremo-Festival mit dem Album Dalla pace del mare lontano auf sich aufmerksam machte), der nonkonformistische Tricarico (bekannt geworden 2001 durch den skandalumwitterten Nummer-eins-Hit Io sono Francesco und 2008 ebenfalls mit dem Kritikerpreis in Sanremo ausgezeichnet), Pacifico (auch für seine Tätigkeit im Filmbereich und seine Zusammenarbeiten mit Adriano Celentano und Frankie Hi-NRG MC bekannt), Simone Cristicchi, der das von Giorgio Gaber begründete Teatro canzone wiederbelebte und 2007 Sanremo gewann, Fabrizio Moro (Newcomer-Sieger in Sanremo 2007 und Sieger 2018) sowie L’Aura.

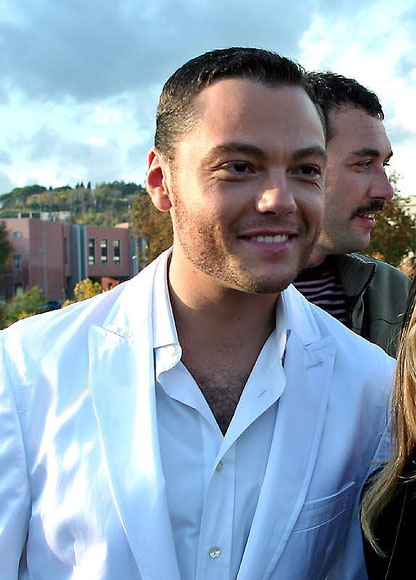
Tiziano Ferro (2006)

Im melodiösen Pop hatte 2001 Tiziano Ferro mit dem R&B-geprägten Titel Perdono seinen Durchbruch, der eine enorm erfolgreiche Karriere auch über die Landesgrenzen hinaus einleitete; auch Anna Tatangelo machte mit ihrem Sieg in der Newcomer-Kategorie des Sanremo-Festivals 2002 und einem dritten Platz 2006 auf sich aufmerksam. Dance-Interpretin Alexia wechselte von Englisch zu Italienisch und konnte 2003 mit der Soul-Ballade Per dire di no Sanremo gewinnen. Einige Jahre später kamen zwei weitere bedeutende Frauenstimmen auf: Malika Ayane und Nina Zilli, beide lanciert durch das Sanremo-Festival.
Unter den Bands brachte das neue Jahrtausend so unterschiedliche Acts wie Le Vibrazioni, Velvet, Quintorigo, Baustelle, Negramaro, Finley oder Zero Assoluto hervor. Im Hip-Hop-Bereich machte sich der gesellschaftskritische Caparezza einen Namen, ebenso wie der Provokateur Fabri Fibra und der „finstere“ Rapper Mondo Marcio. Die Jazzszene erfuhr ebenfalls starken Zulauf, mit den Pianisten Stefano Bollani und Danilo Rea, dem Saxophonisten Stefano Di Battista, den Sängerinnen Nicky Nicolai, Chiara Civello und Amalia Gré und dem Soulsänger Mario Biondi. Die Brücke zwischen klassischer Musik und elektronisch angehauchtem Pop schlugen die Komponisten und Pianisten Ludovico Einaudi und Giovanni Allevi.
Ab den 2010er-Jahren war der endgültige Mainstream-Durchbruch des Hip-Hop zu beobachten, vor allem mit dem Charterfolg des Liedes Tranne te von Fabri Fibra. Auf dieser Welle feierten weitere Rapper wie Emis Killa, Salmo, Fedez, Gemitaiz, Clementino, aber auch Club Dogo und J-Ax (von Articolo 31) große Erfolge bei einem Massenpublikum. Das Genre machte auch vor dem Sanremo-Festival nicht Halt, wo 2014 der Rapper Rocco Hunt in der Newcomer-Kategorie gewann. Sfera Ebbasta dominierte ab 2016 mit Trap die italienischen Charts, was den Weg für Mahmoods zukunftsweisenden Sanremo-Sieg 2016 mit dem von Trap beeinflussten Titel Soldi ebnete. Ebenfalls über das Sanremo-Festival gelang 2021 der Rockband Måneskin ihr weltweiter Durchbruch, was wesentlich dazu beitrug, die italienische populäre Musik international wieder stärker zu positionieren.

## Musikalische Entwicklung und Genres

### Stil und Einflüsse
Das „klassische“ italienische Lied in der neapolitanischen Tradition wies zunächst folgende zentrale Merkmale auf:
- Aufteilung in Strophe (strofa) und Refrain (ritornello), meist in verschiedenen Tonarten (z. B. Moll- bzw. Durparallele),
- einfache Harmonien, mit vereinzelten neapolitanischen Sextakkorden oder verminderten Septakkorden,
- „erzählerische“ Strophe abwechselnd mit dem gleichbleibenden Refrain.[294]

In der Zwischenkriegszeit wurden langsam die amerikanischen Einflüsse, vor allem des Jazz, spürbar. „Importierte“ Merkmale waren:
- melodische und harmonische Bausteine (etwa zweitaktige Phrasen, Riffs, Blues oder vom Blues abgeleitete Fortschreitungen),
- vereinzelte erweiterte Harmonien (etwa Durakkorde mit Sexte, Dominantseptakkorde mit None oder nicht aufgelöste Dominantseptakkorde),
- lateinamerikanische Rhythmen (etwa Tango, Beguine oder Rumba).[295]

Nach dem Zweiten Weltkrieg wurde das Sanremo-Festival eigens zu dem Zweck geschaffen, die italienische Liedtradition zu fördern und zu bewahren. Zu Beginn (1950er-Jahre) fielen die Festivalbeiträge grundsätzlich in zwei Kategorien:
- melodramatische oder langsame, lyrische Lieder, mit opernhaftem Gesang; Text, Arrangement, Melodie und Harmonien folgten Operntradition und neapolitanischer Volksmusik; der rhythmische Aspekt war unbedeutend; Beispiel: Grazie dei fiori (Nilla Pizzi 1951);
- leichte, fröhliche Lieder, mit natürlicher Stimmfärbung; die Harmonie wurde auf die Grundakkorde reduziert; der Rhythmus orientierte sich an Tänzen oder Märschen, manchmal auch mit lateinamerikanischem Einfluss; Beispiel: Aprite le finestre (Franca Raimondi 1956).[296]

Insgesamt stellte die durch das Festival geförderte Musik also eine Art Restauration dar. 1958 brach Domenico Modugno mit der Tradition: Weder dem Belcanto noch dem Crooning folgend, reihte er sich in die neue Riege der „Schreier“ (urlatori) ein; das Arrangement von Nel blu dipinto di blu wies eine unübliche Besetzung auf und sein sehr extravertierter Auftritt trug noch weiter zur Sensation bei. Nach der Erneuerung durch die Urlatori waren in den 1960er-Jahren weitere bedeutende Einflüsse die „British Invasion“ Italiens durch Beatbands und die Etablierung der Cantautori. Von zunächst strophisch aufgebauten Liedern ging die Entwicklung zum AABA-Schema und in den 1960er-Jahren schrittweise zur Strophe/Refrain-Abfolge über. Über die Beatmusik kam es zu einem Hang zu Modi und Pentatonik sowie zur Verwendung von Blue Notes in der Melodie.
Spätestens in den 1970er-Jahren verlor das Sanremo-Festival seine Vormachtstellung in der populären Musik Italiens. Die stilistische Entwicklung verteilte sich dadurch auf diverse neu aufkommende Genres. Insbesondere die Cantautori gingen neue Wege, mit einem besonders „rauen“ Stil, der zusammen mit den Texten gesellschaftsrelevante Themen aufgriff und beschrieb. Als typisch galten hier akustische Arrangements, ohne Manipulationen im Mix, um möglichst authentisch zu erscheinen. Lucio Battisti nahm eine Sonderrolle ein und brachte eine raue Stimme, leicht verstimmten Gesang, unverbrauchte Melodien und tendenziell surreale Texte zusammen. Stilistische Weiterentwicklung brachte nicht zuletzt auch der Progressive Rock, der sich in Italien vor allem an britischen Vorbildern orientierte, wobei der nach wie vor starke Einfluss der Kunstmusik deutlich war.

### Genres
Aufbauend auf eine Studie aus den 1980er-Jahren ermittelten Fabbri und Plastino neben der canzone italiana (Mainstream-Pop) folgende aktuell (2016) in Italien noch vorzufindende Genres populärer Musik: canzone d’autore (Cantautori), Rock, neapolitanische Volksmusik und musica neomelodica, Instrumentalmusik, Filmmusik, Dance und Techno, Hip-Hop, Jazz, canzone politica (politische und Protestlieder), Cabaret, religiöse Lieder, Kinderlieder, Metal, Progressive Rock, Punk, Reggae und Weltmusik. Ältere Genres hingegen sind entweder nur noch von historischem Interesse, haben sich in Nischen zurückgezogen oder sind in übergeordneten Genres aufgegangen.

#### Canzone d’autore
Während der Begriff Cantautore schon zu Beginn der 1960er-Jahre von RCA für die Vermarktung neuer Künstler verwendet wurde, die sich mit intelligenten Liedern gegen die traditionellen Klischees wandten und (im weiteren Verlauf) mit besonders lebensnahen und direkten Texten das kollektive Bewusstsein der Jugendbewegungen erreichten, wurde die Genrebezeichnung „Autorenlied“ in Analogie zum „Autorenkino“ erst nach dem Suizid von Luigi Tenco durch den Club Tenco geprägt. Damit wurde noch einmal das Prinzip der Urheberschaft unterstrichen und eine direkte politische Konnotation vermieden, während man neben den Cantautori auch Indie-Rock-Bands oder Rapper ins Genre miteinbeziehen konnte.

#### Politische Lieder
Politische Lieder kamen vor allem nach dem Ende des Zweiten Weltkriegs auf und erlebten ihre Blütezeit zwischen den 60er-Jahren und den bleiernen Jahren, geprägt von Protestbewegungen. Sie griffen auf Volkslieder zurück und wurden weiter von den Cantautori sowie Theater und Cabaret beeinflusst. Später kam es zum Austausch mit neuen Genres wie Progressive Rock, Punk, Hip-Hop und Reggae.

#### Neapolitanische VolksmusikundNeomelodiker
Die neapolitanische Volksmusik durchlief eine ständige Weiterentwicklung. 1970 ging die Ära des Festival di Napoli zu Ende, die Erneuerungsbewegung Naples Power erlebte eine kurze Blütezeit, mit Pino Daniele als dem bedeutendsten Vertreter, danach kam es zu diversen Folk-Revivals. Mit der Jahrtausendwende hatten die sogenannten Neomelodiker (neomelodici) ihren Durchbruch, die vor allem in Süditalien populär sind; bekanntester Vertreter ist Gigi D’Alessio. Deren Musik ist geprägt durch eine Verbindung traditioneller Gesangstechniken mit modernem Pop und stark umgangssprachlichen, oft melodramatischen Texten. Außerdem wird der Szene eine Nähe zur Camorra nachgesagt.

#### Kinderlieder
Immer schon in der Volksmusik vertreten, fasste Musik für Kinder im italienischen Mainstream spätestens mit dem Beginn des Gesangwettbewerbs Zecchino d’Oro 1959 Fuß. Auch Titelmelodien von Fernsehsendungen für Kinder erfreuten sich großer Popularität. In den Charts erfolgreiche Titel waren etwa Carletto von Corrado (Platz eins 1983) oder in jüngerer Zeit das international erfolgreiche Il pulcino Pio (Platz eins 2012). Auf Kinderlieder spezialisiert sind zum Beispiel der Piccolo Coro dell’Antoniano und Cristina D’Avena.

#### ItalienischerRock,Prog-RockundPunk
Ende der 1950er-Jahre aus Übersee nach Italien gekommen, verhalf Rock ’n’ Roll unter anderem Adriano Celentano zu seiner erfolgreichen Karriere. Erst in den 1960er-Jahren verbreitete sich Rock durch die Beatwelle, die zur Gründung einer Vielzahl von neuen Bands führte, von denen sich einige in den 1970er-Jahren dem Progressive Rock zuwandten. Der italienische Prog-Rock orientierte sich an britischen Vorbildern, war jedoch sehr um stilistische Eigenständigkeit bemüht; die bedeutendsten Bands Premiata Forneria Marconi und Banco del Mutuo Soccorso konnten sich auch international einen Namen machen. Es folgten Punk und der satirische rock demenziale, in den 1980er-Jahren erreichte auch New Wave Italien. Seit 1982 „verkörpert“ Vasco Rossi die italienische Rockmusik. Ab den 1990er-Jahren glich sich der italienische Rock noch mehr den internationalen Strömungen an.

#### ItalienischerMetal
Eine italienische Metal-Szene entstand in den 1980er-Jahren, frühe Vertreter waren Death SS sowie die Thrash-Metal-Bands Bulldozer und Necrodeath. Die 90er brachten den Death Metal (etwa die Band Hour of Penance), letztlich zeigte sich jedoch ein Hang der italienischen Metal-Szene zu klassischer Musik: Opernhafte Sounds mit Gothic-Elementen wurden prägend, nicht zuletzt bei Rhapsody of Fire oder Opera IX, aber auch bei der heute wohl bekanntesten italienischen Metal-Band Lacuna Coil. Von Beginn an erfuhr Metal in Italien kaum mediale Aufmerksamkeit. Dies führte dazu, dass zugunsten eines internationalen Publikums Englisch die vorherrschende Sprache wurde, erst Linea 77 konnte italienischsprachigen Metal populärer machen. Trotz einer aktiven Szene und des bedeutenden Festivals Gods of Metal, das seit 1997 stattfindet, blieb Metal ein von Mainstream-Medien ignoriertes Nischenphänomen. Erst 2018 gab es mit der Jurytätigkeit in der Castingshow The Voice of Italy von Lacuna-Coil-Sängerin Cristina Scabbia ein Anzeichen einer Gegenentwicklung.

#### Italienischer Hip-Hop
In der zweiten Hälfte der 1980er-Jahre formierten sich, neben den frühen Mainstream-Erfolgen von Jovanotti, die ersten Hip-Hop-Crews (posse) und rappten zunächst auf Englisch. Zwischen 1989 und 1992 verbreitete sich Hip-Hop vor allem unter Jugendlichen in Sozialzentren, wobei die italienische Sprache nun in den Vordergrund rückte, und war stark politisch und sozialkritisch geprägt. In den 1990er-Jahren wurde das Genre in Italien schließlich zum Massenphänomen und erreichte den Mainstream, stärkere Kommerzialisierung und eine Abnahme der politischen Inhalte war die Folge. Gleichzeitig entwickelte ein Teil der Hip-Hop-Szene, zumindest aus der Sicht der Musikpresse, jedoch auch eine Nähe zur canzone d’autore. In neuerer Zeit erfuhren vor allem Freestyling sowie zuletzt Trap viel Zulauf. Hip-Hop entwickelte sich zum unter Jugendlichen beliebtesten Musikgenre und viele Rapper konnten sich im Zuge dieses Erfolgs auch im Fernsehen etablieren.

#### ItalienischerDanceundTechno
Erste Vorboten der elektronischen Tanzmusik erreichten Italien Mitte der 1970er-Jahre mit der Discomusik, die auch die international erfolgreiche Italo Disco hervorbrachte, in den Fußstapfen des Eurodance-Pioniers Giorgio Moroder. In den 1990er-Jahren boomte italienischer Dance mit Vertretern wie Black Box oder DJ Dado und um die Jahrtausendwende hatten Gigi D’Agostino (L’amour toujours), Eiffel 65 (Blue) und Prezioso mit melodiebetonter Tanzmusik internationale Erfolge.

#### ItalienischerReggae
Wohl erster italienischer Vertreter des Reggae war die Band Africa Unite, die 1981 gegründet wurde. Danach verbreitete sich der Musikstil in ganz Italien. Wie im Hip-Hop spielten um 1990 die Sozialzentren eine wichtige Rolle, in denen sich Jugendliche versammelten, die sich über die neuen Musikrichtungen politisch und sozial engagierten. Eine bedeutende Formation war 99 Posse, die sich zwischen Raggamuffin und Rap bewegte. Größere Aufmerksamkeit erhielten auch die Ska-geprägte Gruppe Giuliano Palma & The Bluebeaters sowie Almamegretta. Der Sizilianer Alborosie konnte eine internationale Karriere starten, in jüngerer Zeit gelangen der Gruppe Boomdabash Erfolge.

#### Filmmusik
In der ersten Hälfte des 20. Jahrhunderts wurden zunächst klassische Komponisten für Filme verpflichtet, so Ildebrando Pizzetti oder Pietro Mascagni, denen zeitgenössische Komponisten wie Goffredo Petrassi und Bruno Maderna nachfolgten; in der Zwischenkriegszeit hingegen waren die Filmsoundtracks zunehmend von populärer und Volksmusik und Komponisten wie Cesare Andrea Bixio geprägt. Erst in der zweiten Hälfte begannen einige Komponisten, sich auf Filmmusik zu spezialisieren: Vorreiter waren etwa Alessandro Cicognini, Giovanni Fusco, Mario Nascimbene, Carlo Rustichelli und Renzo Rossellini, in den 1960er-Jahren folgten ihnen u. a. Piero Piccioni, Armando Trovajoli, Piero Umiliani, Riz Ortolani sowie die beiden prägendsten italienischen Filmkomponisten Nino Rota und Ennio Morricone nach. Unter den späteren Vertretern der italienischen Filmmusik sind Stelvio Cipriani, Pino Donaggio, Luis Bacalov, Nicola Piovani sowie Aldo und Pivio De Scalzi erwähnenswert.

#### Jazz
Bereits vor dem Zweiten Weltkrieg hatten sich Big Bands mit einem von Jazz geprägten Repertoire in Italien verbreitet. Das Genre blieb jedoch eine Randerscheinung, bis es in den 1970er-Jahren großen Jazzfestivals wie Umbria Jazz gelang, die jüngeren Generationen anzusprechen. Durch das Engagement von Giorgio Gaslini, dem „Vater“ des modernen italienischen Jazz, fand das Genre in den 60er-Jahren auch Eingang in italienische Konservatorien. Im Gegensatz zu den Vertretern anderer Genres gelang es vielen italienischen Jazzern, sich im Ausland zu etablieren. Auch die Jazzfestivals können ein internationales Publikum und Teilnehmerfeld vorweisen. Bedeutende italienische Jazz-Musiker sind Enrico Rava, Enrico Pieranunzi, Patrizia Scascitelli, Paolo Fresu, Roberto Gatto und Antonello Salis.

## Wirtschaftliche Aspekte
Parallel zur Entstehung der populären Musik entwickelte sich, vor allem in Neapel, Mitte des 19. Jahrhunderts ein professionelles Musikverlagswesen. Um die Jahrhundertwende entstanden, wieder in Neapel, die ersten Plattenlabel. Anfang der 1930er-Jahre wurde das staatliche Label Cetra gegründet, das später mit Fonit zu Fonit Cetra fusionierte und in den 1990er-Jahren von Warner aufgekauft wurde. Auch viele andere große italienische Plattenfirmen waren schon in den 1980er-Jahren an internationale Konzerne übergegangen. Bis auf ganz wenige Ausnahmen verblieb der italienische Musikmarkt damit großteils in den Händen der Major-Labels, die sich 1992 im Interessenverband Federazione Industria Musicale Italiana zusammenschlossen. Mit der wirtschaftlichen Vormachtstellung des Nordens konzentrierte sich die italienische Musikindustrie nach den neapolitanischen Anfängen rasch auf Mailand.
Die italienische Musikindustrie war 2022 mit einem Handelswert von 371,3 Mio. € die viertgrößte Europas. Der Markt für digitale Musik, der in Italien ab 2004 nach und nach Fuß fassen konnte (die ersten Anläufe erfolgten durch Telecom Italia und iTunes), ist mittlerweile auf über 68 % angewachsen, zuletzt vor allem durch den starken Anstieg der Nutzung von Musikstreaming, das allein 66,7 % des Marktes ausmacht. Die wichtigsten Streamingdienste sind Amazon Music, Apple Music, Spotify, TIMmusic und YouTube. Bemerkenswert ist die starke Position der nationalen Produktionen, die 83 % des Marktes ausmachen (gemessen an den Album-Jahrescharts). Üblicherweise weisen die Singlecharts gegenüber den Albumcharts eine stärkere internationale Prägung auf (siehe auch Liste der Nummer-eins-Hits in Italien). Auch im Bereich der Livemusik gehört Italien zu den größten Märkten Europas (Platz 4). Die Sparte generierte 2019 Einnahmen von rund 700 Mio. US$ aus reinen Ticketverkäufen, aber die COVID-19-Pandemie dezimierte den Markt 2020. Ab 2022 durchlief Livemusik in Italien wieder ein starkes Wachstum.

Logo der SIAE

Die Wahrnehmung der Urheberrechte erfolgt in Italien durch die Verwertungsgesellschaft Società Italiana degli Autori e degli Editori (SIAE), deren Monopol erst durch die zunehmende Bedeutung des digitalen Marktes sowie durch neuere EU-Richtlinien ins Wanken geriet. 2000 wurde, angesichts der allgemeinen Krise des klassischen Musikmarktes, mit SCF Consorzio Fonografici auch eine entsprechende Körperschaft zur Wahrnehmung der verwandten Schutzrechte der Musikproduzenten und Labels geschaffen, wodurch die Einnahmen der Industrie deutlich erhöht werden konnten. Die größten Einnahmen durch Lizenzierung werden über das Fernsehen erzielt, gefolgt von Radio und Diskotheken (letztere verlieren jedoch zunehmend an Bedeutung). Leistungsschutzrechte haben 2022 rund 14 % zum italienischen Musikmarkt beigetragen, Synchronisierungen rund 3 %.

## Rezeption außerhalb Italiens

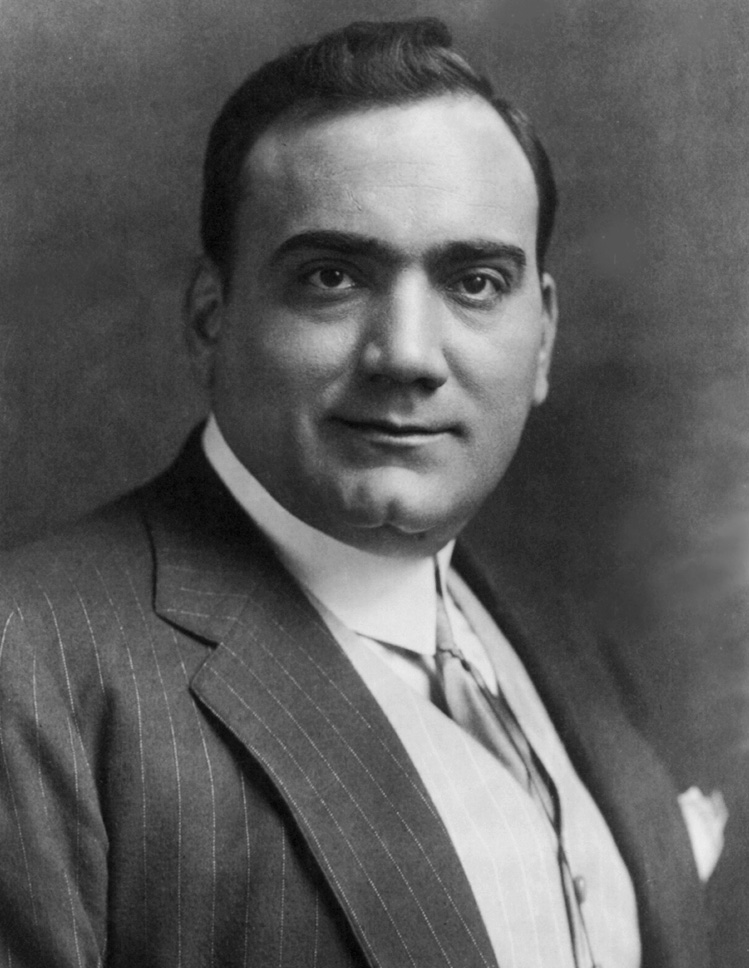
Der internationale Star Enrico Caruso 1910

Bereits vor der Einigung war Italien im Ausland für seine Musik bekannt, insbesondere für Opern- und Salonmusik, die auf der Italienischen Halbinsel vor allem vom mittelständischen Bürgertum gepflegt wurden. Im Zuge der Auswanderungswellen wurde später vor allem die neapolitanische Volksmusik in der Welt bekannt und prägte „das Klischee von italienischer Musik“. Ein früher internationaler Star aus Italien war Enrico Caruso, der zwischen 1911 und 1921 große Erfolge in den USA feierte.

### Musik derDiaspora
Italienische Emigranten übten einen nicht zu unterschätzenden Einfluss auf ausländische Musikkulturen aus. Ein frühes Genre, bei dessen Popularisierung Italiener eine Rolle spielten, war die französische Musette (ein Beispiel ist Tony Muréna). Neben Frankreich (Nino Ferrer, Caterina Valente, Dalida) konnten sich italienische Musiker auch in Belgien behaupten, etwa Salvatore Adamo. Das Hauptgebiet der italienischen musikalischen Diaspora bildeten jedoch Nord- und Südamerika. In Argentinien prägten italienische Einwanderer die frühe Tango-Szene (Astor Piazzolla oder Angel D’Agostino waren italienischer Abstammung). In den USA entstand eine umfangreiche italienische Musiker-Szene, die auch von Radios und Plattenfirmen gestützt wurde. Charakteristisch für den frühen „Italo-Sound“ war der melodiöse Gesang, den die italienischen Musiker mit (afro-)amerikanischen Stilen vermischten. Andere, wie Dolly Dawn oder Louis Prima, fielen durch stark von der Oper geprägte Auftritte auf. Die neapolitanische Volksmusik entwickelte sich in der Diaspora zu der italienischen Musiktradition schlechthin und auch die Verwendung des Neapolitanischen wurde zu einem Merkmal des Repertoires italoamerikanischer Sänger. In den 1950er-Jahren prägte glamouröse „italienische“ Musik das gesellschaftliche Leben in Las Vegas. Ein besonderes Phänomen war der italoamerikanische Rock, der ab den späten 1950er-Jahren mit Gruppen wie The Crests, Dion and the Belmonts oder The Four Seasons die Doo-Wop-Ära einleitete, in der sich schwarze Musik und italienischer Belcanto begegneten. Sonstige bedeutende italoamerikanische Musiker waren Dean Martin, Frank Sinatra, Connie Francis, Mario Lanza, Jerry Vale oder Lou Monte.

### Der Sanremo-Effekt
Erst nach dem Zweiten Weltkrieg erhielt mit dem Sanremo-Festival die „gesamtitalienische“ populäre Musik eine bedeutende Plattform, die auch nachhaltig zur Verbreitung italienischer Musik im Ausland beitragen sollte. Auch über das zusätzliche Schaufenster des Eurovision Song Contest gelangen Beiträgen aus dem Festival internationale Erfolge; das deutlichste Beispiel dafür ist Nel blu dipinto di blu von Domenico Modugno (1958), von dem nach dem Sanremo-Sieg und dem dritten Platz beim ESC weltweit mehr als 22 Millionen Exemplare verkauft wurden, verbunden mit Platz eins in den US-Charts sowie zwei Grammys. Auch Gigliola Cinquetti konnte 1964 nach dem Doppelsieg in Sanremo und beim ESC mit Non ho l’età (per amarti) einen internationalen Erfolg landen. Allerdings nahm der internationale Einfluss des Sanremo-Festivals mit der Zeit rapide ab: Zwar noch immer in Eurovision übertragen, findet es im Ausland mittlerweile kaum noch Publikum. Umgekehrt zog Italien sich 1997 aufgrund des eigenen Desinteresses am europäischen Wettbewerb vorerst auch aus dem ESC zurück (die Rückkehr erfolgte erst 2011, vergleiche Italien beim Eurovision Song Contest).

### Exporte mittels Coverversionen
Bei den ersten internationalen Erfolgen handelte es sich für gewöhnlich um One-Hit-Wonder; im Gegensatz zum Filmbereich fehlte es der italienischen populären Musik an internationalen Stars (abgesehen von den bereits erwähnten Italoamerikanern). Angefangen beim Sanremo-Festival 1964 versuchte man daher eine Internationalisierung des Festivals, indem ausländische Teilnehmer eingeladen wurden, darunter Frankie Laine, Paul Anka, Gene Pitney, Ben E. King oder Antonio Prieto. Dies löste eine lange Tradition von Coverversionen aus, über die italienische Erfolge exportiert und internationale Erfolge nach Italien importiert wurden. Cover italienischer (insbesondere neapolitanischer) Lieder im Ausland hatte es vereinzelt bereits früher gegeben (etwa von Torna a Surriento, ’O sole mio oder Santa Lucia) und der große Erfolg von Modugnos Nel blu, dipinto di blu zog Cover von u. a. Dean Martin, Nelson Riddle, Jesse Belvi und Alan Dale nach sich.
In den 1960er-Jahren eroberten Cover italienischer Songs (meist Sanremo-Beiträge) zunächst den britischen Markt: Joe Loss coverte Tony Renis’ Quando quando quando (1962), Engelbert erreichte 1968 mit A Man Without Love (Original: Quando m’innamoro von Anna Identici und den Sandpipers) Platz drei der UK-Charts und Tom Jones mit Help Yourself (Original: Gli occhi miei von Dino und Wilma Goich) Platz fünf. Einer der größten Erfolge war Pino Donaggios Io che non vivo beschieden, das als You Don’t Have to Say You Love Me nacheinander durch Dusty Springfield, Elvis Presley und Jerry Vale sowie Guys ’n’ Dolls erfolgreich gecovert wurde. Cilla Black erreichte mit You’re My World (Il mio mondo von Umberto Bindi) die Spitze der britischen Charts, der Band Amen Corner gelang dies 1969 mit Half as Nice (Il paradiso von Lucio Battisti). Daneben wurden auch einige Lieder und Musikstücke aus italienischen Soundtracks gecovert, darunter The Legion’s Last Patrol (Concerto disperato von Nini Rosso und Angelo Francesco Lavagnino) aus Marschier oder krepier durch Ken Thorne & His Orchestra, sowie More von Nino Oliviero und Riz Ortolani aus Mondo Cane durch u. a. Perry Como oder Kai Winding.
Der Erfolg von Covern blieb hauptsächlich auf die 60er-Jahre beschränkt und konnte keinen bleibenden Eindruck in den ausländischen Märkten hinterlassen.

### ZwischenItalo Disco,Italo Popund Oper
Internationale Aufmerksamkeit wurde und wird in jüngerer Zeit vor allem zwei Ausprägungen italienischer populärer Musik zuteil: zum einen Italo Disco, zum anderen dem stark durch das Sanremo-Festival geprägten melodischen Pop (oft als Italo Pop bezeichnet).
Im Zuge der Disco-Welle wurde die Stilrichtung Ende der 1970er-Jahre auch in Italien populär. Der deutsche Produzent Bernhard Mikulski prägte aus Vermarktungsgründen die Bezeichnung Italo Disco, die sich durch einige One-Hit-Wonder der italienischen Acts D. D. Sound, Barbados Climax oder Gepy & Gepy verbreitete. Musikprojekte wie Righeira und Baltimora hatten großen Erfolg im Ausland und auch einzelne Produzenten bzw. Sänger wie Giorgio Moroder oder Raf schafften mit dem Genre den Durchbruch. Charakteristisch für die Rezeption von Italo Disco im Ausland ist jedoch die Loslösung von einzelnen Interpreten hin zu unpersönlichen Kompilationen; außerdem versucht der Italo-Disco-Sound meistens, eine Erwartungshaltung des Publikums an „typisch italienische“ Elemente zu bedienen, obwohl er schon von seinen Wurzeln her nicht als authentisch italienisch gelten kann. Spätestens um die Jahrtausendwende wurde schließlich auch der sogenannte Italo Dance international bekannt.
Demgegenüber wurde im Ausland auch die Bezeichnung Italo Pop geprägt, die grundsätzlich melodiöse Popmusik unter Ausschluss von Rockeinflüssen sowie ohne Cantautori umfasst (tatsächlich wurde den Cantautori außerhalb Italiens nur wenig Aufmerksamkeit zuteil, mit der Ausnahme von Paolo Conte, der sich besonders in Deutschland und Frankreich großen Erfolges erfreute). Im Gegensatz zu Italo Disco liegt der Fokus in der Rezeption des Italo Pop auf den Interpreten und einzelnen Liedern, womit es Vertretern des Genres oft gelingt, im Ausland zu Superstars zu avancieren. Kennzeichnend ist dabei das Spiel mit nationalen und regionalen Klischees von Italien, zu finden etwa bei Ricchi e Poveri oder ganz besonders Toto Cutugno. Im deutschen Sprachraum wird in diesem Zusammenhang oft von Schlager gesprochen.

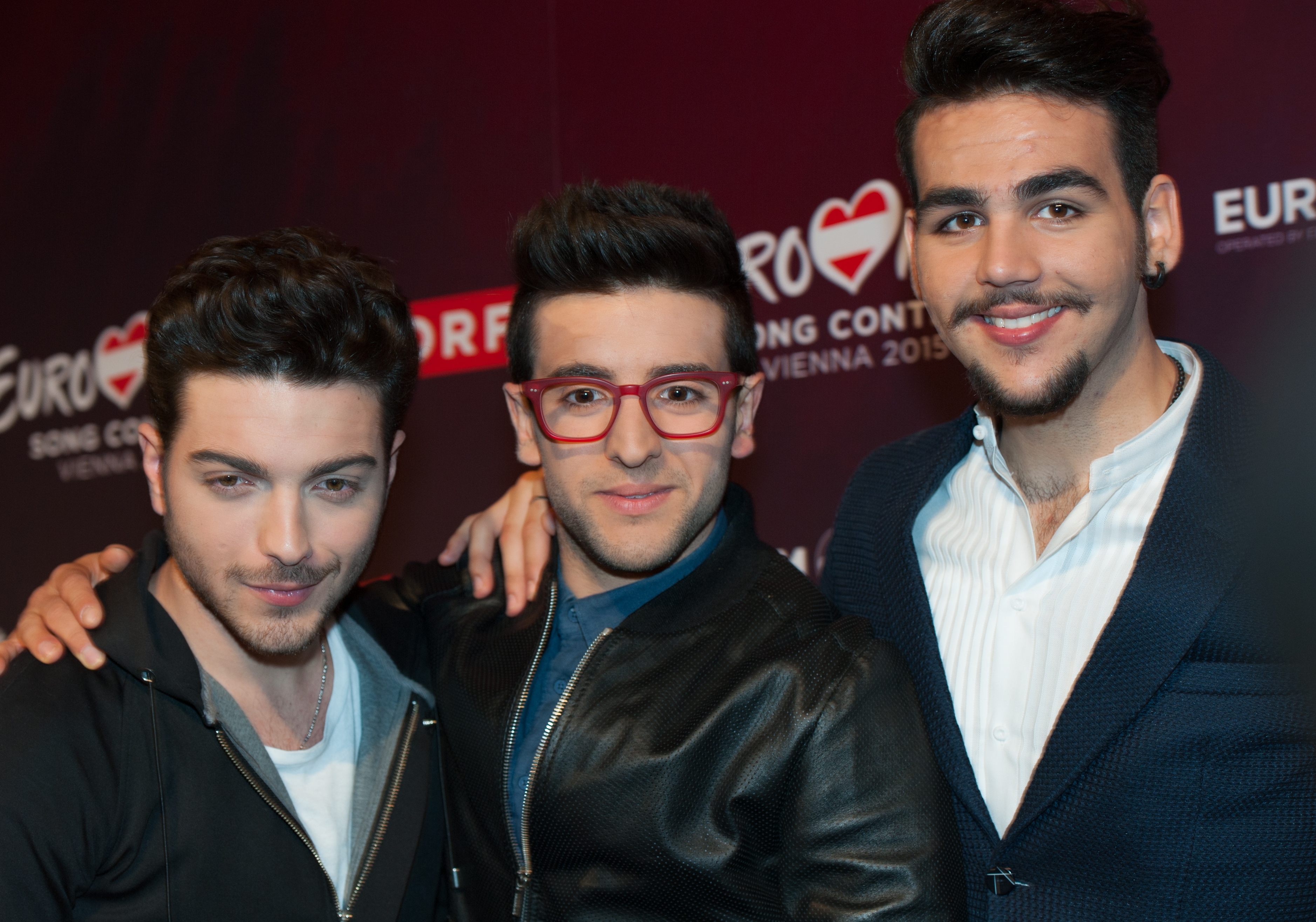
Das Trio Il Volo 2015

Daneben hat die Oper bis heute einen nicht zu unterschätzenden Einfluss auf italienische populäre Musik. Eines der erfolgreichsten italienischen Lieder der jüngeren Zeit war Andrea Bocellis Con te partirò, das 1995 in Sanremo präsentiert und später im Duett mit Sarah Brightman als Time to Say Goodbye international bekannt wurde. Es ist ein Beispiel für die opernbezogene populäre Musik, die versucht, sich als gesamtitalienisch darzustellen, frei von Regionalismus. Bocelli avancierte in der Folge zum internationalen Star. In dieser Nachfolge steht auch das Trio Il Volo, das besonders in den USA sehr erfolgreich ist und 2015 mit dem Sanremo-Siegerlied Grande amore zu den Favoriten beim ESC gehörte. Das Genre wird im englischsprachigen Raum meist als Operatic Pop bezeichnet und wurde nicht zuletzt auch durch Luciano Pavarotti populär gemacht.

### Verbreitungsgebiete

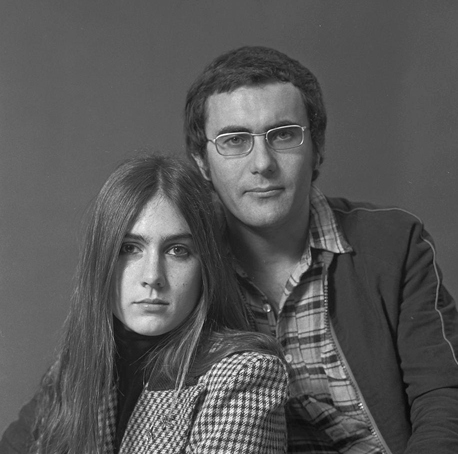
Al Bano & Romina Power beim Eurovisie Songfestival 1976

Grundsätzlich können zwei verschiedene Formen der Außenwirkung italienischer populärer Musik unterschieden werden: einmal die globale, meist auf Europa und Lateinamerika konzentriert; dann die auf einen geographisch enger begrenzten Raum ausgerichtete. Als global erfolgreich können Interpreten wie Eros Ramazzotti, Zucchero oder Toto Cutugno gelten, sowie einzelne Hits wie Ti amo und Gloria (Umberto Tozzi), Self Control (Raf) oder der Evergreen Nel blu dipinto di blu (Domenico Modugno). Geographisch spezifische Erfolge können etwa bei den als Oliver Onions bekannten Brüdern Guido und Maurizio De Angelis festgestellt werden, die vor allem in Deutschland erfolgreich waren, oder bei einer ganzen Reihe von „melodiösen“ Sängern aus den 1980er-Jahren in Osteuropa, darunter Pupo, Drupi oder Riccardo Fogli; auch Al Bano (mit oder ohne Romina Power) und erneut Toto Cutugno reihen sich dort ein, allerdings können diese gleichzeitig auch einen globalen Erfolg vorweisen (Cutugno gewann nicht zuletzt den Eurovision Song Contest 1990). Auch Mina erhielt viel internationale Anerkennung: In Deutschland konnte sie mit deutschen Schlagern (vor allem Heißer Sand 1962) große Erfolge landen, 1964 hatte sie sogar in Japan einen beachtlichen Erfolg mit der Single Suna ni kieta namida. Überhaupt erwies sich Japan immer wieder als Absatzmarkt für bestimmte italienische Sänger und Bands, darunter Claudio Villa.

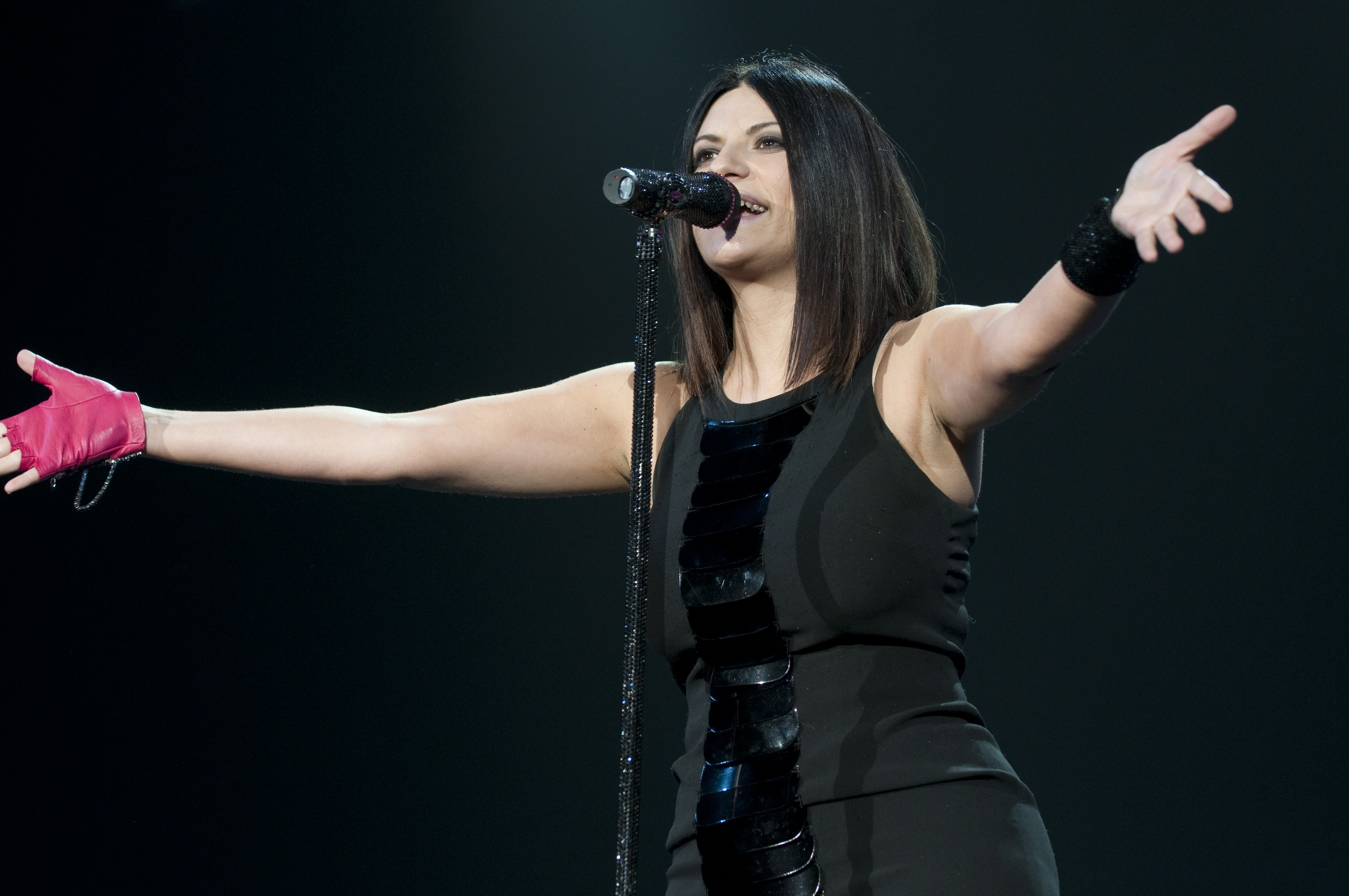
Laura Pausini bei einem Konzert in Barcelona 2009

Der Absatzmarkt Lateinamerika (teilweise auch verbunden mit Spanien) hat für viele neuere italienische Popstars eine besondere Bedeutung: Die sprachliche Nähe erleichtert die Übersetzung der Liedtexte und damit den musikalischen Austausch. Sänger wie Eros Ramazzotti, Laura Pausini oder Tiziano Ferro produzieren alle ihre Alben zusätzlich in einer spanischen Version und können durch gezielte Vermarktung damit große Erfolge verbuchen. Als Latin-Pop-Künstler können sie sich auch international breiter positionieren, so gelang es etwa Pausini 2006, mit einem Grammy in der Kategorie Best Latin Pop Album ausgezeichnet zu werden (für Escucha, die spanische Ausgabe von Resta in ascolto) – vor ihr hatte nur ein einziger italienischer Künstler bei den Grammys gewonnen, nämlich Domenico Modugno 1958.

## Belege
1. 1 2 3  Franco Fabbri, Goffredo Plastino: Introduction: An Egg of Columbus: How Can Italian Popular Music Studies Stand on Their Own? In: Franco Fabbri, Goffredo Plastino (Hrsg.): Made in Italy: Studies in Popular Music. Routledge, London 2016, S. 1–3.
2. ↑  Gianni Borgna: Storia della canzone italiana. Laterza, Bari und Rom 1992, S. 13.
3. ↑  Leonardo Colombati (Hrsg.): La canzone italiana, 1861-2011. Mondadori, Mailand 2011, S. 60–61.
4. ↑  Felice Liperi: Storia della canzone italiana. 2. Auflage. Rai Eri, Rom 2011, ISBN 978-88-397-1505-0, S. 67.
5. ↑  Le Muse. Band 4. De Agostini, Novara 1966, S. 60–61.
6. ↑  Leonardo Colombati (Hrsg.): La canzone italiana, 1861-2011. Mondadori, Mailand 2011, S. 11–12.
7. ↑  Gianni Borgna: Storia della canzone italiana. Laterza, Bari und Rom 1992, S. 29–34.
8. ↑  Gianni Borgna: Storia della canzone italiana. Laterza, Bari und Rom 1992, S. 67–69.
9. ↑  Leonardo Colombati (Hrsg.): La canzone italiana, 1861-2011. Mondadori, Mailand 2011, S. 61.
10. ↑  La nuova enciclopedia della musica. Garzanti, Mailand 1983, S. 879.
11. ↑  Leonardo Colombati (Hrsg.): La canzone italiana, 1861-2011. Mondadori, Mailand 2011, S. 12–17.
12. ↑  Costantino Nigra: Canti popolari del Piemonte. Giulio Einaudi Editore, Turin 1957, S. 3–34.
13. ↑  Leonardo Colombati (Hrsg.): La canzone italiana, 1861-2011. Mondadori, Mailand 2011, S. 64.
14. ↑  Leonardo Colombati (Hrsg.): La canzone italiana, 1861-2011. Mondadori, Mailand 2011, S. 75.
15. ↑  Leonardo Colombati (Hrsg.): La canzone italiana, 1861-2011. Mondadori, Mailand 2011, S. 79.
16. ↑  Felice Liperi: Storia della canzone italiana. 2. Auflage. Rai Eri, Rom 2011, S. 32–35, 40–41.
17. ↑  Gianni Borgna: Storia della canzone italiana. Laterza, Bari und Rom 1992, S. 14.
18. ↑  Paolo Ruggieri: Canzoni italiane. Band 1. Fratelli Fabbri Editori, Mailand 1994, S. 2–12.
19. ↑  Gianni Borgna: Storia della canzone italiana. Laterza, Bari und Rom 1992, S. 16–17.
20. ↑  Felice Liperi: Storia della canzone italiana. 2. Auflage. Rai Eri, Rom 2011, S. 66.
21. ↑  Gianni Borgna: Storia della canzone italiana. Laterza, Bari und Rom 1992, S. 19–20.
22. ↑  Felice Liperi: Storia della canzone italiana. 2. Auflage. Rai Eri, Rom 2011, S. 68–73.
23. ↑  Leonardo Colombati (Hrsg.): La canzone italiana, 1861-2011. Mondadori, Mailand 2011, S. 108–166.
24. ↑  Gianni Borgna: Storia della canzone italiana. Laterza, Bari und Rom 1992, S. 29–30.
25. ↑  Giuseppe Micheli: Storia della canzone romana. Newton Compton Editori, Rom 1989, S. 19.
26. ↑  Felice Liperi: Storia della canzone italiana. 2. Auflage. Rai Eri, Rom 2011, S. 36.
27. ↑  Giuseppe Micheli: Storia della canzone romana. Newton Compton Editori, Rom 1989, S. 204–206.
28. ↑  Gianni Borgna: Storia della canzone italiana. Laterza, Bari und Rom 1992, S. 30–31.
29. ↑  Giuseppe Micheli: Storia della canzone romana. Newton Compton Editori, Rom 1989, S. 211, 578.
30. ↑  Gianni Borgna: Storia della canzone italiana. Laterza, Bari und Rom 1992, S. 35.
31. ↑  Felice Liperi: Storia della canzone italiana. 2. Auflage. Rai Eri, Rom 2011, S. 24.
32. ↑  Leonardo Colombati (Hrsg.): La canzone italiana, 1861-2011. Mondadori, Mailand 2011, S. 104.
33. ↑  Gianni Borgna: Storia della canzone italiana. Laterza, Bari und Rom 1992, S. 53–54.
34. ↑  Felice Liperi: Storia della canzone italiana. 2. Auflage. Rai Eri, Rom 2011, S. 97.
35. ↑  Leonardo Colombati (Hrsg.): La canzone italiana, 1861-2011. Mondadori, Mailand 2011, S. 185.
36. ↑  Gianni Borgna: Storia della canzone italiana. Laterza, Bari und Rom 1992, S. 40–42.
37. ↑  Leonardo Colombati (Hrsg.): La canzone italiana, 1861-2011. Mondadori, Mailand 2011, S. 183–186.
38. ↑  Leonardo Colombati (Hrsg.): La canzone italiana, 1861-2011. Mondadori, Mailand 2011, S. 232.
39. ↑  Gianni Borgna: Storia della canzone italiana. Laterza, Bari und Rom 1992, S. 57–61.
40. ↑  Leonardo Colombati (Hrsg.): La canzone italiana, 1861-2011. Mondadori, Mailand 2011, S. 230–239.
41. ↑  Gianni Borgna: Storia della canzone italiana. Laterza, Bari und Rom 1992, S. 61–62.
42. ↑  Leonardo Colombati (Hrsg.): La canzone italiana, 1861-2011. Mondadori, Mailand 2011, S. 238–239, 279.
43. ↑  Leonardo Colombati (Hrsg.): La canzone italiana, 1861-2011. Mondadori, Mailand 2011, S. 238.
44. ↑  Gianni Borgna: Storia della canzone italiana. Laterza, Bari und Rom 1992, S. 45.
45. ↑  Felice Liperi: Storia della canzone italiana. 2. Auflage. Rai Eri, Rom 2011, S. 47–48.
46. ↑  Gianni Borgna: Storia della canzone italiana. Laterza, Bari und Rom 1992, S. 63–67.
47. ↑  Leonardo Colombati (Hrsg.): La canzone italiana, 1861-2011. Mondadori, Mailand 2011, S. 282–283.
48. ↑  Gianni Borgna: Storia della canzone italiana. Laterza, Bari und Rom 1992, S. 76.
49. ↑  Gianni Borgna: Storia della canzone italiana. Laterza, Bari und Rom 1992, S. 71–78.
50. ↑  Leonardo Colombati (Hrsg.): La canzone italiana, 1861-2011. Mondadori, Mailand 2011, S. 368.
51. ↑  Felice Liperi: Storia della canzone italiana. 2. Auflage. Rai Eri, Rom 2011, S. 100.
52. ↑  Gianni Borgna: Storia della canzone italiana. Laterza, Bari und Rom 1992, S. 84.
53. ↑  Gianni Borgna: Storia della canzone italiana. Laterza, Bari und Rom 1992, S. 80–85, 99–102.
54. ↑  Leonardo Colombati (Hrsg.): La canzone italiana, 1861-2011. Mondadori, Mailand 2011, S. 370.
55. ↑  Felice Liperi: Storia della canzone italiana. 2. Auflage. Rai Eri, Rom 2011, S. 90–92, 100–102, 107–108.
56. ↑  Gianni Borgna: Storia della canzone italiana. Laterza, Bari und Rom 1992, S. 89–97.
57. ↑  Felice Liperi: Storia della canzone italiana. 2. Auflage. Rai Eri, Rom 2011, S. 117.
58. ↑  Gianni Borgna: Storia della canzone italiana. Laterza, Bari und Rom 1992, S. 103–108.
59. ↑  Felice Liperi: Storia della canzone italiana. 2. Auflage. Rai Eri, Rom 2011, S. 115–117.
60. ↑  Gianni Borgna: Storia della canzone italiana. Laterza, Bari und Rom 1992, S. 105–106.
61. ↑  Gianni Borgna: Storia della canzone italiana. Laterza, Bari und Rom 1992, S. 112–114.
62. ↑  Felice Liperi: Storia della canzone italiana. 2. Auflage. Rai Eri, Rom 2011, S. 115–117, 123–124.
63. ↑  Gianni Borgna: Storia della canzone italiana. Laterza, Bari und Rom 1992, S. 125–128.
64. ↑  Felice Liperi: Storia della canzone italiana. 2. Auflage. Rai Eri, Rom 2011, S. 120–123.
65. ↑  Gianni Borgna: Storia della canzone italiana. Laterza, Bari und Rom 1992, S. 129–131, 151.
66. ↑  Gianni Borgna: Storia della canzone italiana. Laterza, Bari und Rom 1992, S. 142–144.
67. ↑  Gianni Borgna: Storia della canzone italiana. Laterza, Bari und Rom 1992, S. 152–160.
68. ↑  Gianni Borgna: Storia della canzone italiana. Laterza, Bari und Rom 1992, S. 131–132.
69. ↑  Felice Liperi: Storia della canzone italiana. 2. Auflage. Rai Eri, Rom 2011, S. 128.
70. ↑  Leonardo Colombati (Hrsg.): La canzone italiana, 1861-2011. Mondadori, Mailand 2011, S. 413.
71. 1 2  Leonardo Colombati (Hrsg.): La canzone italiana, 1861-2011. Mondadori, Mailand 2011, S. 412.
72. ↑  Felice Liperi: Storia della canzone italiana. 2. Auflage. Rai Eri, Rom 2011, S. 125, 134–135.
73. ↑  Gianni Borgna: Storia della canzone italiana. Laterza, Bari und Rom 1992, S. 132.
74. ↑  Gianni Borgna: Storia della canzone italiana. Laterza, Bari und Rom 1992, S. 156–157.
75. ↑  Gianni Borgna: Storia della canzone italiana. Laterza, Bari und Rom 1992, S. 164.
76. ↑  Gianni Borgna: Storia della canzone italiana. Laterza, Bari und Rom 1992, S. 135–142.
77. ↑  Gianni Borgna: Storia della canzone italiana. Laterza, Bari und Rom 1992, S. 145–147.
78. ↑  Leonardo Colombati (Hrsg.): La canzone italiana, 1861-2011. Mondadori, Mailand 2011, S. 416.
79. ↑  Gianni Borgna: Storia della canzone italiana. Laterza, Bari und Rom 1992, S. 167–168.
80. ↑  Gianni Borgna: Storia della canzone italiana. Laterza, Bari und Rom 1992, S. 178.
81. ↑  Gianni Borgna: Storia della canzone italiana. Laterza, Bari und Rom 1992, S. 173–174.
82. ↑  Gianni Borgna: Storia della canzone italiana. Laterza, Bari und Rom 1992, S. 177–178.
83. ↑  Gianni Borgna: Storia della canzone italiana. Laterza, Bari und Rom 1992, S. 183–184.
84. ↑  Leonardo Colombati (Hrsg.): La canzone italiana, 1861-2011. Mondadori, Mailand 2011, S. 520–522.
85. ↑  Gianni Borgna: Storia della canzone italiana. Laterza, Bari und Rom 1992, S. 185–186, 205–206.
86. ↑  Felice Liperi: Storia della canzone italiana. 2. Auflage. Rai Eri, Rom 2011, S. 153–154.
87. ↑  Gianni Borgna: Storia della canzone italiana. Laterza, Bari und Rom 1992, S. 186.
88. ↑  Leonardo Colombati (Hrsg.): La canzone italiana, 1861-2011. Mondadori, Mailand 2011, S. 534.
89. ↑  Felice Liperi: Storia della canzone italiana. 2. Auflage. Rai Eri, Rom 2011, S. 155, 158.
90. ↑  Gianni Borgna: Storia della canzone italiana. Laterza, Bari und Rom 1992, S. 185–186, 190–194.
91. ↑  Giuseppe Micheli: Storia della canzone romana. Newton Compton Editori, Rom 1989, S. 611, 614–615.
92. ↑  Gianni Borgna: Storia della canzone italiana. Laterza, Bari und Rom 1992, S. 195–196.
93. ↑  Gianni Borgna: Storia della canzone italiana. Laterza, Bari und Rom 1992, S. 209–211, 432.
94. ↑  Felice Liperi: Storia della canzone italiana. 2. Auflage. Rai Eri, Rom 2011, S. 163, 166.
95. ↑  Franco Fabbri: Foreword. War without Tears: European Broadcasting and Competition. In: Dafni Tragaki (Hrsg.): Empire of song: Europe and nation in the Eurovision Song Contest. Scarecrow Press, Lanham (Md.) u. a. 2013, S. xi.
96. ↑  Leonardo Colombati (Hrsg.): La canzone italiana, 1861-2011. Mondadori, Mailand 2011, S. 537.
97. ↑  Gianni Borgna: Storia della canzone italiana. Laterza, Bari und Rom 1992, S. 211–217.
98. ↑  Gianni Borgna: Storia della canzone italiana. Laterza, Bari und Rom 1992, S. 215.
99. ↑  Gianni Borgna: Storia della canzone italiana. Laterza, Bari und Rom 1992, S. 217–219.
100. ↑  Leonardo Colombati (Hrsg.): La canzone italiana, 1861-2011. Mondadori, Mailand 2011, S. 656–659.
101. ↑  Felice Liperi: Storia della canzone italiana. 2. Auflage. Rai Eri, Rom 2011, S. 172–178.
102. ↑  Gianni Borgna: Storia della canzone italiana. Laterza, Bari und Rom 1992, S. 200–204.
103. ↑  Felice Liperi: Storia della canzone italiana. 2. Auflage. Rai Eri, Rom 2011, S. 161–163.
104. ↑  Gianni Borgna: Storia della canzone italiana. Laterza, Bari und Rom 1992, S. 222.
105. ↑  Felice Liperi: Storia della canzone italiana. 2. Auflage. Rai Eri, Rom 2011, S. 147–152.
106. ↑  Giuseppe Micheli: Storia della canzone romana. Newton Compton Editori, Rom 1989, S. 615–616.
107. ↑  Gianni Borgna: Storia della canzone italiana. Laterza, Bari und Rom 1992, S. 254–255.
108. ↑  Felice Liperi: Storia della canzone italiana. 2. Auflage. Rai Eri, Rom 2011, S. 181–182.
109. ↑  Gianni Borgna: Storia della canzone italiana. Laterza, Bari und Rom 1992, S. 251–254.
110. ↑  Leonardo Colombati (Hrsg.): La canzone italiana, 1861-2011. Mondadori, Mailand 2011, S. 666–672.
111. ↑  Gianni Borgna: Storia della canzone italiana. Laterza, Bari und Rom 1992, S. 298–301.
112. ↑  Leonardo Colombati (Hrsg.): La canzone italiana, 1861-2011. Mondadori, Mailand 2011, S. 967.
113. ↑  Felice Liperi: Storia della canzone italiana. 2. Auflage. Rai Eri, Rom 2011, S. 179–181.
114. ↑  Gianni Borgna: Storia della canzone italiana. Laterza, Bari und Rom 1992, S. 228–231, 234–235.
115. ↑  Felice Liperi: Storia della canzone italiana. 2. Auflage. Rai Eri, Rom 2011, S. 185–187, 264–265.
116. ↑  Felice Liperi: Storia della canzone italiana. 2. Auflage. Rai Eri, Rom 2011, S. 158.
117. ↑  Leonardo Colombati (Hrsg.): La canzone italiana, 1861-2011. Mondadori, Mailand 2011, S. 540.
118. ↑  Felice Liperi: Storia della canzone italiana. 2. Auflage. Rai Eri, Rom 2011, S. 168.
119. ↑  Leonardo Colombati (Hrsg.): La canzone italiana, 1861-2011. Mondadori, Mailand 2011, S. 964–965.
120. ↑  Gino Castaldo: Milano 1957, così l’Italia scoprì il rock. In: Repubblica.it. 18. Mai 2007, abgerufen am 15. März 2018 (italienisch).
121. ↑  Leonardo Colombati (Hrsg.): La canzone italiana, 1861-2011. Mondadori, Mailand 2011, S. 957.
122. ↑  Felice Liperi: Storia della canzone italiana. 2. Auflage. Rai Eri, Rom 2011, S. 191.
123. ↑  Gianni Borgna: Storia della canzone italiana. Laterza, Bari und Rom 1992, S. 225–228.
124. ↑  Felice Liperi: Storia della canzone italiana. 2. Auflage. Rai Eri, Rom 2011, S. 183–185.
125. ↑  Leonardo Colombati (Hrsg.): La canzone italiana, 1861-2011. Mondadori, Mailand 2011, S. 541.
126. ↑  Felice Liperi: Storia della canzone italiana. 2. Auflage. Rai Eri, Rom 2011, S. 186.
127. ↑  Felice Liperi: Storia della canzone italiana. 2. Auflage. Rai Eri, Rom 2011, S. 201.
128. ↑  Gianni Borgna: Storia della canzone italiana. Laterza, Bari und Rom 1992, S. 244–249.
129. ↑  Felice Liperi: Storia della canzone italiana. 2. Auflage. Rai Eri, Rom 2011, S. 190–192.
130. ↑  Gianni Borgna: Storia della canzone italiana. Laterza, Bari und Rom 1992, S. 223–224.
131. ↑  Gianni Borgna: Storia della canzone italiana. Laterza, Bari und Rom 1992, S. 236–237.
132. ↑  Leonardo Colombati (Hrsg.): La canzone italiana, 1861-2011. Mondadori, Mailand 2011, S. 958.
133. ↑  Gianni Borgna: Storia della canzone italiana. Laterza, Bari und Rom 1992, S. 223.
134. ↑  Giuseppe Micheli: Storia della canzone romana. Newton Compton Editori, Rom 1989, S. 616–617.
135. ↑  Gianni Borgna: Storia della canzone italiana. Laterza, Bari und Rom 1992, S. 313–314.
136. ↑  Gianni Borgna: Storia della canzone italiana. Laterza, Bari und Rom 1992, S. 303, 306–309, 312–313.
137. ↑  Leonardo Colombati (Hrsg.): La canzone italiana, 1861-2011. Mondadori, Mailand 2011, S. 970–971.
138. ↑  Felice Liperi: Storia della canzone italiana. 2. Auflage. Rai Eri, Rom 2011, S. 270–275, 301, 303–307.
139. ↑  Gianni Borgna: Storia della canzone italiana. Laterza, Bari und Rom 1992, S. 321–329.
140. ↑  Felice Liperi: Storia della canzone italiana. 2. Auflage. Rai Eri, Rom 2011, S. 286–290, 324–328.
141. ↑  Gianni Borgna: Storia della canzone italiana. Laterza, Bari und Rom 1992, S. 259–271.
142. ↑  Leonardo Colombati (Hrsg.): La canzone italiana, 1861-2011. Mondadori, Mailand 2011, S. 709–716.
143. ↑  Felice Liperi: Storia della canzone italiana. 2. Auflage. Rai Eri, Rom 2011, S. 216–219.
144. ↑  Gianni Borgna: Storia della canzone italiana. Laterza, Bari und Rom 1992, S. 274–292.
145. ↑  Leonardo Colombati (Hrsg.): La canzone italiana, 1861-2011. Mondadori, Mailand 2011, S. 769–786.
146. ↑  Felice Liperi: Storia della canzone italiana. 2. Auflage. Rai Eri, Rom 2011, S. 225–227, 233–237.
147. ↑  Gianni Borgna: Storia della canzone italiana. Laterza, Bari und Rom 1992, S. 292–295.
148. ↑  Felice Liperi: Storia della canzone italiana. 2. Auflage. Rai Eri, Rom 2011, S. 238–239.
149. ↑  Felice Liperi: Storia della canzone italiana. 2. Auflage. Rai Eri, Rom 2011, S. 208–215.
150. ↑  Felice Liperi: Storia della canzone italiana. 2. Auflage. Rai Eri, Rom 2011, S. 275–276.
151. ↑  Gianni Borgna: Storia della canzone italiana. Laterza, Bari und Rom 1992, S. 388.
152. ↑  Felice Liperi: Storia della canzone italiana. 2. Auflage. Rai Eri, Rom 2011, S. 302–303.
153. ↑  Serena Facci, Paolo Soddu: Il Festival di Sanremo. Carocci Editore, Rom 2011, Kap. 4.
154. ↑  Felice Liperi: Storia della canzone italiana. 2. Auflage. Rai Eri, Rom 2011, S. 268.
155. ↑  Gianni Borgna: Storia della canzone italiana. Laterza, Bari und Rom 1992, S. 237–239.
156. ↑  Felice Liperi: Storia della canzone italiana. 2. Auflage. Rai Eri, Rom 2011, S. 266–268.
157. ↑  Gianni Borgna: Storia della canzone italiana. Laterza, Bari und Rom 1992, S. 303, 328–329.
158. ↑  Gianni Borgna: Storia della canzone italiana. Laterza, Bari und Rom 1992, S. 239–240, 302–306.
159. ↑  Gianni Borgna: Storia della canzone italiana. Laterza, Bari und Rom 1992, S. 332.
160. ↑  Gianni Borgna: Storia della canzone italiana. Laterza, Bari und Rom 1992, S. 330–331.
161. 1 2  Leonardo Colombati (Hrsg.): La canzone italiana, 1861-2011. Mondadori, Mailand 2011, S. 1319.
162. ↑  Gianni Borgna: Storia della canzone italiana. Laterza, Bari und Rom 1992, S. 332–337.
163. ↑  Leonardo Colombati (Hrsg.): La canzone italiana, 1861-2011. Mondadori, Mailand 2011, S. 1323–1325.
164. ↑  Gianni Borgna: Storia della canzone italiana. Laterza, Bari und Rom 1992, S. 336.
165. ↑  Gianni Borgna: Storia della canzone italiana. Laterza, Bari und Rom 1992, S. 354.
166. ↑  Leonardo Colombati (Hrsg.): La canzone italiana, 1861-2011. Mondadori, Mailand 2011, S. 1320–1321.
167. ↑  Felice Liperi: Storia della canzone italiana. 2. Auflage. Rai Eri, Rom 2011, S. 410–411.
168. ↑  Leonardo Colombati (Hrsg.): La canzone italiana, 1861-2011. Mondadori, Mailand 2011, S. 1326–1327.
169. ↑  Leonardo Colombati (Hrsg.): La canzone italiana, 1861-2011. Mondadori, Mailand 2011, S. 1477.
170. ↑  Leonardo Colombati (Hrsg.): La canzone italiana, 1861-2011. Mondadori, Mailand 2011, S. 1328, 1477–1479, 1933.
171. ↑  Leonardo Colombati (Hrsg.): La canzone italiana, 1861-2011. Mondadori, Mailand 2011, S. 1206.
172. ↑  Leonardo Colombati (Hrsg.): La canzone italiana, 1861-2011. Mondadori, Mailand 2011, S. 1205–1209.
173. ↑  Gianni Borgna: Storia della canzone italiana. Laterza, Bari und Rom 1992, S. 369.
174. ↑  Gianni Borgna: Storia della canzone italiana. Laterza, Bari und Rom 1992, S. 370.
175. 1 2  Leonardo Colombati (Hrsg.): La canzone italiana, 1861-2011. Mondadori, Mailand 2011, S. 1329.
176. ↑  Felice Liperi: Storia della canzone italiana. 2. Auflage. Rai Eri, Rom 2011, S. 328–331, 385–404.
177. ↑  Leonardo Colombati (Hrsg.): La canzone italiana, 1861-2011. Mondadori, Mailand 2011, S. 1330.
178. ↑  Gianni Borgna: Storia della canzone italiana. Laterza, Bari und Rom 1992, S. 290.
179. ↑  Leonardo Colombati (Hrsg.): La canzone italiana, 1861-2011. Mondadori, Mailand 2011, S. 1332–1333.
180. ↑  Leonardo Colombati (Hrsg.): La canzone italiana, 1861-2011. Mondadori, Mailand 2011, S. 1328.
181. ↑  Gianni Borgna: Storia della canzone italiana. Laterza, Bari und Rom 1992, S. 371.
182. ↑  Leonardo Colombati (Hrsg.): La canzone italiana, 1861-2011. Mondadori, Mailand 2011, S. 1479.
183. ↑  Gianni Borgna: Storia della canzone italiana. Laterza, Bari und Rom 1992, S. 356–365.
184. ↑  Leonardo Colombati (Hrsg.): La canzone italiana, 1861-2011. Mondadori, Mailand 2011, S. 1717–1723.
185. ↑  Felice Liperi: Storia della canzone italiana. 2. Auflage. Rai Eri, Rom 2011, S. 343–351, 480–483, 496–502.
186. ↑  Gianni Borgna: Storia della canzone italiana. Laterza, Bari und Rom 1992, S. 387–389.
187. ↑  Leonardo Colombati (Hrsg.): La canzone italiana, 1861-2011. Mondadori, Mailand 2011, S. 1931–1932, 2202.
188. ↑  Felice Liperi: Storia della canzone italiana. 2. Auflage. Rai Eri, Rom 2011, S. 314–317, 331–333, 335–340, 341–342.
189. ↑  Leonardo Colombati (Hrsg.): La canzone italiana, 1861-2011. Mondadori, Mailand 2011, S. 2077, 2080.
190. ↑  Felice Liperi: Storia della canzone italiana. 2. Auflage. Rai Eri, Rom 2011, S. 352–353.
191. ↑  Felice Liperi: Storia della canzone italiana. 2. Auflage. Rai Eri, Rom 2011, S. 355–356.
192. ↑  Gianni Borgna: Storia della canzone italiana. Laterza, Bari und Rom 1992, S. 351.
193. ↑  Leonardo Colombati (Hrsg.): La canzone italiana, 1861-2011. Mondadori, Mailand 2011, S. 2078.
194. ↑  Felice Liperi: Storia della canzone italiana. 2. Auflage. Rai Eri, Rom 2011, S. 360–361.
195. ↑  Leonardo Colombati (Hrsg.): La canzone italiana, 1861-2011. Mondadori, Mailand 2011, S. 1466.
196. ↑  Leonardo Colombati (Hrsg.): La canzone italiana, 1861-2011. Mondadori, Mailand 2011, S. 1471–1472.
197. ↑  Felice Liperi: Storia della canzone italiana. 2. Auflage. Rai Eri, Rom 2011, S. 455–462, 467–468.
198. ↑  Gianni Borgna: Storia della canzone italiana. Laterza, Bari und Rom 1992, S. 379.
199. ↑  Leonardo Colombati (Hrsg.): La canzone italiana, 1861-2011. Mondadori, Mailand 2011, S. 1473.
200. ↑  Gianni Borgna: Storia della canzone italiana. Laterza, Bari und Rom 1992, S. 379–382, 390–391.
201. ↑  Felice Liperi: Storia della canzone italiana. 2. Auflage. Rai Eri, Rom 2011, S. 282, 419–420.
202. ↑  Giuseppe Micheli: Storia della canzone romana. Newton Compton Editori, Rom 1989, S. 620–626.
203. ↑  Leonardo Colombati (Hrsg.): La canzone italiana, 1861-2011. Mondadori, Mailand 2011, S. 1475.
204. ↑  Gianni Borgna: Storia della canzone italiana. Laterza, Bari und Rom 1992, S. 376.
205. ↑  Leonardo Colombati (Hrsg.): La canzone italiana, 1861-2011. Mondadori, Mailand 2011, S. 1598–1599.
206. ↑  Felice Liperi: Storia della canzone italiana. 2. Auflage. Rai Eri, Rom 2011, S. 451–454.
207. ↑  Leonardo Colombati (Hrsg.): La canzone italiana, 1861-2011. Mondadori, Mailand 2011, S. 1601.
208. ↑  Felice Liperi: Storia della canzone italiana. 2. Auflage. Rai Eri, Rom 2011, S. 309–313.
209. ↑  Gianni Borgna: Storia della canzone italiana. Laterza, Bari und Rom 1992, S. 342–348.
210. ↑  Felice Liperi: Storia della canzone italiana. 2. Auflage. Rai Eri, Rom 2011, S. 313–314, 359–360.
211. ↑  Gianni Borgna: Storia della canzone italiana. Laterza, Bari und Rom 1992, S. 374–375.
212. ↑  Felice Liperi: Storia della canzone italiana. 2. Auflage. Rai Eri, Rom 2011, S. 468–470.
213. ↑  Gianni Borgna: Storia della canzone italiana. Laterza, Bari und Rom 1992, S. 390–391, 393–394, 398–400.
214. ↑  Leonardo Colombati (Hrsg.): La canzone italiana, 1861-2011. Mondadori, Mailand 2011, S. 2021–2023.
215. ↑  Felice Liperi: Storia della canzone italiana. 2. Auflage. Rai Eri, Rom 2011, S. 419–420.
216. ↑  Gianni Borgna: Storia della canzone italiana. Laterza, Bari und Rom 1992, S. 393–397.
217. ↑  Leonardo Colombati (Hrsg.): La canzone italiana, 1861-2011. Mondadori, Mailand 2011, S. 1861–1865.
218. ↑  Felice Liperi: Storia della canzone italiana. 2. Auflage. Rai Eri, Rom 2011, S. 340–341, 354–355, 423, 513–517.
219. ↑  Leonardo Colombati (Hrsg.): La canzone italiana, 1861-2011. Mondadori, Mailand 2011, S. 2023–2025.
220. ↑  Gianni Borgna: La grande evasione. Savelli Editori, Perugia 1980, S. 105.
221. ↑  Gianni Borgna: Storia della canzone italiana. Laterza, Bari und Rom 1992, S. 403, 418–420.
222. ↑  Serena Facci, Paolo Soddu: Il Festival di Sanremo. Carocci Editore, Rom 2011, S. 132.
223. ↑  Gianni Borgna: Storia della canzone italiana. Laterza, Bari und Rom 1992, S. 420–421.
224. ↑  Leonardo Colombati (Hrsg.): La canzone italiana, 1861-2011. Mondadori, Mailand 2011, S. 2077–2078.
225. ↑  Gianni Borgna: Storia della canzone italiana. Laterza, Bari und Rom 1992, S. 352.
226. ↑  Leonardo Colombati (Hrsg.): La canzone italiana, 1861-2011. Mondadori, Mailand 2011, S. 2080.
227. ↑  Gianni Borgna: Storia della canzone italiana. Laterza, Bari und Rom 1992, S. 417.
228. ↑  Felice Liperi: Storia della canzone italiana. 2. Auflage. Rai Eri, Rom 2011, S. 361–365.
229. ↑  Gianni Borgna: Storia della canzone italiana. Laterza, Bari und Rom 1992, S. 414–415.
230. ↑  Felice Liperi: Storia della canzone italiana. 2. Auflage. Rai Eri, Rom 2011, S. 367–369.
231. ↑  Leonardo Colombati (Hrsg.): La canzone italiana, 1861-2011. Mondadori, Mailand 2011, S. 2200, 2202.
232. ↑  Leonardo Colombati (Hrsg.): La canzone italiana, 1861-2011. Mondadori, Mailand 2011, S. 2205, 2335.
233. ↑  Felice Liperi: Storia della canzone italiana. 2. Auflage. Rai Eri, Rom 2011, S. 370–372, 374–377.
234. 1 2  Benjamin Welton: L’Enferno, or Why It’s Time to Celebrate Italian Metal. In: Metal Injection. 20. Juli 2015, abgerufen am 22. März 2018 (englisch).
235. ↑  Kirlian Camera. In: laut.de. Abgerufen am 22. März 2018.
236. ↑  Gianni Borgna: Storia della canzone italiana. Laterza, Bari und Rom 1992, S. 408.
237. ↑  Felice Liperi: Storia della canzone italiana. 2. Auflage. Rai Eri, Rom 2011, S. 559.
238. ↑  Gianni Borgna: Storia della canzone italiana. Laterza, Bari und Rom 1992, S. 346.
239. ↑  Gianni Borgna: Storia della canzone italiana. Laterza, Bari und Rom 1992, S. 404–405.
240. ↑  Felice Liperi: Storia della canzone italiana. 2. Auflage. Rai Eri, Rom 2011, S. 317–319.
241. ↑  Gianni Borgna: Storia della canzone italiana. Laterza, Bari und Rom 1992, S. 409–410.
242. ↑  Felice Liperi: Storia della canzone italiana. 2. Auflage. Rai Eri, Rom 2011, S. 365–367.
243. ↑  Gianni Borgna: Storia della canzone italiana. Laterza, Bari und Rom 1992, S. 403–407, 409–414, 424–426.
244. ↑  Felice Liperi: Storia della canzone italiana. 2. Auflage. Rai Eri, Rom 2011, S. 319–322, 464–465, 471–472, 474–475, 509–510.
245. ↑  Felice Liperi: Storia della canzone italiana. 2. Auflage. Rai Eri, Rom 2011, S. 484–488, 490–495.
246. ↑  Gianni Borgna: Storia della canzone italiana. Laterza, Bari und Rom 1992, S. 427–428.
247. ↑  Leonardo Colombati (Hrsg.): La canzone italiana, 1861-2011. Mondadori, Mailand 2011, S. 2417.
248. ↑  Felice Liperi: Storia della canzone italiana. 2. Auflage. Rai Eri, Rom 2011, S. 381.
249. ↑  Felice Liperi: Storia della canzone italiana. 2. Auflage. Rai Eri, Rom 2011, S. 568.
250. ↑  Felice Liperi: Storia della canzone italiana. 2. Auflage. Rai Eri, Rom 2011, S. 558.
251. ↑  Leonardo Colombati (Hrsg.): La canzone italiana, 1861-2011. Mondadori, Mailand 2011, S. 2652–2653.
252. 1 2  Leonardo Colombati (Hrsg.): La canzone italiana, 1861-2011. Mondadori, Mailand 2011, S. 2651.
253. ↑  Felice Liperi: Storia della canzone italiana. 2. Auflage. Rai Eri, Rom 2011, S. 465–466, 529–530, 536–538.
254. ↑  Felice Liperi: Storia della canzone italiana. 2. Auflage. Rai Eri, Rom 2011, S. 568–569.
255. ↑  Felice Liperi: Storia della canzone italiana. 2. Auflage. Rai Eri, Rom 2011, S. 561–563.
256. ↑  Felice Liperi: Storia della canzone italiana. 2. Auflage. Rai Eri, Rom 2011, S. 564–567.
257. ↑  Felice Liperi: Storia della canzone italiana. 2. Auflage. Rai Eri, Rom 2011, S. 544–548, 560–561, 563–564.
258. ↑  Felice Liperi: Storia della canzone italiana. 2. Auflage. Rai Eri, Rom 2011, S. 579–581.
259. ↑  Felice Liperi: Storia della canzone italiana. 2. Auflage. Rai Eri, Rom 2011, S. 550–551.
260. ↑  Leonardo Colombati (Hrsg.): La canzone italiana, 1861-2011. Mondadori, Mailand 2011, S. 2491.
261. ↑  Felice Liperi: Storia della canzone italiana. 2. Auflage. Rai Eri, Rom 2011, S. 527–529, 540–544.
262. ↑  Felice Liperi: Storia della canzone italiana. 2. Auflage. Rai Eri, Rom 2011, S. 505–509.
263. ↑  Felice Liperi: Storia della canzone italiana. 2. Auflage. Rai Eri, Rom 2011, S. 563.
264. ↑  Felice Liperi: Storia della canzone italiana. 2. Auflage. Rai Eri, Rom 2011, S. 570, 605–606.
265. ↑  Leonardo Colombati (Hrsg.): La canzone italiana, 1861-2011. Mondadori, Mailand 2011, S. 2083–2084.
266. ↑  Felice Liperi: Storia della canzone italiana. 2. Auflage. Rai Eri, Rom 2011, S. 378–380.
267. ↑  Leonardo Colombati (Hrsg.): La canzone italiana, 1861-2011. Mondadori, Mailand 2011, S. 2335–2337.
268. ↑  Felice Liperi: Storia della canzone italiana. 2. Auflage. Rai Eri, Rom 2011, S. 372–374, 381, 582–583, 597–608, 612–613.
269. ↑  Andreas Diesel, Dieter Gerten: Looking for Europe. 2. Auflage. Index, 2007, ISBN 978-3-936878-02-8, S. 19–20.
270. ↑  Leonardo Colombati (Hrsg.): La canzone italiana, 1861-2011. Mondadori, Mailand 2011, S. 2417, 2419–2421.
271. ↑  Felice Liperi: Storia della canzone italiana. 2. Auflage. Rai Eri, Rom 2011, S. 376, 438–441, 444–445, 526, 614–615, 619–623.
272. ↑  Felice Liperi: Storia della canzone italiana. 2. Auflage. Rai Eri, Rom 2011, S. 568, 630–631.
273. ↑  Felice Liperi: Storia della canzone italiana. 2. Auflage. Rai Eri, Rom 2011, S. 629–630.
274. ↑  Felice Liperi: Storia della canzone italiana. 2. Auflage. Rai Eri, Rom 2011, S. 521–525.
275. ↑  Felice Liperi: Storia della canzone italiana. 2. Auflage. Rai Eri, Rom 2011, S. 577.
276. ↑  Leonardo Colombati (Hrsg.): La canzone italiana, 1861-2011. Mondadori, Mailand 2011, S. 2656.
277. ↑  Felice Liperi: Storia della canzone italiana. 2. Auflage. Rai Eri, Rom 2011, S. 633–636.
278. ↑  Goffredo Plastino: The Big Match: Literature, Cinema, and the Sanremo Festival Deception. In: Dafni Tragaki (Hrsg.): Empire of song: Europe and nation in the Eurovision Song Contest. Scarecrow Press, Lanham (Md.) u. a. 2013, S. 109–110, 130–131.
279. ↑  Felice Liperi: Storia della canzone italiana. 2. Auflage. Rai Eri, Rom 2011, S. 634, 636.
280. ↑  Alessandra Vitali: Torna Celentano, vince Emma. Il podio è rosa, con Arisa e Noemi. In: Repubblica.it. 18. Februar 2012, abgerufen am 15. März 2018 (italienisch).
281. ↑  Sanremo, trionfano gli Stadio: “Lo stesso brano scartato nel 2015”. Conti condurrà anche nel 2017. In: LaStampa.it. 14. Februar 2016, archiviert vom Original (nicht mehr online verfügbar) am 5. Februar 2018; abgerufen am 15. März 2018 (italienisch).
282. ↑  Felice Liperi: Storia della canzone italiana. 2. Auflage. Rai Eri, Rom 2011, S. 581, 585–590.
283. ↑  Felice Liperi: Storia della canzone italiana. 2. Auflage. Rai Eri, Rom 2011, S. 627–630.
284. ↑  Felice Liperi: Storia della canzone italiana. 2. Auflage. Rai Eri, Rom 2011, S. 631–632.
285. ↑  Felice Liperi: Storia della canzone italiana. 2. Auflage. Rai Eri, Rom 2011, S. 637–638.
286. ↑  Felice Liperi: Storia della canzone italiana. 2. Auflage. Rai Eri, Rom 2011, S. 608–611, 613–617, 634–636.
287. ↑  Serena Facci, Paolo Soddu: Il Festival di Sanremo. Carocci Editore, Rom 2011, S. 274.
288. ↑  Felice Liperi: Storia della canzone italiana. 2. Auflage. Rai Eri, Rom 2011, S. 618–621.
289. ↑  Felice Liperi: Storia della canzone italiana. 2. Auflage. Rai Eri, Rom 2011, S. 639–641, 643–645.
290. ↑  Felice Liperi: Storia della canzone italiana. 2. Auflage. Rai Eri, Rom 2011, S. 646.
291. ↑  Felice Liperi: Storia della canzone italiana. 3. Auflage. Rai Eri, Rom 2016, Kapitel 27 „Rap, elettronica e reggae“.
292. ↑  Claudio Cabona: “Soldi” di Mahmood ha cambiato per sempre il Festival di Sanremo. In: Rockol.it. Abgerufen am 1. März 2023 (italienisch).
293. ↑  Musica italiana all’estero: report 2022. In: Italia Music Export. Abgerufen am 1. März 2023 (italienisch).
294. ↑  Marcello Sorce Keller: American Influences in Italian Popular Music between the Two World Wars. In: Orbis Musicae. Nr. 11, S. 124 (1993–1994).
295. ↑  Marcello Sorce Keller: American Influences in Italian Popular Music between the Two World Wars. In: Orbis Musicae. Nr. 11, S. 124–126 (1993–1994).
296. ↑  Roberto Agostini: Sanremo Effects. The Festival and the Italian Canzone (1950s-1960s). In: Franco Fabbri, Goffredo Plastino (Hrsg.): Made in Italy: Studies in Popular Music. Routledge, London 2016, S. 28–30.
297. ↑  Roberto Agostini: Sanremo Effects. The Festival and the Italian Canzone (1950s-1960s). In: Franco Fabbri, Goffredo Plastino (Hrsg.): Made in Italy: Studies in Popular Music. Routledge, London 2016, S. 30–32.
298. ↑  Roberto Agostini: The Italian Canzone and the Sanremo Festival: change and continuity in Italian mainstream pop of the 1960s. In: Popular Music. Band 26, Nr. 3. Cambridge University Press, Cambridge 2007, S. 395, 399, doi:10.1017/S0261143007001341.
299. ↑  Roberto Agostini: Sanremo Effects. The Festival and the Italian Canzone (1950s-1960s). In: Franco Fabbri, Goffredo Plastino (Hrsg.): Made in Italy: Studies in Popular Music. Routledge, London 2016, S. 28.
300. 1 2  Roberto Catalano, Giuseppina Colicci: Europe: Italy. Popular Music in the Second Half of the Twentieth Century. In: Timothy Rice u. a. (Hrsg.): The Garland Encyclopedia of World Music. Band 8. Garland Publishing, New York 2000, S. 618–619.
301. ↑  Jacopo Conti: You Can Call Them, If You Like, Emotions: The (Un)Orthodox Songs of Lucio Battisti. In: Franco Fabbri, Goffredo Plastino (Hrsg.): Made in Italy: Studies in Popular Music. Routledge, London 2016, S. 120.
302. ↑  Alessandro Bratus: In the Court of a Foreign King: 1970s Italian Progressive Rock in the UK. In: Franco Fabbri, Goffredo Plastino (Hrsg.): Made in Italy: Studies in Popular Music. Routledge, London 2016, S. 181.
303. ↑  Franco Fabbri, Goffredo Plastino: Introduction: An Egg of Columbus: How Can Italian Popular Music Studies Stand on Their Own? In: Franco Fabbri, Goffredo Plastino (Hrsg.): Made in Italy: Studies in Popular Music. Routledge, London 2016, S. 9.
304. ↑  Jacopo Tomatis: A Portrait of the Author as an Artist: Ideology, Authenticity, and Stylization in the Canzone d’Autore. In: Franco Fabbri, Goffredo Plastino (Hrsg.): Made in Italy: Studies in Popular Music. Routledge, London 2016, S. 89–97.
305. ↑  Canzone politica. In: Canzone Italiana. Istituto Centrale per i Beni Sonori ed Audiovisivi, abgerufen am 11. Oktober 2023 (italienisch).
306. ↑  Goffredo Plastino: Naples Power. In: Franco Fabbri, Goffredo Plastino (Hrsg.): Made in Italy: Studies in Popular Music. Routledge, London 2016, S. 65–67.
307. ↑  Napoli canta. In: Canzone Italiana. Istituto Centrale per i Beni Sonori ed Audiovisivi, abgerufen am 11. Oktober 2023 (italienisch).
308. ↑  Vincenzo Perna: Killer Melodies: The Musica Neomelodica Debate. In: Franco Fabbri, Goffredo Plastino (Hrsg.): Made in Italy: Studies in Popular Music. Routledge, London 2016, S. 197.
309. ↑  Vincenzo Perna: Killer Melodies: The Musica Neomelodica Debate. In: Global Popular Music. Routledge, abgerufen am 17. März 2018 (englisch).
310. ↑  Vincenzo Perna: Killer Melodies: The Musica Neomelodica Debate. In: Franco Fabbri, Goffredo Plastino (Hrsg.): Made in Italy: Studies in Popular Music. Routledge, London 2016, S. 194–196.
311. ↑  Canzoni per bambini. In: Canzone Italiana. Istituto Centrale per i Beni Sonori ed Audiovisivi, abgerufen am 11. Oktober 2023 (italienisch).
312. ↑  Alessandro Bratus: 1970s Italian Progressive Rock in the UK. In: Franco Fabbri, Goffredo Plastino (Hrsg.): Made in Italy: Studies in Popular Music. Routledge, New York / London 2016, S. 172.
313. ↑  Paolo Prato: Italy. Rock. In: John Shepherd u. a. (Hrsg.): Encyclopedia of Popular Music of the World. Band VII. Continuum, London / New York 2005, ISBN 0-8264-7436-5, S. 226–227.
314. ↑  Rock italiano. In: Canzone Italiana. Istituto Centrale per i Beni Sonori ed Audiovisivi, abgerufen am 11. Oktober 2023 (italienisch).
315. ↑  Gianni Della Cioppa: Heavy Metal. I contemporanei. Giunti, Florenz/Mailand 2010, ISBN 978-88-09-76634-1, S. 86–87.
316. ↑  Jacopo Conti: Heavy Metal in Italy. In: Paolo Prato, David Horn (Hrsg.): Encyclopedia of Popular Music of the World. Band XI. Bloomsbury, New York / London 2017, ISBN 978-1-5013-2610-3, S. 362–363.
317. ↑  Claudia Casiraghi: Cristina Scabbia, dai Lacuna Coil a The Voice: «A chi mi ha detto venduta». In: VanityFair.it. Condé Nast, 21. März 2018, abgerufen am 8. Mai 2018 (italienisch).
318. ↑  Marco Santoro, Marco Solaroli: Authors and Rappers: Italian Hip Hop and the Shifting Boundaries of Canzone d’Autore. In: Popular Music. Band 26, Nr. 3. Cambridge University Press, Cambridge 2007, S. 470–472, doi:10.1017/S0261143007001389.
319. ↑  How trap is taking over Italian music, and what you probably should know about it. In: The National Student. 12. September 2017, abgerufen am 20. März 2018.
320. ↑  Jacopo Conti: Hip-Hop in Italy. In: Paolo Prato, David Horn (Hrsg.): Encyclopedia of Popular Music of the World. Band XI. Bloomsbury, New York / London 2017, ISBN 978-1-5013-2610-3, S. 386–387.
321. ↑  Musica da ballo. In: Canzone Italiana. Istituto Centrale per i Beni Sonori ed Audiovisivi, abgerufen am 11. Oktober 2023 (italienisch).
322. ↑  Paolo Prato: Italy. Cosmopolitan Pop and Dance. In: John Shepherd u. a. (Hrsg.): Encyclopedia of Popular Music of the World. Band VII. Continuum, London / New York 2005, ISBN 0-8264-7436-5, S. 227.
323. 1 2  Michael Paoletta: For Italo Dance-Pop, Business Isn’t Great, It’s Huge. In: Billboard. Nielsen, 24. Juni 2000, ISSN 0006-2510, S. 86.
324. ↑  Bunna (Vitale Bonino): La storia del reggae italiano raccontata da Bunna degli Africa Unite. In: Rockit.it. 10. September 2015, abgerufen am 22. März 2018 (italienisch).
325. ↑  Paolo Prato: Italy. Film Music. In: John Shepherd u. a. (Hrsg.): Encyclopedia of Popular Music of the World. Band VII. Continuum, London / New York 2005, ISBN 0-8264-7436-5, S. 227–228.
326. ↑  Paolo Prato: Italy. Jazz. In: John Shepherd u. a. (Hrsg.): Encyclopedia of Popular Music of the World. Band VII. Continuum, London / New York 2005, ISBN 0-8264-7436-5, S. 228.
327. ↑  Felice Liperi: Storia della canzone italiana. 3. Auflage. Rai Eri, Rom 2017, Kapitel „Il futuro fra pop e marketing“.
328. 1 2  Paolo Prato: Italy. Music Business and the Media. In: John Shepherd u. a. (Hrsg.): Encyclopedia of Popular Music of the World. Band VII. Continuum, London / New York 2005, ISBN 0-8264-7436-5, S. 228.
329. ↑  Vincenzo Perna: Northern Italy. The Music Industry. In: John Shepherd u. a. (Hrsg.): Encyclopedia of Popular Music of the World. Band VII. Continuum, London / New York 2005, ISBN 0-8264-7436-5, S. 232.
330. 1 2 3 4  Global Music Report: Mercato discografico mondiale cresce del 9%. FIMI, 21. März 2023, abgerufen am 27. März 2023 (italienisch).
331. ↑  Francesco D’Amato: Music Economies and Markets in Italy. In: Franco Fabbri, Goffredo Plastino (Hrsg.): Made in Italy: Studies in Popular Music. Routledge, London 2016, S. 73–74.
332. ↑  IFPI Global Music Report 2022. IFPI, 2022, S. 160.
333. 1 2  In 2022 Italian Recorded Music Revenues Grew 11.1% Driven by Digital Consumption. FIMI, 21. März 2023, abgerufen am 27. März 2023 (englisch).
334. ↑  Margherita G. Di Fiore: I dati della musica dal vivo in Italia per il 2017. In: Rockit.it. 27. November 2017, abgerufen am 23. März 2018 (italienisch).
335. ↑  Top live music markets in Europe 2018-2023. Statista, abgerufen am 27. März 2023 (englisch).
336. ↑  Siae, ripartono i live, nel 2022 più incassi del 2019. In: ANSA. 23. November 2022, abgerufen am 27. März 2023 (italienisch).
337. ↑  Mercato discografico mondiale cresce del 18,5% a 25,9 miliardi di dollari. FIMI, 22. März 2022, abgerufen am 27. März 2023 (italienisch).
338. ↑  Mercato discografico mondiale cresce del 7,4% nel 2020 grazie alla spinta dei consumi online. FIMI, 23. März 2021, abgerufen am 27. März 2023 (italienisch).
339. ↑  Mercato discografico: In Italia COVID-19 fermerà la crescita nel 2020. FIMI, 24. März 2020, abgerufen am 27. März 2023 (italienisch).
340. ↑  Mercato discografico globale cresce del 9,7%. FIMI, 2. April 2019, abgerufen am 27. März 2023 (italienisch).
341. ↑  Francesco D’Amato: Music Economies and Markets in Italy. In: Franco Fabbri, Goffredo Plastino (Hrsg.): Made in Italy: Studies in Popular Music. Routledge, London 2016, S. 76–78.
342. ↑  Marcello Sorce Keller: Italy in Music: A Sweeping (and Somewhat Audacious) Reconstruction of a Problematic Identity. In: Franco Fabbri, Goffredo Plastino (Hrsg.): Made in Italy: Studies in Popular Music. Routledge, London 2016, S. 19.
343. 1 2  Irving Wolther: Italien: Von Sanremo in die Welt. In: Eurovision.de. NDR, 16. Februar 2010, abgerufen am 16. März 2018.
344. ↑  Caruso – Canzoni entrate in classifica negli stati uniti. In: Canzone Italiana. Istituto Centrale per i Beni Sonori ed Audiovisivi, abgerufen am 11. Oktober 2023 (italienisch).
345. ↑  Francesco Adinolfi, Paolo Prato: Italian Diaspora. In: John Shepherd u. a. (Hrsg.): Encyclopedia of Popular Music of the World. Band VII. Continuum, London / New York 2005, ISBN 0-8264-7436-5, S. 252–256.
346. ↑  Irving Wolther: Kampf der Kulturen: der „Eurovision Song Contest“ als Mittel national-kultureller Repräsentation. Königshausen & Neumann, Würzburg 2006, ISBN 3-8260-3357-4, S. 33.
347. ↑  Paolo Prato: Selling Italy by the sound: cross-cultural interchanges through cover records. In: Popular Music. Band 26, Nr. 3. Cambridge University Press, Cambridge 2007, S. 442, doi:10.1017/S0261143007001377.
348. ↑  Franco Fabbri: Foreword. War without Tears: European Broadcasting and Competition. In: Dafni Tragaki (Hrsg.): Empire of song: Europe and nation in the Eurovision Song Contest. Scarecrow Press, Lanham (Md.) u. a. 2013, S. xii.
349. ↑  Paolo Prato: Selling Italy by the sound: cross-cultural interchanges through cover records. In: Popular Music. Band 26, Nr. 3. Cambridge University Press, Cambridge 2007, S. 458, doi:10.1017/S0261143007001377.
350. ↑  Paolo Prato: Selling Italy by the sound: cross-cultural interchanges through cover records. In: Popular Music. Band 26, Nr. 3. Cambridge University Press, Cambridge 2007, S. 444, doi:10.1017/S0261143007001377.
351. ↑  Paolo Prato: Selling Italy by the sound: cross-cultural interchanges through cover records. In: Popular Music. Band 26, Nr. 3. Cambridge University Press, Cambridge 2007, S. 452, doi:10.1017/S0261143007001377.
352. ↑  Cover. In: Canzone Italiana. Istituto Centrale per i Beni Sonori ed Audiovisivi, abgerufen am 11. Oktober 2023.
353. ↑  Paolo Prato: Selling Italy by the sound: cross-cultural interchanges through cover records. In: Popular Music. Band 26, Nr. 3. Cambridge University Press, Cambridge 2007, S. 453, doi:10.1017/S0261143007001377.
354. ↑  Paolo Prato: Selling Italy by the sound: cross-cultural interchanges through cover records. In: Popular Music. Band 26, Nr. 3. Cambridge University Press, Cambridge 2007, S. 454–455, doi:10.1017/S0261143007001377.
355. ↑  Paolo Prato: Selling Italy by the sound: cross-cultural interchanges through cover records. In: Popular Music. Band 26, Nr. 3. Cambridge University Press, Cambridge 2007, S. 457, doi:10.1017/S0261143007001377.
356. ↑  Dario Martinelli: Lasciatemi Cantare and Other Diseases: Italian Popular Music, as Represented Abroad. In: Franco Fabbri, Goffredo Plastino (Hrsg.): Made in Italy: Studies in Popular Music. Routledge, London 2016, S. 209.
357. ↑  Dario Martinelli: Lasciatemi Cantare and Other Diseases: Italian Popular Music, as Represented Abroad. In: Franco Fabbri, Goffredo Plastino (Hrsg.): Made in Italy: Studies in Popular Music. Routledge, London 2016, S. 211–212.
358. ↑  Dario Martinelli: Lasciatemi Cantare and Other Diseases: Italian Popular Music, as Represented Abroad. In: Franco Fabbri, Goffredo Plastino (Hrsg.): Made in Italy: Studies in Popular Music. Routledge, London 2016, S. 218.
359. ↑  Dario Martinelli: Lasciatemi Cantare and Other Diseases: Italian Popular Music, as Represented Abroad. In: Franco Fabbri, Goffredo Plastino (Hrsg.): Made in Italy: Studies in Popular Music. Routledge, London 2016, S. 213–214.
360. 1 2  Dario Martinelli: Lasciatemi Cantare and Other Diseases: Italian Popular Music, as Represented Abroad. In: Franco Fabbri, Goffredo Plastino (Hrsg.): Made in Italy: Studies in Popular Music. Routledge, London 2016, S. 217.
361. ↑  Genrelexikon: Italo Pop. In: Musicline.de. PhonoNet, archiviert vom Original (nicht mehr online verfügbar) am 29. Juni 2018; abgerufen am 17. März 2018.
362. ↑  Irene Prugger: Mutprobe mit Italo-Schlager. In: WienerZeitung.at. 6. Januar 2018, abgerufen am 16. März 2018.
363. ↑  Rolf Thomas: Götz Alsmann singt Italo-Hits. In: FAZ.net. 29. September 2017, abgerufen am 16. März 2018.
364. 1 2  Goffredo Plastino, Marco Santoro: Introduction: The Italian Way(s). A Special Issue on Italian Popular Music. In: Popular Music. Band 26, Nr. 3. Cambridge University Press, Cambridge 2007, S. 386, doi:10.1017/S026114300700133X.
365. ↑  Dario Martinelli: Lasciatemi Cantare and Other Diseases: Italian Popular Music, as Represented Abroad. In: Global Popular Music. Routledge, abgerufen am 16. März 2018 (englisch).
366. ↑  Maggie Doherty: 21 Under 21: Il Volo (2011). In: Billboard.com. 27. September 2011, abgerufen am 28. März 2018 (englisch).
367. ↑  Patricia Batlle: Italien: Il Volo. In: Eurovision.de. NDR, 24. Mai 2015, abgerufen am 16. März 2018.
368. ↑  Vincenzo Perna: Northern Italy. The 1990s Onwards. In: John Shepherd (Hrsg.): Continuum Encyclopedia of Popular Music of the World. Continuum, London 2005, ISBN 0-8264-7436-5, S. 233.
369. ↑  Francesco Campagner: Sommer, Urlaub und Italo-Hits. In: WienerZeitung.at. 6. September 2013, abgerufen am 16. März 2018.
370. ↑  Dario Martinelli: Lasciatemi Cantare and Other Diseases: Italian Popular Music, as Represented Abroad. In: Franco Fabbri, Goffredo Plastino (Hrsg.): Made in Italy: Studies in Popular Music. Routledge, London 2016, S. 209–210.
371. ↑  Paolo Prato: Virtuosity and Populism: The Everlasting Appeal of Mina and Celentano. In: Franco Fabbri, Goffredo Plastino (Hrsg.): Made in Italy: Studies in Popular Music. Routledge, London 2016, S. 169.
372. ↑  Paolo Prato: Selling Italy by the sound: cross-cultural interchanges through cover records. In: Popular Music. Band 26, Nr. 3. Cambridge University Press, Cambridge 2007, S. 445, 449, doi:10.1017/S0261143007001377.
373. 1 2  John Lannert, Mark Dezzani: Italy’s Nek: A Latino Success Story. In: Billboard. 6. Juni 1998, S. 11/91.
374. ↑  Paolo Prato: Selling Italy by the sound: cross-cultural interchanges through cover records. In: Popular Music. Band 26, Nr. 3. Cambridge University Press, Cambridge 2007, S. 446, doi:10.1017/S0261143007001377.
375. ↑  Michele Monina: Il grande libro del pop italiano. Fanucci, Rom 2011, ISBN 978-88-347-1893-3 (E-Book).